# Mercedes-Benz (Motorsport)

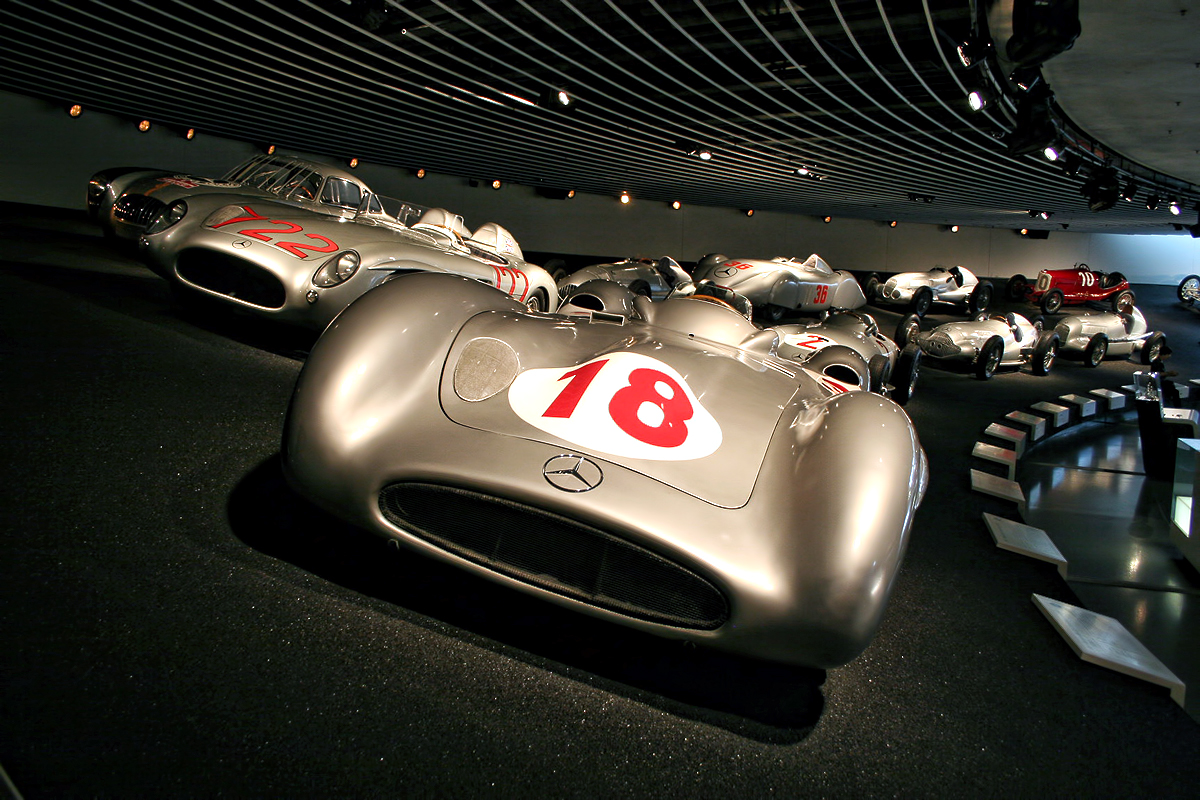
Die klassischen Silberpfeile prägten den Mythos der Marke Mercedes-Benz entscheidend

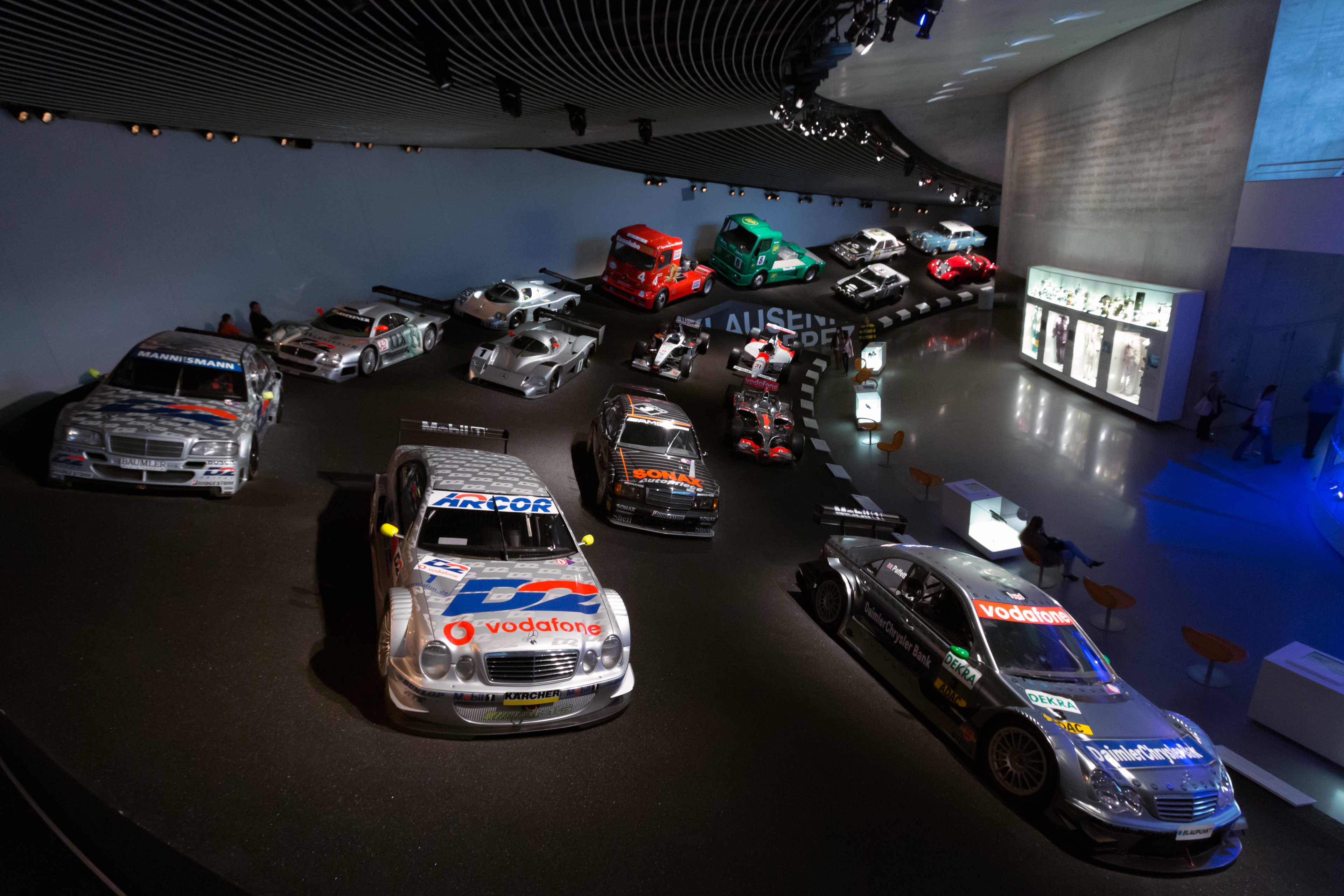
Das Mercedes-Benz Museum gibt einen Einblick in die Vielfältigkeit der Motorsport-Engagements in der Nachkriegszeit

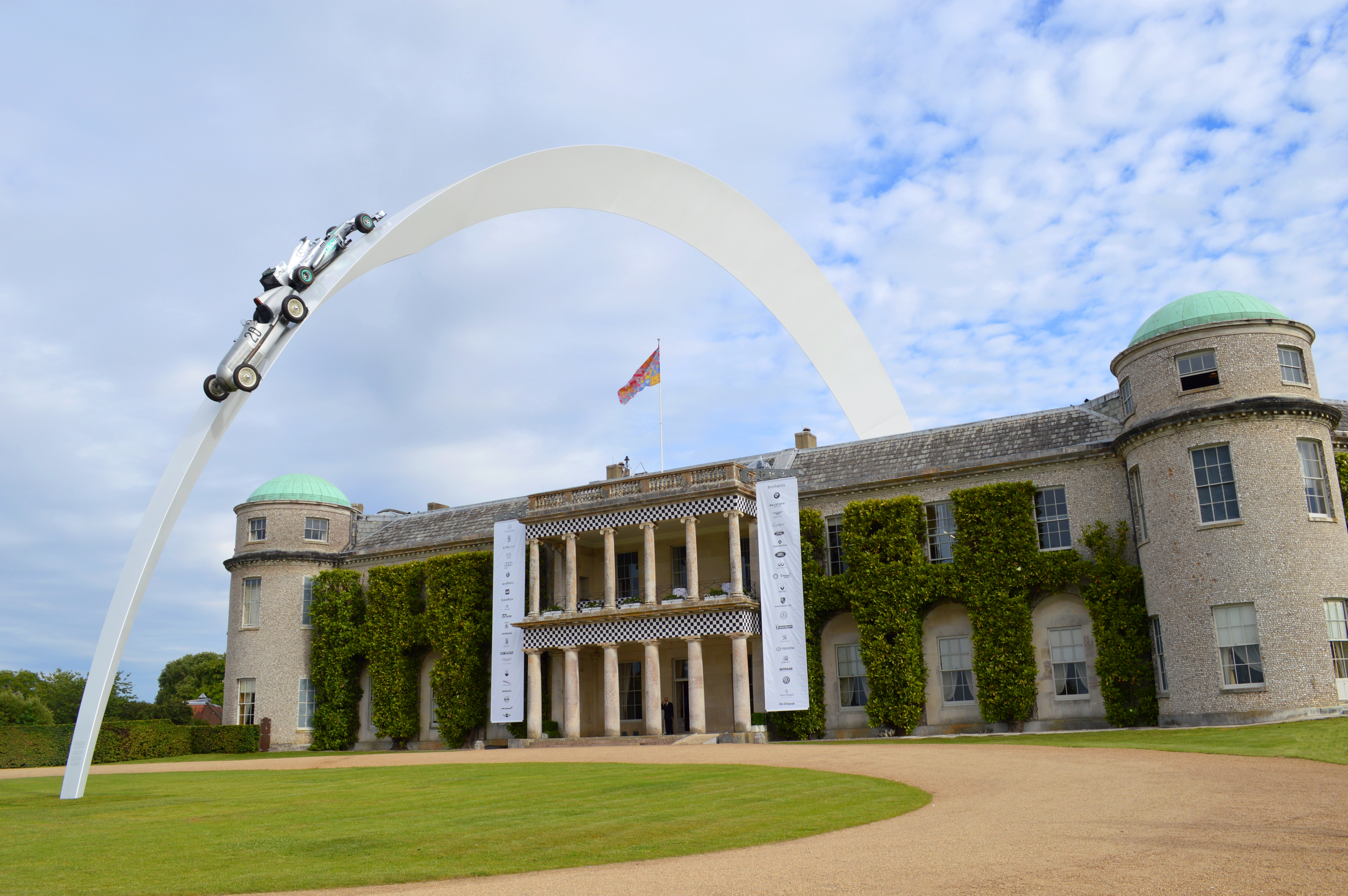
Monument zum 120-jährigen Motorsport-Jubiläum der Marke beim Goodwood Festival of Speed 2014

Die Marke Mercedes-Benz hat im Motorsport eine lange Tradition. Bereits vor ihrer Fusion zur Daimler-Benz AG 1926 waren die Vorgängerunternehmen Daimler-Motoren-Gesellschaft (DMG) – mit dem Markennamen Mercedes – und Benz & Cie. bei diversen internationalen Rennen erfolgreich. So basierten schon beim allerersten Automobilwettbewerb der Geschichte, der Fahrt von Paris nach Rouen 1894, alle beteiligten benzingetriebenen Wagen auf Konstruktionen von Daimler oder Benz. Bei dem Städterennen Turin-Asti-Turin folgte ein Jahr später durch Daimler der erste Sieg.
Mit dem Gewinn des Gordon-Bennett-Cup 1903 beim ersten großen internationalen Rundstreckenrennen und den Erfolgen in den Grand Prix von Frankreich 1908 und 1914 behauptete Mercedes in der Zeit vor dem Ersten Weltkrieg seinen Platz unter den weltweit führenden Fabrikaten im Automobilsport. Rennwagen von Benz erzielten in Europa und den USA ebenfalls vereinzelte Topergebnisse, waren bis zur Fusion jedoch insgesamt weniger erfolgreich im Rennsport als die Mercedes.
Nach dem Ersten Weltkrieg gelang der Anschluss an die internationale Spitze italienischer und französischer Fabrikate – abgesehen von Einzelerfolgen bei der Targa Florio 1922 und 1924 oder den Großen Preisen von Deutschland 1926 und 1931 – zunächst nicht. Nicht zuletzt auch dank Förderung durch das nationalsozialistische Regime errangen Mercedes-Benz-Rennwagen jedoch ab 1934 unter der Regie von Rennleiter Alfred Neubauer die Vorherrschaft auf den Grand-Prix-Strecken. Die dominanten deutschen Rennwagen gingen wegen der markanten metallglänzenden Karosserien seit dieser Epoche als Silberpfeile in die Motorsportgeschichte ein. Mit Rudolf Caracciola am Steuer stellte Mercedes-Benz bis 1938 dreimal den Grand-Prix-Europameister im damals bedeutendsten Championat.
Nach dem Ende des Zweiten Weltkriegs und der Wiederzulassung Deutschlands in den internationalen Automobilsport errang Mercedes-Benz als erster deutscher Hersteller mit dem argentinischen Rennfahrer Juan Manuel Fangio 1954 und 1955 zwei Weltmeistertitel in der Formel 1. Auch bei Sportwagenrennen wie der Carrera Panamericana, Mille Miglia oder in Le Mans war die Marke ab 1952 erfolgreich – mit dem Gewinn der Sportwagen-WM 1955 als vorläufigem Höhepunkt. Dieser Titelgewinn wurde jedoch durch den tragischen Unfall in Le Mans 1955 des Mercedes-Piloten Pierre Levegh überschattet, der mit 84 Toten bislang schwersten Katastrophe im Motorsport.
Nach langer Abstinenz vom internationalen Rundstreckensport kehrte Mercedes-Benz als Motorenlieferant des Sauber-Teams 1987 zunächst in die Sportwagen-WM und 1993 schließlich in die Formel 1 zurück. In Kooperation mit McLaren wurden später Mika Häkkinen (1998, 1999) und Lewis Hamilton (2008) Weltmeister mit Mercedes-Motoren. Seit 2010 betreibt Mercedes-Benz wieder ein eigenes Formel-1-Werksteam in der höchsten Motorsportklasse. Mit insgesamt acht Konstrukteurstiteln und sieben Fahrertiteln von Lewis Hamilton und Nico Rosberg zwischen 2014 und 2021 avancierte Mercedes in dieser Zeit zu einem der erfolgreichsten Konstrukteure in der Geschichte der Formel 1.
Neben dem Grand-Prix-Sport als Rückgrat des motorsportlichen Profils gab es vielseitige weitere Engagements bei Sport- und Tourenwagenrennen sowie im US-Rennsport. So gelangen mit Mercedes-Rennwagen unter anderem Gesamtsiege bei den prestigeträchtigen 24 Stunden von Le Mans (1952, 1989) sowie den 500 Meilen von Indianapolis (1915, 1994). Zusammen mit dem mehrfachen Erfolg beim Großen Preis von Monaco ist Mercedes-Benz damit neben McLaren bis heute der einzige Konstrukteur, der in der Motorsporthistorie die sogenannte Triple Crown der bedeutendsten Einzelrennen gewinnen konnte.
In der DTM stellte die Stuttgarter Marke bislang insgesamt 13-mal den Gesamtsieger – Rekord. Nach dem Einstieg in die vollelektrische Rennserie Formel E sicherte sich Mercedes-Benz 2021 in seiner zweiten Saison als Werksteam beide WM-Titel und konnte diese in der Folgesaison verteidigen. Darüber hinaus wurden auch im Rallyesport – obwohl nie intensiv werksseitig betrieben – mit Gesamtsiegen bei der Rallye Monte Carlo (1960) und der Rallye Dakar (1983) bedeutende Erfolge erzielt.
Seit 2013 ist Toto Wolff als Motorsportdirektor der Marke für alle motorsportlichen Aktivitäten der Mercedes-Benz Group verantwortlich. Er wurde Nachfolger von Norbert Haug, der seit 1990 Sportchef bei Mercedes-Benz war.

## Einordnung
Die vielseitigen Motorsportaktivitäten der Marke Mercedes-Benz werden in diesem Artikel anhand der verschiedenen Motorsportkategorien beschrieben. Innerhalb dieser Kategorien (Grand-Prix-Sport, Sportwagen, Tourenwagen usw.) sind die Aktivitäten chronologisch zu finden. Diese Seite soll einen allgemeinen Überblick über die Motorsportaktivitäten der Marke bieten. Einige Episoden wie z. B. der Werkseinsatz und der Einsatz als Motorenhersteller in der Formel 1 oder die Geschichte der Silberpfeile ist in eigenen Hauptartikeln beschrieben, die jeweils zu Beginn des Abschnittes verlinkt werden.
Dieser Artikel befasst sich hauptsächlich mit den werksseitigen Einsätzen von Mercedes-Benz. Darüber hinaus wurden in vielen verschiedenen Motorsportklassen Kundenautos oder unabhängig vom Werk entwickelte Fahrzeuge mit Mercedes-Motoren eingesetzt.

## Grand-Prix-Sport

### Die Anfänge von Benz und Daimler (1894–1914)

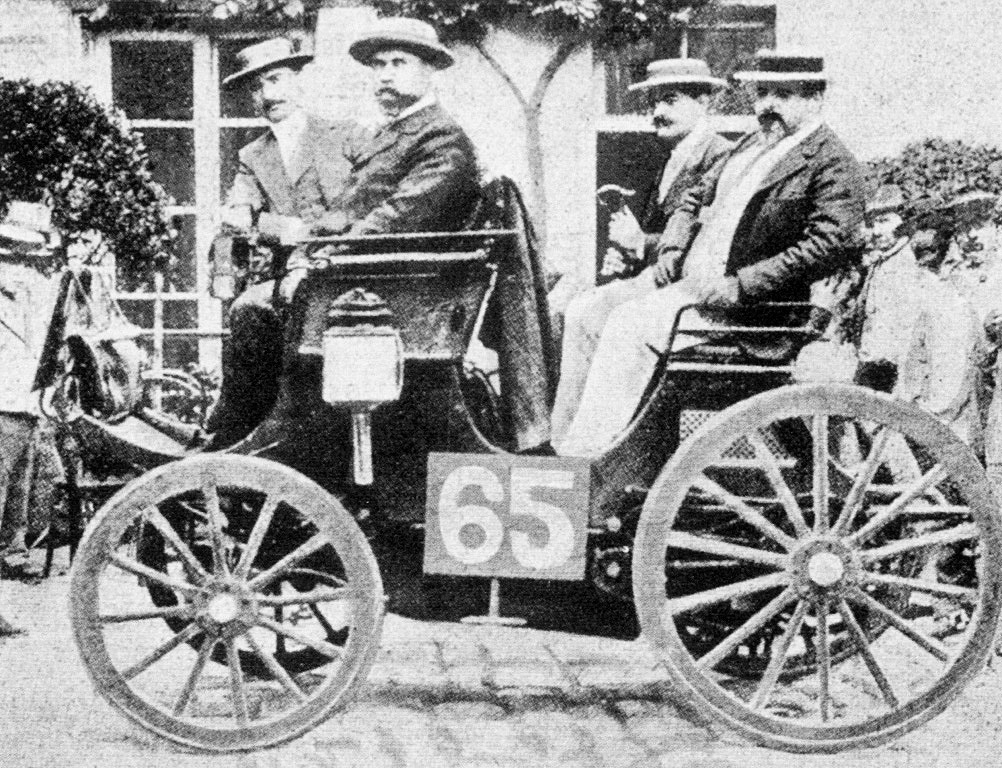
Albert Lemaître 1894 auf einem vom Système Daimler motorisierten Peugeot

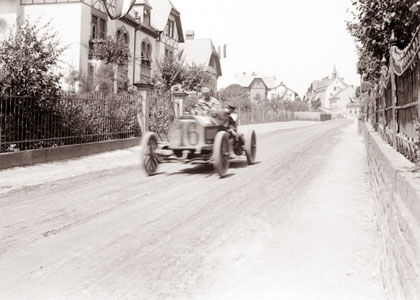
Rennen um den Gordon-Bennett-Cup 1904 durch den Taunus: John B. Warden auf einem Mercedes 95 PS

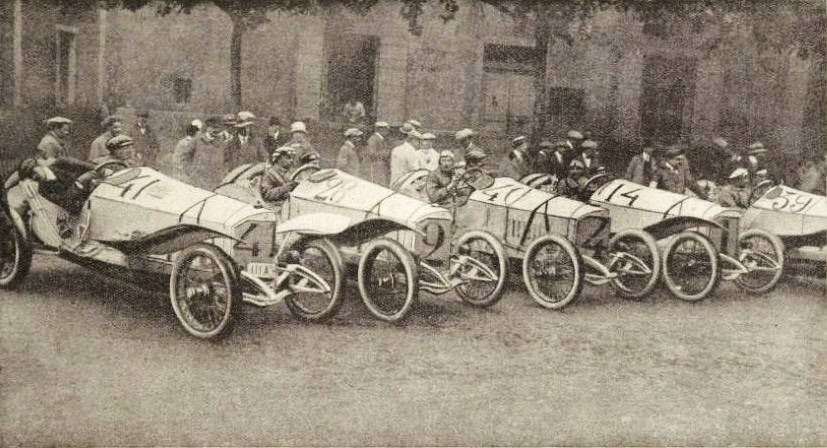
Equipe der Mercedes-Grand-Prix-Wagen beim Frankreich-GP 1914

Zwar gelten Carl Benz und Gottlieb Daimler als die Pioniere des Automobils, zum eigentlichen Siegeszug kam es jedoch erst durch die beiden französischen Hersteller Panhard & Levassor und Peugeot, die mit Daimler Lizenzverträge zum Nachbau seiner Motoren abschlossen. Frankreich entwickelte sich zur führenden Automobilnation und folgerichtig wurde dort 1894 mit der Wettfahrt Paris–Rouen der erste offizielle Automobilwettbewerb der Geschichte ausgetragen. Neben einem einzelnen Benz, mit dem Pariser Generalimporteur Émile Roger am Steuer, waren die übrigen elf benzingetriebenen Fahrzeuge mit Motoren Système Daimler ausgestattet. Daneben starteten Automobile mit Dampf-, Elektro- und weiteren exotischen Antriebssystemen. Ein Jahr später, beim ersten reinen Geschwindigkeitswettbewerb, dem Rennen von Paris nach Bordeaux und zurück, belegten Benzinwagen dieser drei Fabrikate bereits die ersten acht Plätze. Daneben erreichte als Neunter und Letzter lediglich ein einzelner Bollée-Dampfomnibus das Ziel.
Weder bei der Daimler-Motoren-Gesellschaft (DMG) noch im Stammwerk von Benz gab es dagegen zunächst ernsthaftes Interesse an der Beteiligung an Rennveranstaltungen. Erst der österreichische Kaufmann Emil Jellinek erkannte, dass sich mit dem Verkauf von Rennwagen in der exklusiven Gesellschaft an der französischen Riviera Geschäfte machen ließen. Nach dem tödlichen Unfall seines Fahrers Wilhelm Bauer mit einem hochbeinigen und schweren Daimler Phönix, immerhin erster Personenwagen mit Vierzylindermotor, beim Bergrennen Nizza–La Turbie im Jahr 1900 erkannte Jellinek zudem, dass für erfolgreiche Rennen eine andere Fahrzeugauslegung vonnöten war. Die von ihm initiierte neue Modellreihe für 1901 – aus Lizenzgründen für den Vertrieb in Frankreich nach dem Vornamen von Jellineks Lieblingstochter Mercedes benannt – setzte mit der Einführung der mechanischen Ventilsteuerung und vor allem durch den tiefliegenden Rahmen und die bis dahin völlig ungewohnte niedrige und langgestreckte Bauweise neue Maßstäbe. 
Gleich beim ersten Auftritt des neuen Mercedes 35 PS im Rahmen der Automobilwoche von Nizza erzielte Wilhelm Werner zwei aufsehenerregende Siege im Straßenrennen Nizza–Aix–Sénas–Salon–Nizza und beim nachfolgenden Bergrennen Nizza–La Turbie. Dieser erste Erfolg einer ausländischen Marke – mit eigenem Chassis und Motor – auf französischem Boden begründete die Motorsporttradition von Mercedes-Benz wesentlich. Der Generalsekretär des französischen Automobilclubs warnte seine Landsleute vor der deutschen Konkurrenz und begründete den Ausspruch: „Nous sommes entrés dans l’ère Mercédès“ – auf Deutsch: „Wir sind in der Ära Mercedes angekommen.“
Einen weiteren Meilenstein in der Unternehmensgeschichte von Mercedes setzte 1903 der Belgier Camille Jenatzy, genannt der „Rote Teufel“, mit seinem Sieg beim Gordon-Bennett-Cup in Athy (Irland). Mit dem Sieg wechselte die Ausrichtung dieses damals bedeutendsten internationalen Rennens – einer Art Wettstreit unter den Automobilnationen und unmittelbarer Vorläufer der Großen Preise – für 1904 zum ersten Mal nach Deutschland. Trotz geschickter Ausnutzung der Regeln, wodurch es Mercedes als einzigem Hersteller möglich war, über den österreichischen Tochterbetrieb Austro-Daimler ein komplettes zweites Team ins Rennen zu schicken, gelang es allerdings nicht, den Pokal auf heimischem Boden zu verteidigen. Auch die letzte Austragung des Cups 1905 sowie die ersten Rennen um den Grand Prix de l’ACF 1906 und 1907 verliefen für die Mercedes-Mannschaft enttäuschend. Bei diesen Niederlagen spielten auch die länger haltenden und schneller zu wechselnden Reifen von Michelin – die den französischen Herstellern zur Verfügung standen – eine Rolle, nachdem die Continental-Reifen Mercedes beim Gordon-Bennett-Cup 1903 noch zum Sieg verhalfen.  Später setzte auch Mercedes auf die Räder von Michelin, zum Beispiel beim Gewinn des Frankreich-GP 1908.
Trotzdem kam dieser Erfolg von Christian Lautenschlager beim Grand Prix de l’ACF 1908 überraschend, zumal Mercedes in der Vorbereitung auf das Rennen im Gegensatz zur Konkurrenz auf technische Raffinesse, wie z. B. hängende Ventile oder obenliegende Nockwenwellen, verzichtet und sich stattdessen auf Feintuning, Anpassung an die Streckencharakteristik und intensive Vorbereitung auf das Rennen konzentriert hatte – Tugenden, die für die Renneinsätze des Teams langfristig kennzeichnend wurden.
Der Erfolg für die deutsche Automobilindustrie wurde durch die Plätze 2 und 3 für die Benz-Piloten Victor Hémery und René Hanriot unterstrichen, die im Rennen lange im Kampf um die Spitze waren. Unternehmensgründer Carl Benz sprach sich lange Zeit gegen die Teilnahme an Rennen aus, durch sein Ausscheiden wurde der Weg für Rennaktivitäten nun jedoch frei. Da der französische Automobilclub nach der Niederlage der einheimischen Fabrikate jedoch bis auf Weiteres auf die Ausrichtung seines Grand Prix verzichtete, musste sich das Unternehmen andere Betätigungsfelder suchen. So rückte die Jagd nach Geschwindigkeitsrekorden und die ersten Engagements in Übersee in den Fokus. Mit dem 200-PS-Blitzen-Benz mit 21,5 Liter Hubraum und strömungsgünstig geformter Karosserie übertraf Hémery 1909 auf der britischen Brooklands-Rennbahn zum ersten Mal offiziell die 200-km/h-Grenze. Bei Rennbeteiligungen in den Vereinigten Staaten gelang dem US-amerikanischen Fahrer David Bruce-Brown 1910 vor Hémery der Sieg im Rennen um den American Grand Prize.
Nach drei Jahren Pause nahm der ACF 1912 die Ausrichtung des Frankreich-Grand-Prix wieder auf. Erst 1914 kehrte die DMG zurück und baute wie 1908 in erster Linie auf bewährte Technik, gepaart mit konsequentem Leichtbau, akribischer Vorbereitung und erstmals taktischer Planung des Rennverlaufs. So gelang der Mercedes-Mannschaft mit ihren 115-PS-Grand-Prix-Rennwagen und den Fahrern Lautenschlager, Louis Wagner und Otto Salzer in dem historischen Rennen noch einmal ein Dreifacherfolg über das favorisierte Peugeot-Team, bevor mit dem Ausbruch des Ersten Weltkriegs alle Motorsportaktivitäten zum Erliegen kamen.

### Schwieriger Wiedereinstieg nach dem Ersten Weltkrieg (1921–1933)

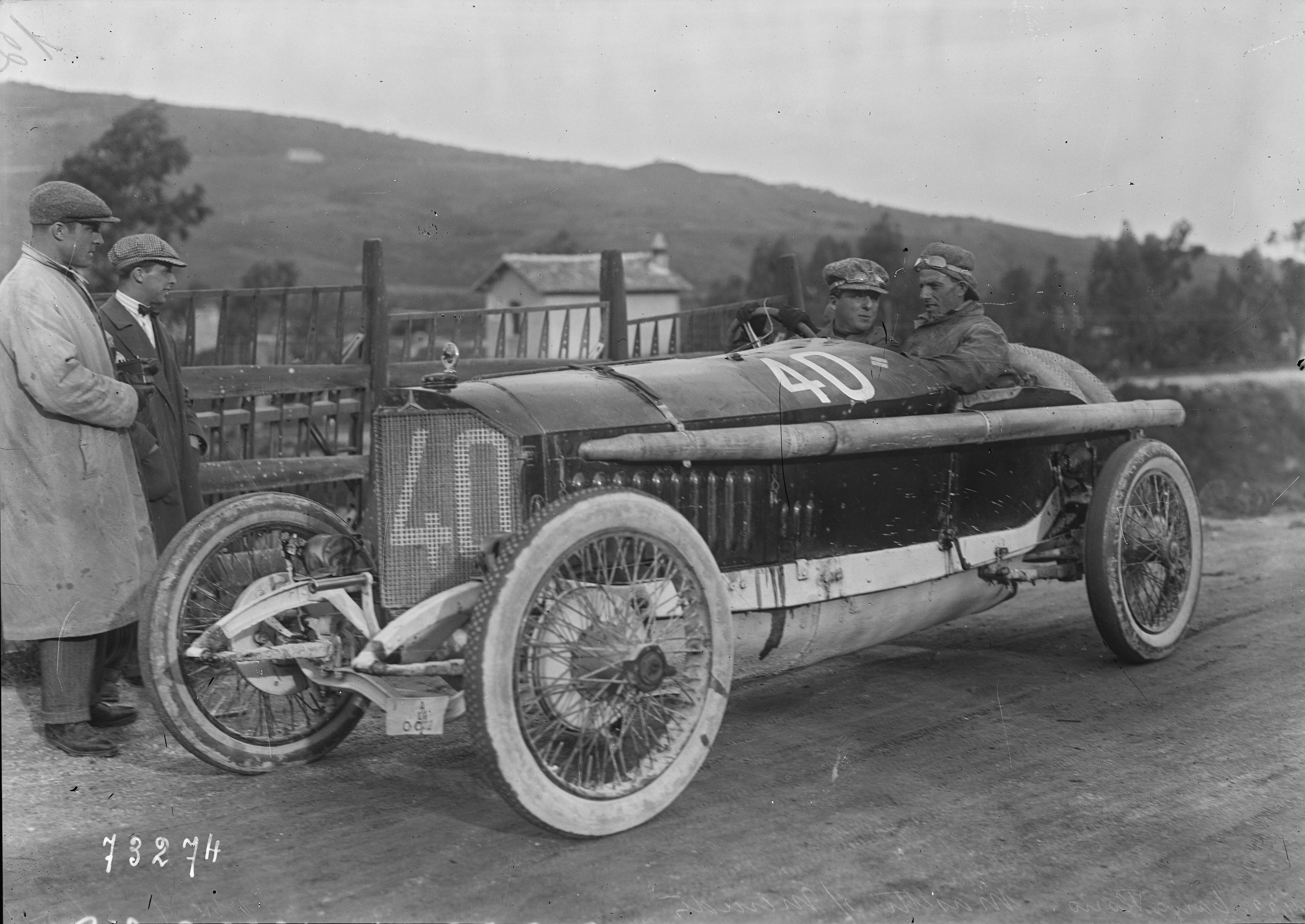
Giulio Masetti gewann die Targa Florio 1922 in einem rot lackierten Mercedes Grand Prix 1914/4.5

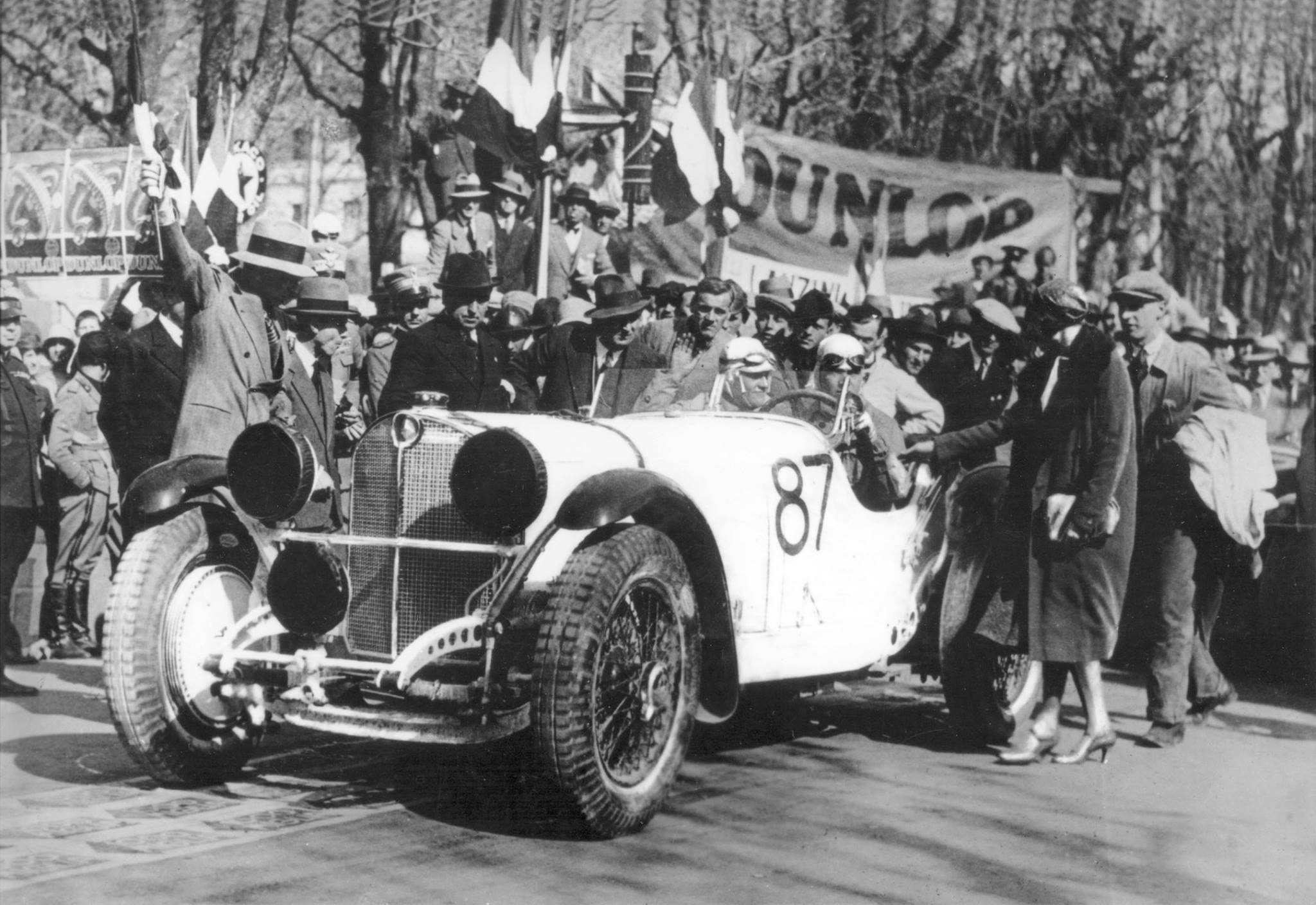
Rudolf Caracciola und Wilhelm Sebastian beim Gesamtsieg der Mille Miglia 1931 auf einem Mercedes-Benz SSKL

Nach dem Krieg durften deutsche Rennwagen zunächst nur in Italien wieder an den Start gehen. Mercedes schickte daher bei der Targa Florio 1922 ein gemischtes Team aus leichten und schweren Sportwagen sowie den erfolgreichen Grand-Prix-Rennwagen aus dem Jahr 1914 ins Rennen. Ein Teil der Sportwagen war erstmals mit Kompressormotoren ausgerüstet. Die DMG hatte während des Krieges im Flugmotorenbau Erfahrung mit der Motorenaufladung gewonnen und strebte nun als erster europäischer Hersteller, damit auch im Motorsport Erfolge an. Im Rennen wurden die Werks-Mercedes jedoch von dem Italiener Giulio Masetti mit einem der älteren Grand-Prix-Mercedes geschlagen, der das Rennen gewann.
Während Daimler auf dem Gebiet der Kompressormotoren im Automobilsport Pionierarbeit leistete, hatte Benz in der Zwischenzeit stattdessen ganz auf die revolutionären aerodynamischen Konzepte des Flugzeug- und Automobilkonstrukteurs Edmund Rumpler gesetzt. Der Tropfenwagen – so genannt wegen seiner ganz dem zeitgenössischen Ideal der Stromlinie entsprechenden Karosseriegestaltung – war eine der ungewöhnlichsten Erscheinungen seiner Zeit und gleichzeitig auch der erste Grand-Prix-Rennwagen mit Motoranordnung hinter dem Fahrer (damals noch als Heckmotor bezeichnet). Beim Großen Preis von Italien 1923 waren die Benz-Rennwagen trotz der theoretischen Vorteile des Konzepts den mittlerweile ebenfalls mit Kompressormotoren ausgerüsteten Fiat-805-Rennwagen klar unterlegen.
Daimler entwickelte nach den ersten Versuchen mit Kompressormotoren im Jahr 1922 für das 500-Meilen-Rennen von Indianapolis 1923 Rennwagen mit zuschaltbaren Kompressoren, die sich wegen des allzu plötzlich einsetzenden Leistungsschubs jedoch noch nicht konkurrenzfähig erwiesen. Erst nach einer grundlegenden Überarbeitung der Konstruktion durch den neuen Chefkonstrukteur Ferdinand Porsche war Christian Werner in der Lage, damit bei der Targa Florio 1924 einen bedeutenden Erfolg für die Marke Mercedes zu erringen.
Schließlich entwickelte Porsche für den anschließenden Großen Preis von Italien ein neues Achtzylinder-Modell, das zwar hohe Leistungswerte besaß, aufgrund der zu kurzen Entwicklungszeit allerdings Unzulänglichkeiten bezüglich der Straßenlage aufwies. Als der Mercedes-Fahrer Louis Zborowski von der Strecke abkam und tödlich verunglückte, nahm Rennleiter Max Sailer die verbliebenen Wagen aus dem Rennen. Im Anschluss konzentrierte sich Mercedes auf Rennteilnahmen in Deutschland, wo Rudolf Caracciola 1926 mit dem mittlerweile ausgereiften Grand-Prix-Modell – reglementsbedingt mit einer viersitzigen Sportwagenkarosserie ausgerüstet – wenige Tage nach Gründung der Daimler-Benz AG den Großen Preis von Deutschland auf der AVUS gewann.
Fortan wurde die Motorsportgeschichte der beiden Unternehmen Daimler und Benz vereint geschrieben und der Markenname Mercedes-Benz hielt auf den Rennstrecken weltweit Einzug.
Nach der Fusion wurde das Grand-Prix-Programm zunächst nicht fortgesetzt, stattdessen konzentrierte sich Porsche auf die imposante Modellreihe der Typen S, SS, SSK und SSKL mit 6- bzw. 7-Liter Kompressormotoren, die bei Sportwagenrennen viele Erfolge erzielten. In wirtschaftlich zunehmend unruhigen Zeiten boten sie außerdem den Vorteil, dass sie mit demontierten Scheinwerfern und Kotflügeln auch bei sogenannten formellosen Rennen eingesetzt werden konnten. Als 1927 mit dem Nürburgring die erste permanente Rennstrecke in Deutschland eröffnet wurde, konnte Mercedes-Benz mit Caracciola am Steuer des gerade neu entwickelten S-Modell das Eröffnungsrennen über knapp 400 Kilometer gewinnen.
Rudolf Caracciola, der als Mercedes-Benz-Werkspilot zu dieser Zeit endgültig zum Top-Fahrer avancierte, gelang später auch das Kunststück, mit seinem ebenso leistungsstarken wie unhandlichen Sportwagen SSKL beim Großen Preis von Deutschland 1931 auf dem Nürburgring die gesamte internationale Grand-Prix-Elite zu besiegen. Im gleichen Jahr konnte er mit dieser letzten Ausbaustufe der S-Modelle zusammen mit Wilhelm Sebastian zudem erstmals für Mercedes-Benz und erstmals für eine ausländische Marke die populäre Mille Miglia von Brescia nach Rom und zurück gewinnen. Für den SSKL wurde 1932 auch eine stromlinienförmige Vollverkleidung entworfen, die verglichen mit den konventionell karossierten SSKL deutliche Geschwindigkeitsvorteile brachte und Manfred von Brauchitsch auf der AVUS zum Sieg verhalf.

### Die Geburt der Silberpfeile (1934–1939)

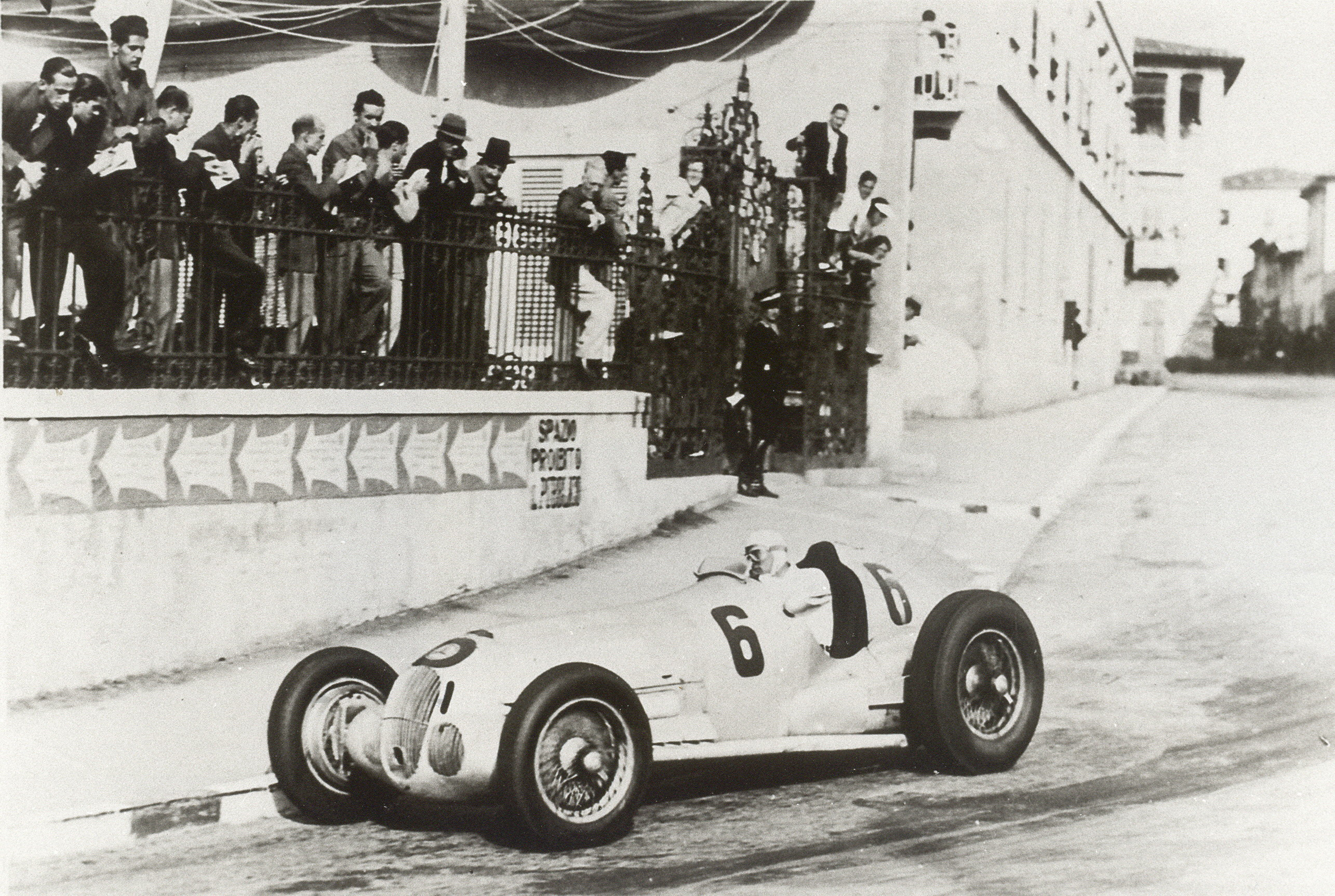
Hermann Lang beim Großen Preis von Italien 1937 mit einem Mercedes-Benz W 125

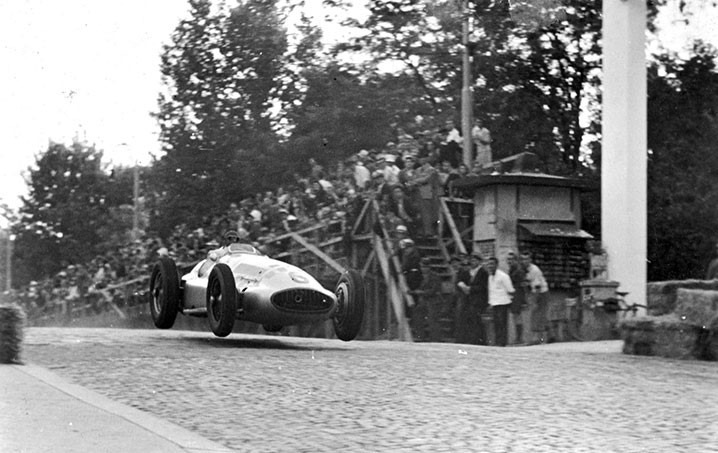
Mercedes-Benz W 154 beim Großen Preis von Belgrad 1939 – das Rennen gewann jedoch Auto Union

1934 kehrte Daimler-Benz in den Grand-Prix-Sport zurück, nicht zuletzt aufgrund von Anreizen durch das nationalsozialistische Regime. Dabei setzte die Entwicklung des Mercedes-Benz W 25 und seiner Nachfolger W 125 sowie W 154 bezüglich Motorleistung, Fahrwerkstechnik und vor allem in Sachen Leichtbau neue Maßstäbe. Schon bald beherrschten die Silberpfeile – statt des traditionellen Weiß gingen die Rennwagen mit metallisch glänzenden Karosserien an den Start – zusammen mit dem Konkurrenten Auto Union den europäischen Grand-Prix-Sport. 1935, 1937 und 1938 wurde Rudolf Caracciola auf Mercedes-Benz Grand-Prix-Europameister. Dieses damals bedeutendste Championat hatte ähnlichen Stellenwert, wie die Formel-1-Weltmeisterschaft nach dem Zweiten Weltkrieg.
Verantwortlich für die Entwicklung der Rennwagen war seit 1936 Rudolf Uhlenhaut, der sich nicht nur als Ingenieur, sondern auch als Testfahrer auszeichnete. Die erfolgreichen W 125 und W 154 entstanden unter seiner Leitung.
Für den Großen Preis von Tripolis 1939 baute Mercedes-Benz mit dem W 165 in nur acht Monaten einen kompakten Rennwagen speziell für Rennen der Voiturette-Kategorie. Die Veranstalter hatten das Rennen auf dem Autodromo della Mellaha im Vorfeld für diese hubraumärmere Kategorie ausgeschrieben, wohl wissend, dass die einheimische Konkurrenz um Maserati und Alfa Romeo bereits Fahrzeuge in dieser Klasse fertig entwickelt hatten, während Mercedes-Benz den großen W 154 nicht einsetzen konnte. Am 7. Mai erzielten die Silberpfeile mit dem völlig neu konstruierten Wagen einen Doppelsieg mit Hermann Lang vor seinem Teamkollegen Rudolf Caracciola. Uhlenhaupt sagte über den 1,5-Liter-Motor des W 165 später, es sei wohl der beste Rennwagenmotor, der je gebaut wurde. Eine weitergehende Erfolgsserie des W 165 wurde durch den Zweiten Weltkrieg verhindert. Nach dem Krieg wäre der W 165 zwar in der Formel 1 startberechtigt gewesen, aber Mercedes-Benz verzichtete auf einen Einsatz.
Die Regie bei den Rennen führte Rennleiter Alfred Neubauer. Er war der Taktiker des Teams, der die Tankstopps seiner Fahrer vorab festlegte und den Reifenverschleiß vorausberechnete, um das Tempo zu bestimmen. Er gilt als Erfinder der Zeichentafeln, die Rennfahrern von den Boxen aus entgegengehalten wurden, um ihnen ihre Position im Rennen und den Abstand zum Vorausfahrenden oder Nachfolgenden anzuzeigen, sie zu schnellerem oder verhaltenem Fahren aufzufordern usw. Umstritten waren Neubauers Stallordern, die mitunter Unverständnis unter den Fahrern auslösten und den Italiener Luigi Fagioli veranlassten, Mercedes-Benz in der Saison 1936 zu verlassen und zur Auto Union zu wechseln.
Neben der Teilnahme an Grand-Prix-Rennen wurden auch immer wieder aufsehenerregende Rekordfahrten durchgeführt, in denen die Rennwagen mit ihren Stromlinienkarosserien Geschwindigkeiten bis zu 435 km/h erreichten und sich mit den Fabrikaten von Auto Union maßen. Ab 1936 wurde zunächst der Grand-Prix-Wagen W 25 für Geradeausläufe modifiziert und mit Stromlinienkarosserie ausgestattet. Im Januar 1938 stellte Rudolf Caracciola mit dem Mercedes-Benz DAB V12 auf Basis des W 125 den bis heute gültigen Geschwindigkeitsrekord über den Fliegenden Kilometer auf. Ein Jahr später wurden die Rekordfahrten zunächst auf Basis des W 154 in zwei Varianten mit offenen und voll verkleideten Rädern weitergeführt, bevor mit der Entwicklung des Rekordwagens T 80 der Geschwindigkeitsweltrekord für Landfahrzeuge gebrochen werden sollte. Der T 80 war von Grund auf nur für Rekordfahrten konstruiert, mit drei Achsen und stromlinienförmiger Aluminiumkarosserie über 8,24 Meter Länge. Der Daimler-V12-Motor sollte mit Rennbenzin betrieben 3500 PS leisten. Durch den Ausbruch des Zweiten Weltkriegs und in Ermangelung einer geeigneten Strecke für die erwarteten 650 km/h Spitzengeschwindigkeit im Deutschen Reich – die Rekordfahrten fanden bereits damals überwiegend auf den Salzseen in den USA statt – wurde der T 80 nie eingesetzt.

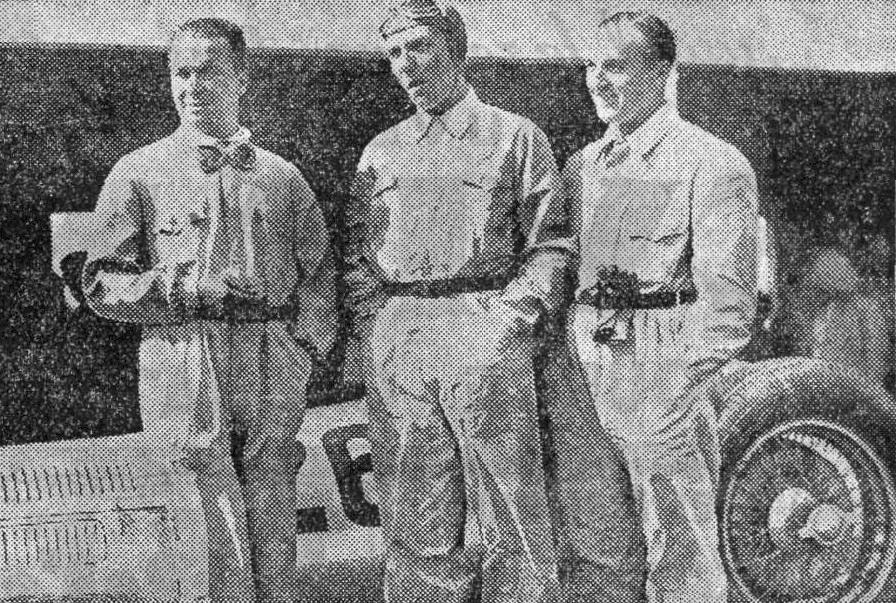
Die wichtigsten Mercedes-Rennfahrer der 1930er-Jahre: Rudolf Caracciola, Manfred von Brauchitsch und Hermann Lang

Die aktiven Rennfahrer der Grand-Prix-Saisons von 1934 bis 1939 für Mercedes waren in alphabetischer Reihenfolge: Walter Bäumer, Manfred von Brauchitsch, Heinz Brendel, Rudolf Caracciola, Louis Chiron, Luigi Fagioli, Hanns Geier, Hans-Hugo Hartmann, Ernst Jakob Henne, Christian Kautz, Hermann Lang, Richard Seaman und Goffredo Zehender. Nicht zum Einsatz kamen Walter Gärtner, Bobby Kohlrausch und Hans Soenius. Seaman verunglückte beim Großen Preis von Belgien 1939 mit einem W 154 tödlich.
Ergebnisse in der Grand-Prix-Europameisterschaft
In der folgenden Übersicht sind die Ergebnisse der Rennen zur Grand-Prix-Europameisterschaft zusammengefasst. Diese zur Meisterschaft zählenden Rennen wurden – in Abgrenzung zu vielen weiteren Rennveranstaltungen die ebenfalls als Grand Prix ausgetragen wurden – auch als Grandes Épreuves bezeichnet. 1934 wurden mit sechs Grandes Épreuves zwar so viele ausgetragen, wie nie zuvor, jedoch wurde von der AIACR wie bereits im Vorjahr keine Europameisterschaft ausgeschrieben. Die Saison 1939 wurde durch den Beginn des Zweiten Weltkriegs beendet.
| Saison | Fahrzeug            | Rennen | Siege | bestes Ergebnis Fahrerwertung | Rang Herstellerwertung |
| ------ | ------------------- | ------ | ----- | ----------------------------- | ---------------------- |
| 1934   | Mercedes-Benz W 25  | 6      | 2     | –                             | –                      |
| 1935   | Mercedes-Benz W 25B | 7      | 5     | 1. ( Rudolf Caracciola)       | –                      |
| 1936   | Mercedes-Benz W 25C | 4      | 1     | 6. ( Rudolf Caracciola)       | –                      |
| 1937   | Mercedes-Benz W 125 | 5      | 4     | 1. ( Rudolf Caracciola)       | –                      |
| 1938   | Mercedes-Benz W 154 | 4      | 3     | 1. ( Rudolf Caracciola)       | –                      |
| 1939   | Mercedes-Benz W 154 | 4      | 3     | –                             | –                      |

### Erstes Engagement als Werksteam in der Formel 1 (1954–1955)

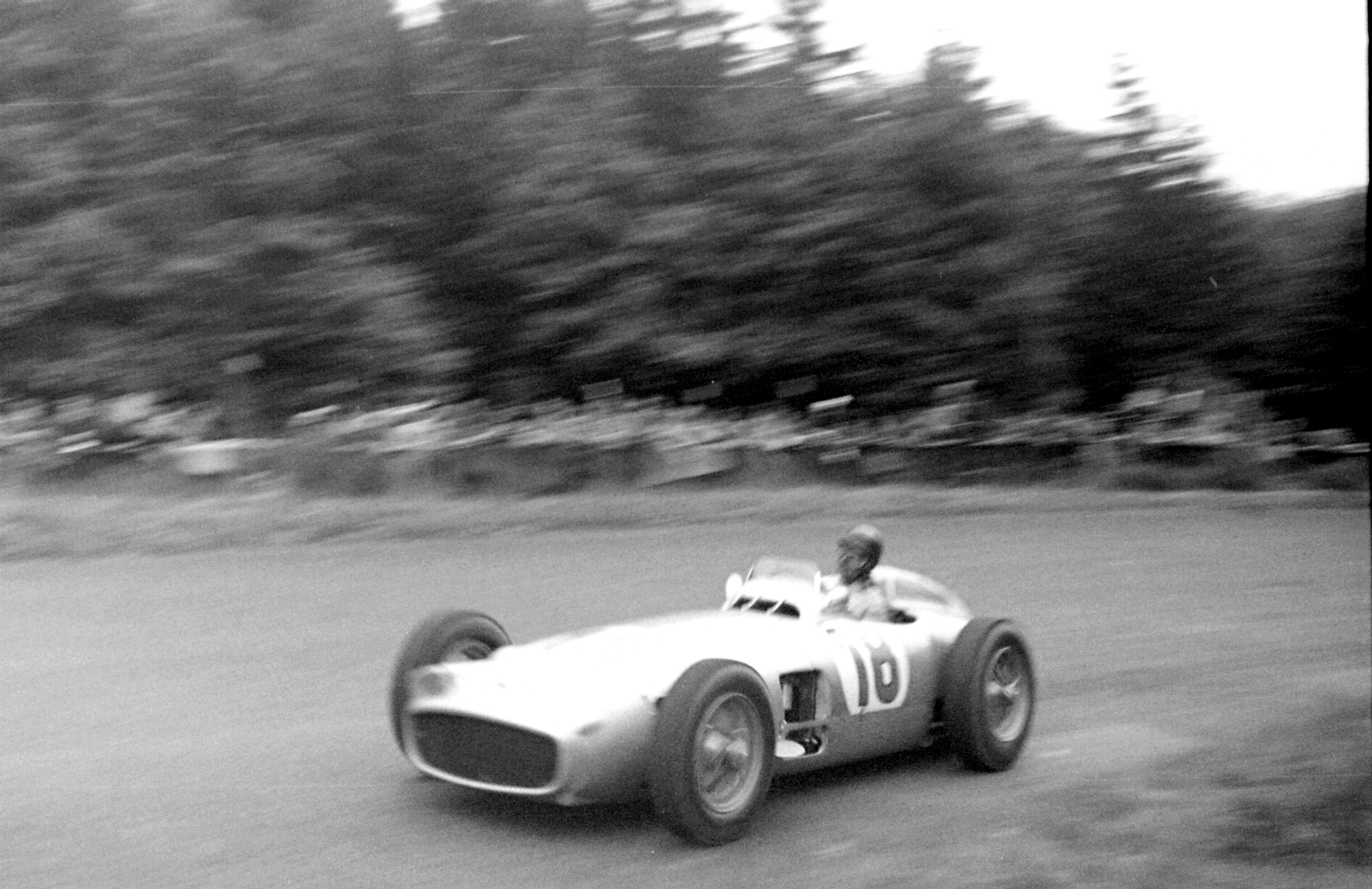
Fangio im Mercedes W 196 beim Großen Preis von Deutschland 1954

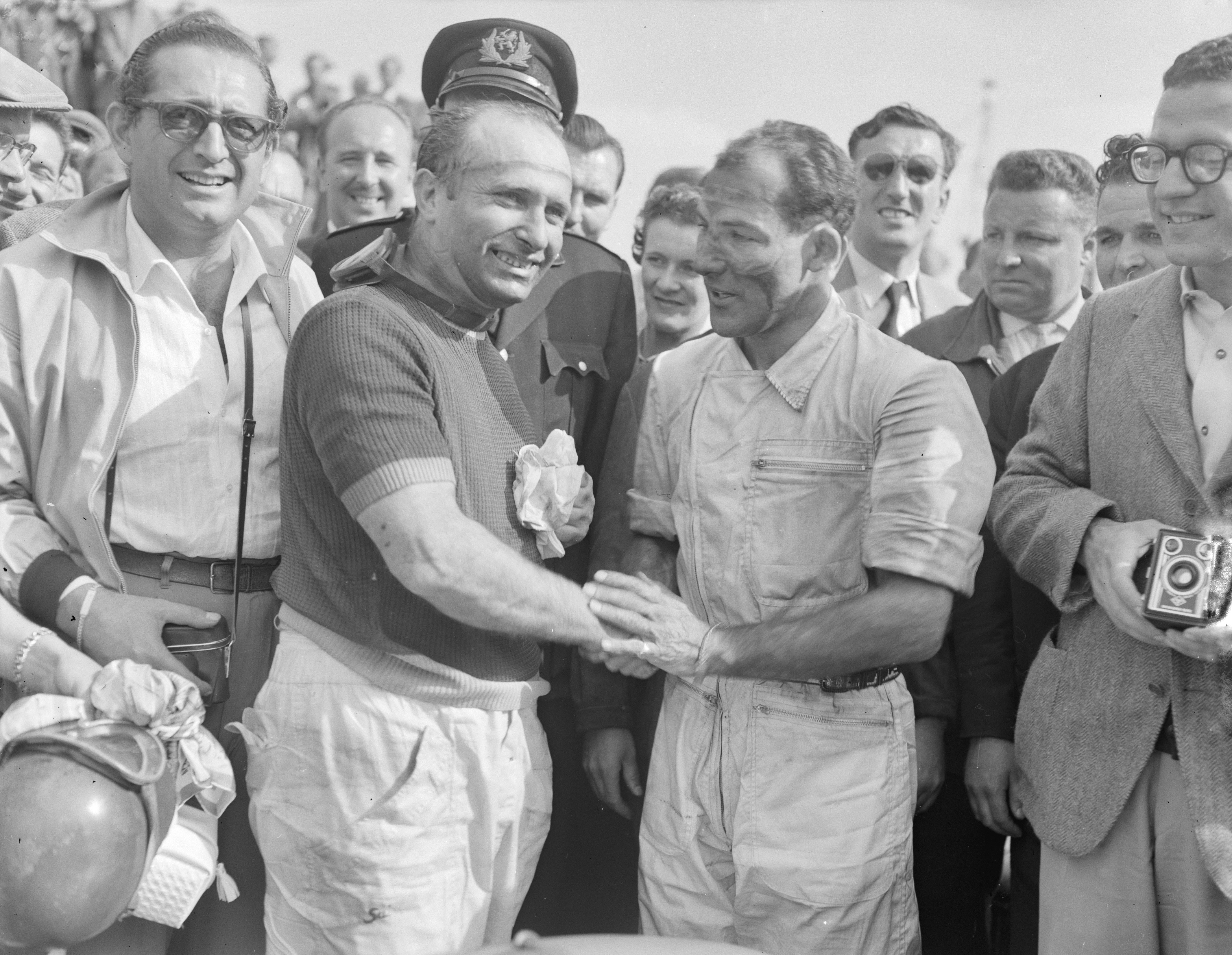
Fangio (links) und Moss nach dem Großen Preis der Niederlande 1955 in Zandvoort

Nach der Zwangspause in Folge des Zweiten Weltkriegs erhielt Neubauer Ende 1950 den Auftrag zum Aufbau einer neuen Rennabteilung. Erste Probeauftritte mit dem W 154 bei Formula-Libre-Läufen in Argentinien zu Jahresbeginn 1951 zeigten allerdings, dass die Vorkriegstypen nicht mehr konkurrenzfähig waren. Da in der Formel 1 jedoch für 1954 die Umstellung auf 2,5-Liter-Saugmotoren bevorstand, entschied man sich, bis dahin zunächst mit dem Sportwagenmodell 300 SL (W 194) Rennerfahrung zu sammeln.
Erste Testfahrten mit dem neu entwickelten Formel-1-Rennwagen W 196 fanden im Dezember 1953 auf dem Werksgelände in Stuttgart statt; im Frühjahr 1954 folgten weitere in Hockenheim und Monza. Da das Einsatzfahrzeug nicht rechtzeitig zum Saisonstart in Argentinien fertig wurde, stieg Mercedes erst ab dem Großen Preis von Frankreich in die Weltmeisterschaft ein. Der Argentinier Fangio, von Mercedes als Starpilot für 1954 verpflichtet, startete daher zu Saisonbeginn zwei Rennen lang auf Maserati, um seine Chancen auf die Fahrerweltmeisterschaft zu wahren.
Der W 196 bot einige technische Innovationen, speziell den Antrieb und die Aerodynamik betreffend. Der Motor war ein 2500 cm³ großer Reihen-Achtzylinder mit neuartiger Benzindirekteinspritzung und desmodromischer Ventilsteuerung. Für schnelle Strecken wurde der W 196 mit einer Stromlinienkarosserie aus einer leichten Magnesiumlegierung entwickelt, die den Luftwiderstand verringern und die Spitzengeschwindigkeit erhöhen sollte. Da der Einstieg in die Saison für das vierte Rennen auf dem Hochgeschwindigkeitskurs von Reims geplant war, hatte die Entwicklung der Stromlinienkarosse Monza Priorität gegenüber einem klassischen Monoposto mit frei stehenden Rädern.
Am 4. Juli 1954 startete Mercedes-Benz beim Großen Preis von Frankreich wie geplant erstmals mit dem W 196 in der Formel 1 und erzielte mit den Fahrern Juan Manuel Fangio und Karl Kling einen Doppelsieg. Das war der erste Grand-Prix-Sieg eines Silberpfeils seit den 1930er-Jahren und der erste Erfolg eines deutschen Konstrukteurs in der Formel 1. Beim Britischen Grand Prix stellte sich die Stromlinienkarosserie allerdings als unübersichtlich und hinderlich für kurvenreichere Strecken heraus. Zum nachfolgenden Großen Preis von Deutschland wurde daher auch eine Monoposto-Variante mit freistehenden Rädern entwickelt, mit der Fangio hier erneut zum Erfolg kam. Im Anschluss gewann er zudem die Großen Preise der Schweiz und von Italien und sicherte sich damit überlegen den Fahrertitel für die Saison 1954 – als erster Pilot in einem deutschen Formel-1-Wagen.
Auch 1955 setzte das Mercedes-Team den von vornherein für beide Saisons entwickelten W 196 ein. Die Einsatzvariante mit der Vollverkleidung kam 1955 nur noch in Monza zur Verwendung, der letzten im Kalender verbliebenen Hochgeschwindigkeitsstrecke. Weltmeister Fangio blieb dem Team erhalten. Das Fahrerteam wurde vor der Saison durch den britischen Nachwuchsfahrer Stirling Moss ergänzt.
Zum Saisonauftakt siegte Fangio Mitte Januar bei seinem Heimrennen in Buenos Aires, das als „Hitzeschlacht“ in die Geschichte einging. Fangio gewann zudem in Belgien, den Niederlanden und in Italien, während Teamkollege Moss den Großen Preis von Großbritannien als Rennsieger beenden konnte. Fangio feierte seinen zweiten Titel mit Mercedes, Stirling Moss wurde Vizeweltmeister.
Mercedes-Benz dominierte die Formel 1 bis zum Ende der Saison 1955, als sich der Konzern, wie zu Beginn geplant, mit allen Teams aus dem Motorsport zurückzog. Der verheerende Unfall in Le Mans 1955 beschleunigte den Rückzug vom Rennsport noch, da in der Folge viele Rennen in der Saison 1955 abgesagt wurden.
Den Konstrukteurspokal errang Mercedes-Benz in diesen beiden Saisons nicht, da dieser erst ab der Saison 1958 vergeben wurde.
Die Stammfahrer von 1954/55 waren Juan Manuel Fangio, Hans Herrmann, Karl Kling, Hermann Lang, Stirling Moss, Piero Taruffi und André Simon als Ersatzmann. Rennleitung: Alfred Neubauer und Alexander von Korff.
Ergebnisse in der Formel-1-Weltmeisterschaft (1954–1955)
| Saison | Fahrzeug            | Rennen | Siege | Punkte | bestes Ergebnis Fahrerwertung | Rang Herstellerwertung |
| ------ | ------------------- | ------ | ----- | ------ | ----------------------------- | ---------------------- |
| 1954   | Mercedes-Benz W 196 | 6      | 4     | 60,14  | 1. ( Juan Manuel Fangio)      | –                      |
| 1955   | Mercedes-Benz W 196 | 6      | 5     | 78     | 1. ( Juan Manuel Fangio)      | –                      |

### Motorenlieferant in der Formel 1

#### Wiedereinstieg als Sauber-Mercedes (1993–1994)

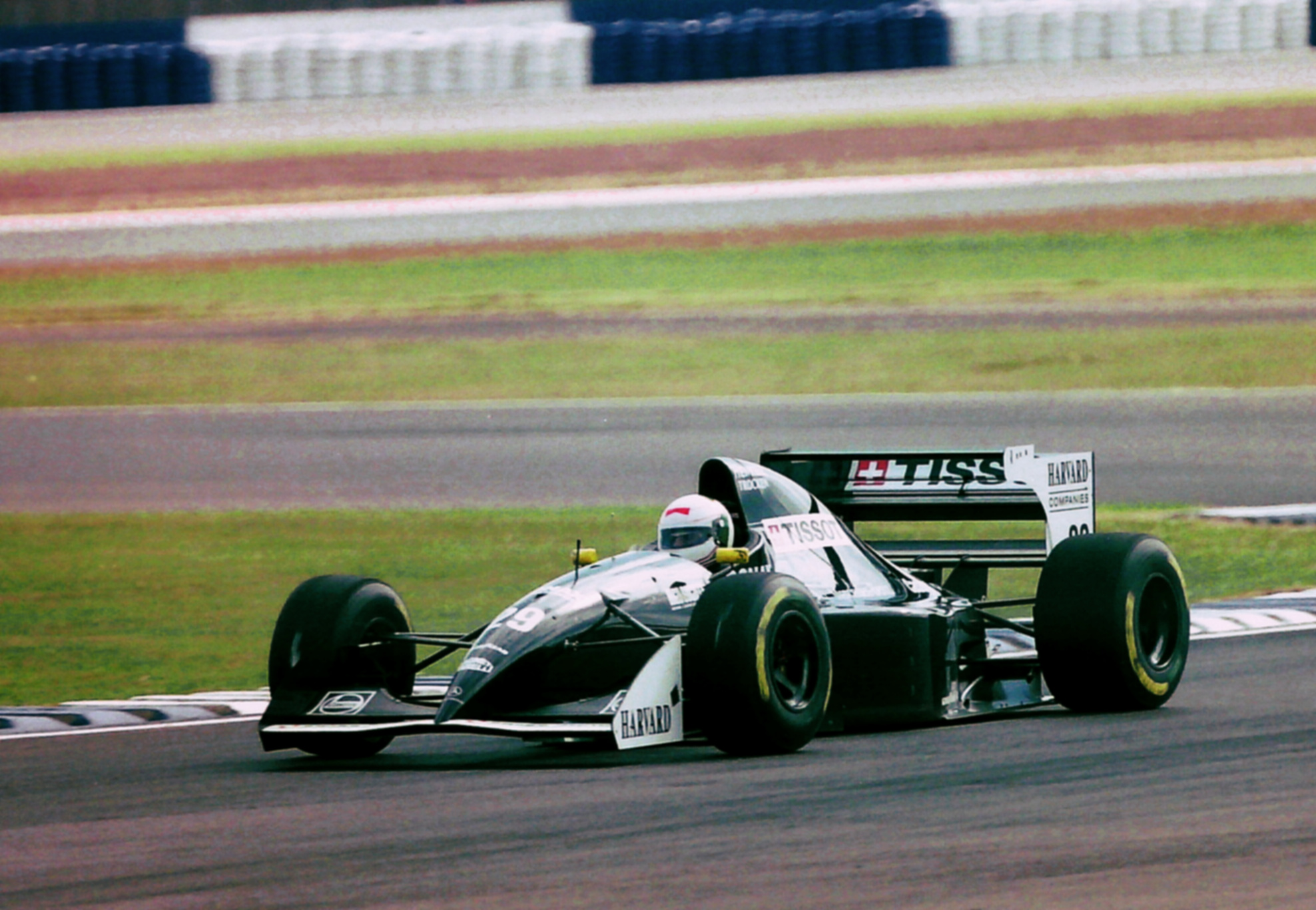
Andrea de Cesaris im Sauber-Mercedes C13 beim britischen GP 1994

Unter der Leitung von Norbert Haug stieg Mercedes-Benz nach fast 40 Jahren wieder in die Formel 1 ein, indem der englische Motorenhersteller Ilmor erst finanziell unterstützt und später anteilig erworben wurde. Zunächst startete der damalige Mercedes-Partner Peter Sauber den Schritt alleine; auf den Autos der Saison 1993 stand lediglich Concept by Mercedes-Benz, während die Motoren noch unter dem Namen Ilmor gemeldet wurden. Die Saison verlief mit dem jeweils vierten Platz in Imola und Monza weniger erfolgreich als erhofft. Einsatzfahrzeug war der Sauber C12.
Ein Jahr später, 1994, hieß das Team offiziell Sauber-Mercedes (wohingegen die beim Rennstall Pacific Racing verwendeten Vorjahrestriebwerke weiterhin als Ilmor bezeichnet wurden). Ein schwerer Unfall von Karl Wendlinger im Training zum Großen Preis von Monaco war der Tiefpunkt der Saison. Auch sportlich blieb eine Steigerung gegenüber der Vorsaison aus. Der 1994 eingesetzte Sauber C13 war letztlich nicht konkurrenzfähig und das Team kam nicht über Mittelfeldplätze hinaus. Insgesamt reichten 12 eingefahrene Punkte in der Konstrukteurs-WM nur für den achten Rang – nach dem Rang 7 mit ebenfalls 12 Punkten im Vorjahr. Bestes Ergebnis waren erneut zwei vierte Plätze in Imola und Magny-Cours. Ende des Jahres trennten sich Sauber und Mercedes-Benz wieder. Der deutsche Autohersteller unterstützte fortan werksseitig das britische McLaren-Team.
In den Saisons 1993/94 kamen insgesamt vier verschiedene Fahrer zum Einsatz: Karl Wendlinger, JJ Lehto, Andrea de Cesaris und Heinz-Harald Frentzen.

#### Werksunterstützung für McLaren-Mercedes (1995–2009)

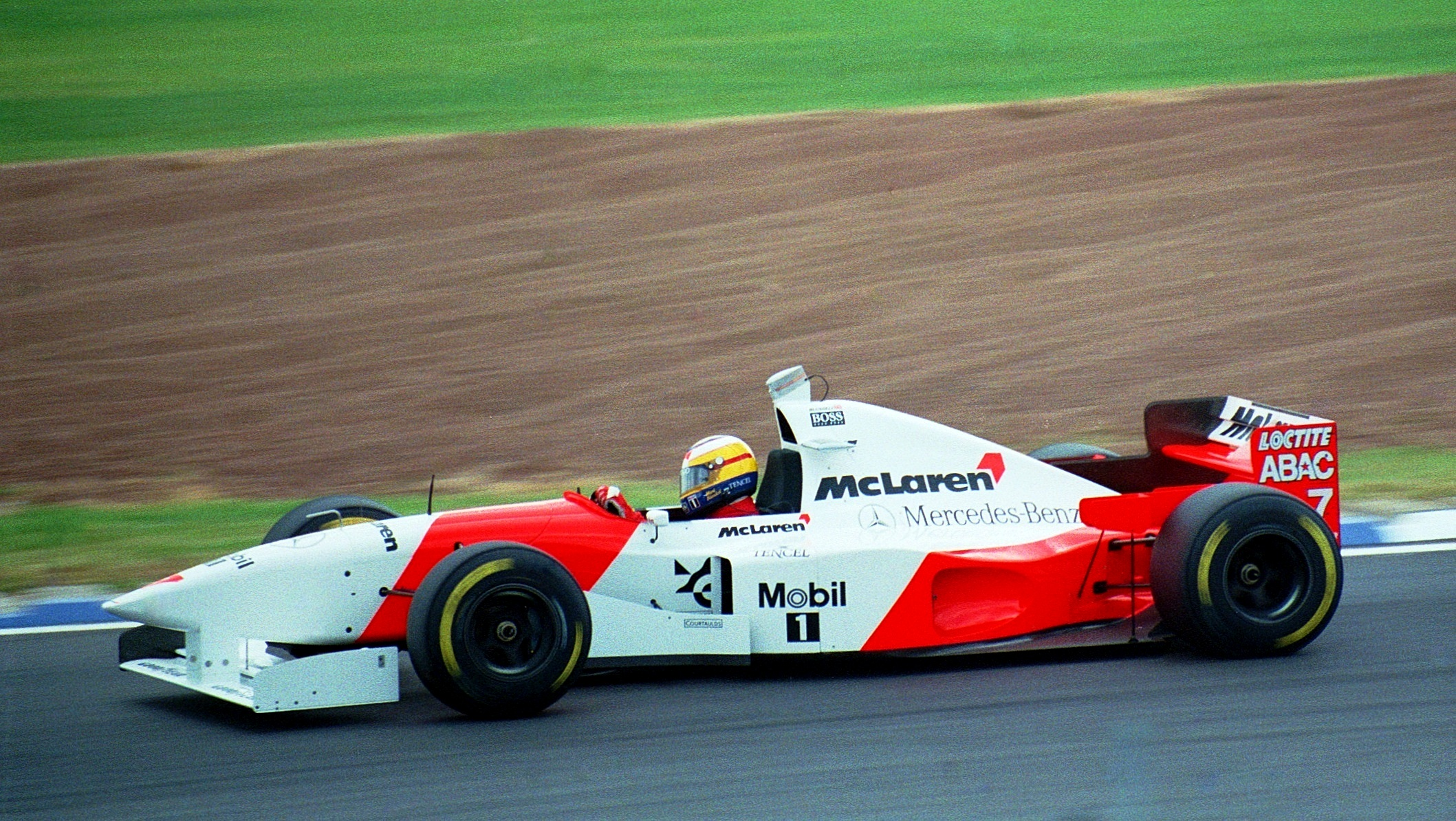
Mark Blundell im McLaren-Mercedes MP4-10 der Saison 1995

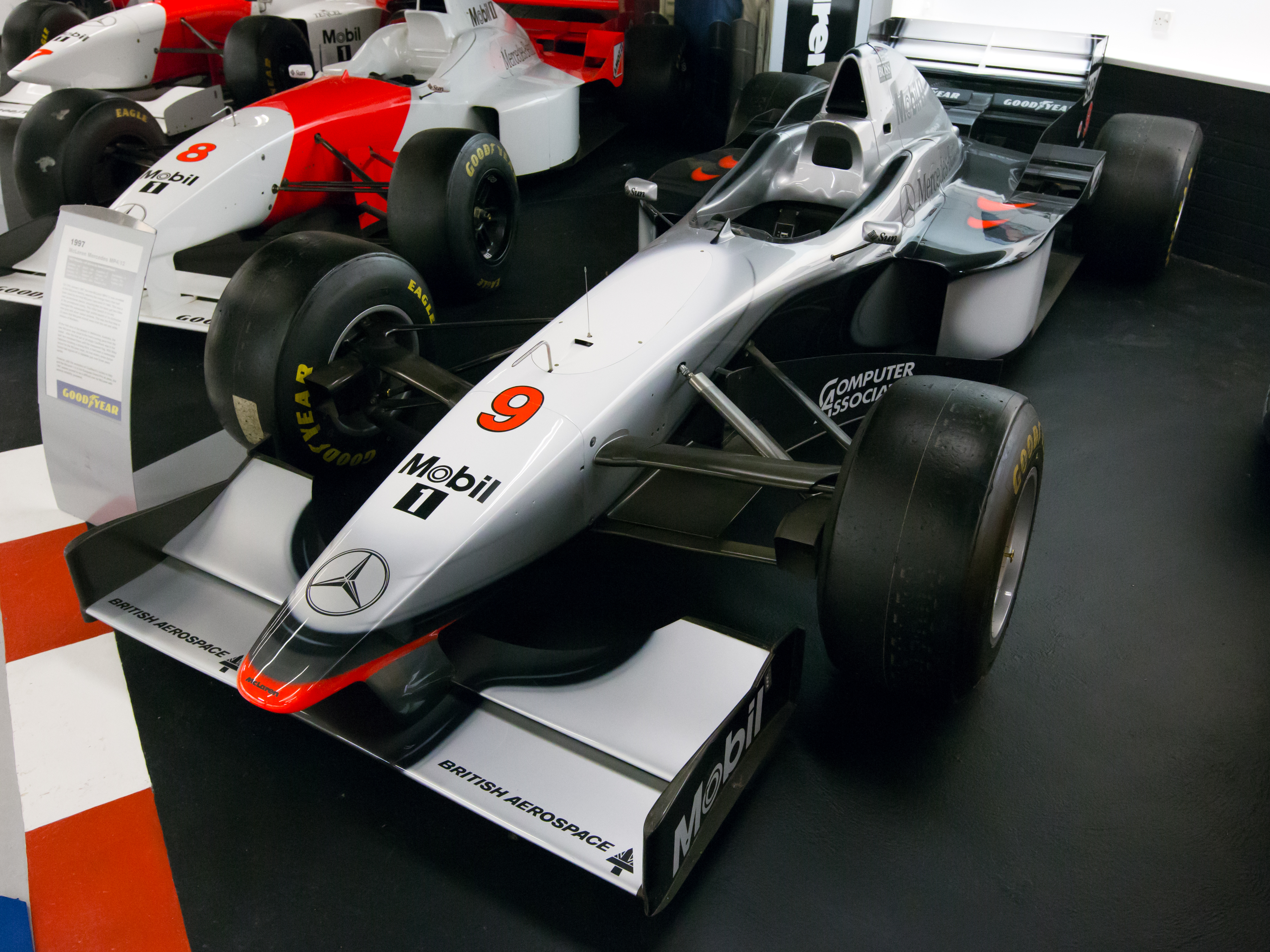
Der MP4-12 war der erste McLaren im Silberpfeil-Design

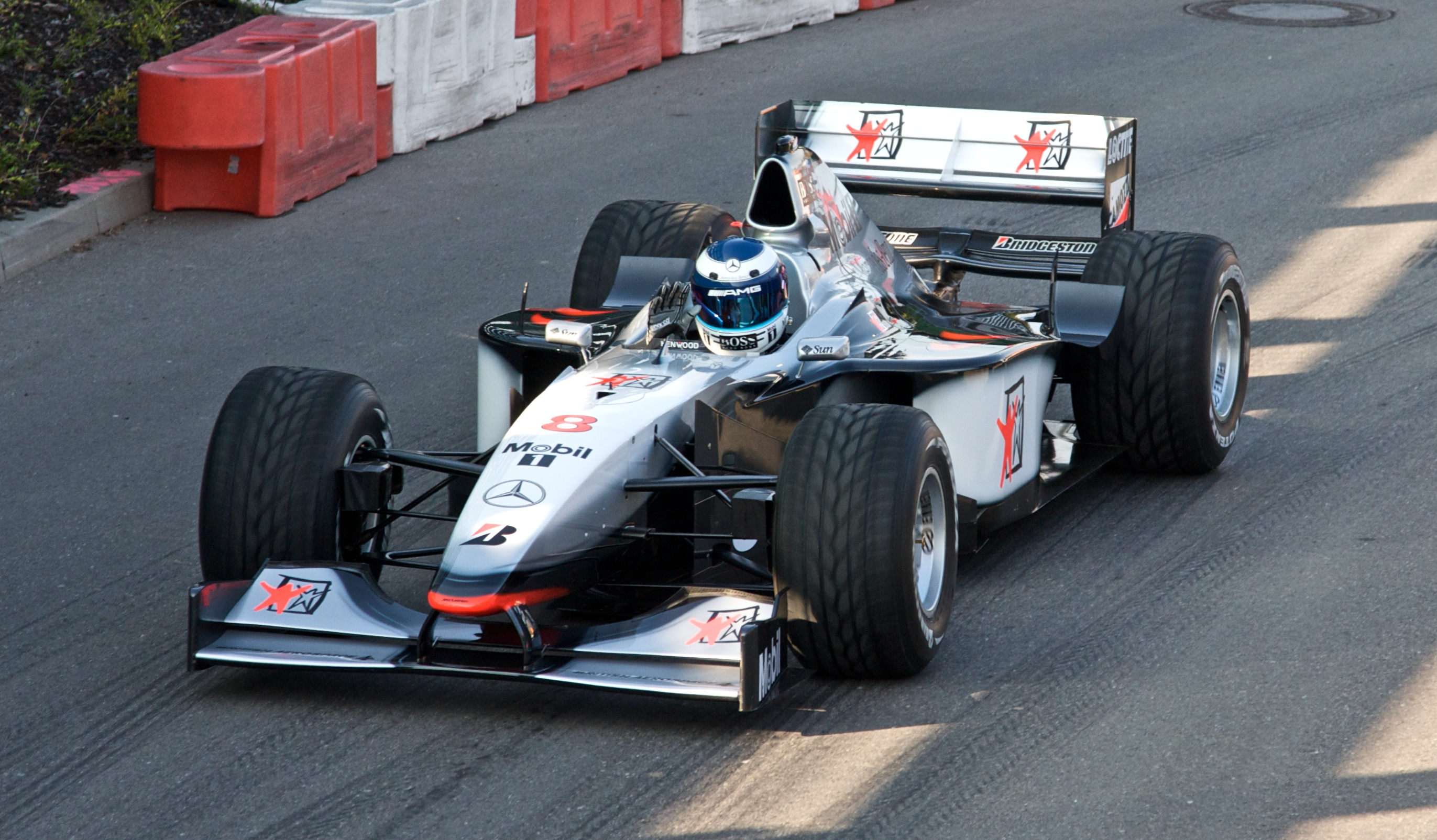
Mika Häkkinen im MP4-13 der Saison 1998

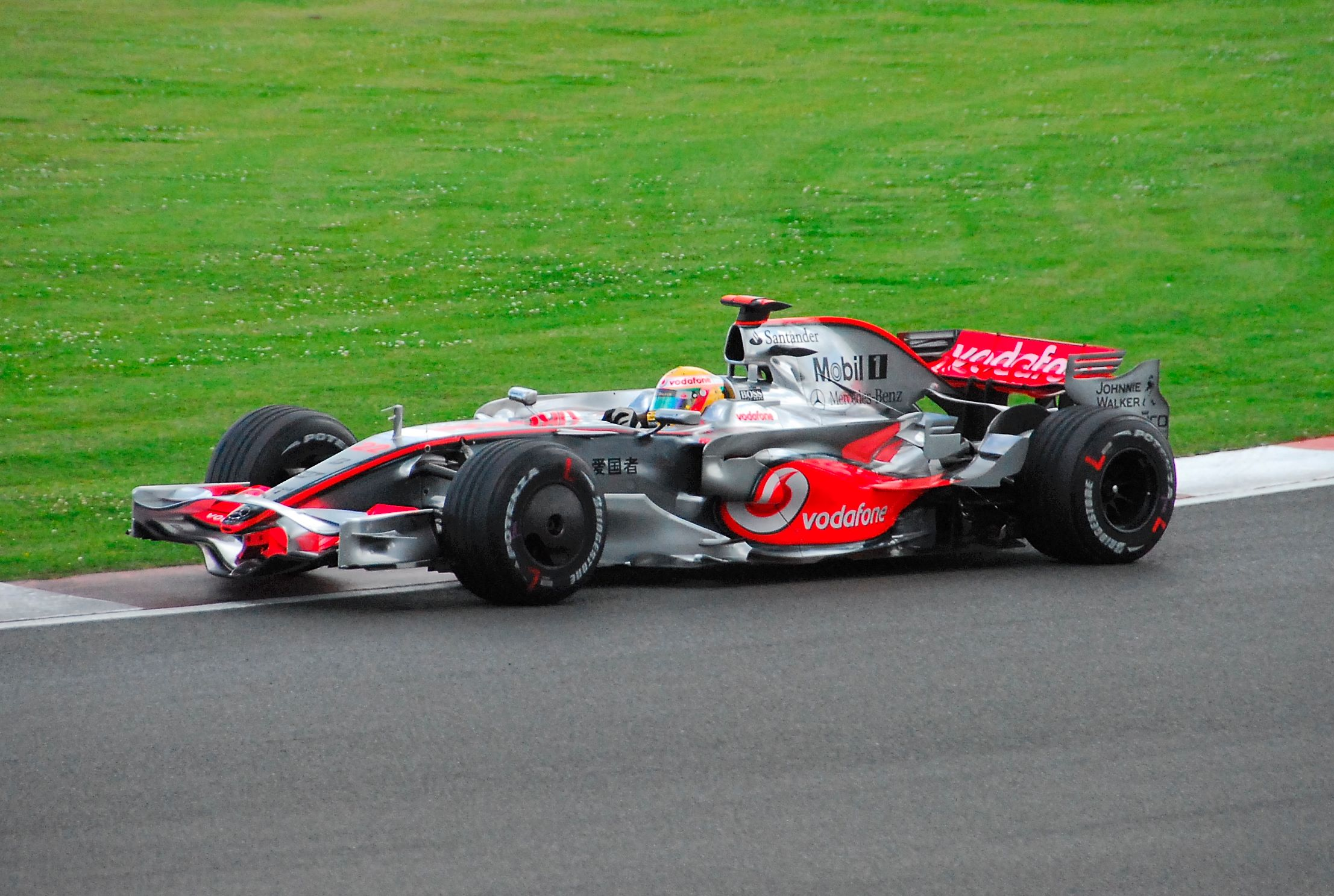
Lewis Hamilton im MP4-23 wurde 2008 erster Weltmeister im McLaren-Mercedes seit neun Jahren

Der britische Traditionsrennstall kam aus einer sieglosen Saison 1994 mit unterlegenen Peugeot-Motoren. Das einstige Weltmeisterteam aus Woking wurde Mitte der 1990er Jahre von Konkurrenten wie Williams oder Benetton auch technisch überholt. In der Saison 1995 blieb es in rot-weißer McLaren-Lackierung zunächst sieglos. Ursprünglich war geplant, mit Mika Häkkinen und Nigel Mansell anzutreten. Nachdem aber das Cockpit für Mansell zu eng war, wurde er in den ersten beiden Rennen durch Mark Blundell ersetzt. Beim freien Training zum Großen Preis von Australien, dem Saisonfinale in Adelaide, verunglückte Mika Häkkinen schwer.
Bereits vier Monate später, beim Saisonauftakt 1996, war Mika Häkkinen wieder mit dabei an der Seite des neuen Teamkollegen David Coulthard. Nach der sieglosen Saison trennte sich McLaren vom langjährigen Sponsor Marlboro und trat ab 1997 erstmals in modernem Silberpfeil-Design an. Nun stellten sich auch erste Erfolge ein. Beim Saisonauftakt in Australien fuhr David Coulthard am 9. März 1997 einen Sieg ein. Im Laufe der Saison kam in Monza ein weiterer Sieg für ihn hinzu sowie beim Saisonfinale in Jerez de la Frontera.
1998 gelang es der deutsch-britischen Allianz mit dem McLaren MP4/13 das stärkste Auto im Feld zu bauen. In Melbourne erzielte das Team einen überlegenen Doppelsieg von Häkkinen vor Coulthard. Obwohl das Ferrari-Team im Laufe der Saison immer stärker wurde, fuhr Mika Häkkinen den ersten Fahrertitel mit Mercedes-Motoren seit 1955 ein. Das Team wurde zudem Konstrukteursweltmeister. 1999 verteidigte Häkkinen den Fahrertitel, während Ferrari die Konstrukteursmeisterschaft gewann. Zu Saisonbeginn waren die McLaren-Mercedes schnell, fielen im Saisonverlauf allerdings gegenüber Ferrari zurück. In der Fahrerweltmeisterschaft profitierte das Team davon, dass der härteste Konkurrent Michael Schumacher infolge seines Unfalls in Silverstone einige Rennen aussetzen musste.
Nachdem McLaren-Mercedes 1998 und 1999 Formel-1-Weltmeister mit Mika Häkkinen geworden war, fiel das Team in der Folge hinter Ferrari zurück und gewann bis zur Saison 2005 nur vereinzelte Rennen. Mit Ablauf der Saison 2001 beendete Mika Häkkinen seine Karriere. In dieser Saison starb der langjährige Motoreningenieur Paul Morgan und das Team zog in eine neue Fabrik.
In der Saison 2005 gewann McLaren-Mercedes mit den Stammfahrern Kimi Räikkönen und Juan Pablo Montoya wieder regelmäßig, insgesamt zehn Rennen. Das Auto war zwar schnell, aber nicht standfest genug, um die WM zu gewinnen. In Brasilien ging zunächst die Fahrerweltmeisterschaft an Fernando Alonso, beim Saisonfinale in China ging auch die Konstrukteursweltmeisterschaft an Renault. 2006 gewann das Team kein einziges Rennen mehr und erzielte lediglich einige zweite Plätze. Während der Saison wurde Juan Pablo Montoya durch Pedro de la Rosa ersetzt. Räikkönen wechselte nach Saisonende zu Ferrari.
2007 trat McLaren-Mercedes mit einer neuen Fahrerpaarung an: der erfahrene Doppelweltmeister Fernando Alonso neben dem Formel-1-Neuling Lewis Hamilton. Dieser stellte sich als ernsthafte Gefahr für seinen Teamkollegen Alonso heraus. Beide hatten bis zum Schluss Chancen auf die Weltmeisterschaft, die ohne Stallregie seitens des Teams offen ausgetragen wurde. Nutznießer hiervon war Räikkönen im Ferrari, der in Brasilien die Weltmeisterschaft gewann. McLaren-Mercedes hatte in dieser Saison zwar die meisten Punkte eingefahren, dem Team wurden jedoch in Folge der Spionage-Affäre alle Punkte aberkannt. Unter dieser Affäre und den Imageschäden litt der Automobilhersteller Mercedes mehr als der Rennstall McLaren. Neben den finanziellen Auswirkungen führte dies zu einem ersten Überdenken des Engagements bei McLaren.
Nachdem Fernando Alonso das Team nach nur einem Jahr wegen unüberbrückbarer Differenzen verlassen hatte, entschied sich McLaren-Mercedes als Ersatz für den Finnen Heikki Kovalainen. 2008 gewann mit Hamilton erstmals seit neun Jahren ein McLaren-Mercedes-Pilot wieder die Formel-1-Weltmeisterschaft. Die Entscheidung fiel erst in der letzten Kurve des letzten Rennens in Interlagos, an dem Ort, an dem Hamilton die Vorjahresmeisterschaft verloren hatte. Den Konstrukteurstitel gewann Ferrari. In dieser Saison gewann auch Kovalainen in Ungarn sein einziges Rennen für McLaren.
Stammfahrer für McLaren-Mercedes waren zwischen 1995 und 2009 in chronologischer Reihenfolge: Mark Blundell, Nigel Mansell, Mika Häkkinen, Jan Magnussen, David Coulthard, Kimi Räikkönen, Juan Pablo Montoya, Pedro de la Rosa, Alexander Wurz, Fernando Alonso, Lewis Hamilton und Heikki Kovalainen.

#### Erstmals weitere Motoren-Kunden (seit 2009)

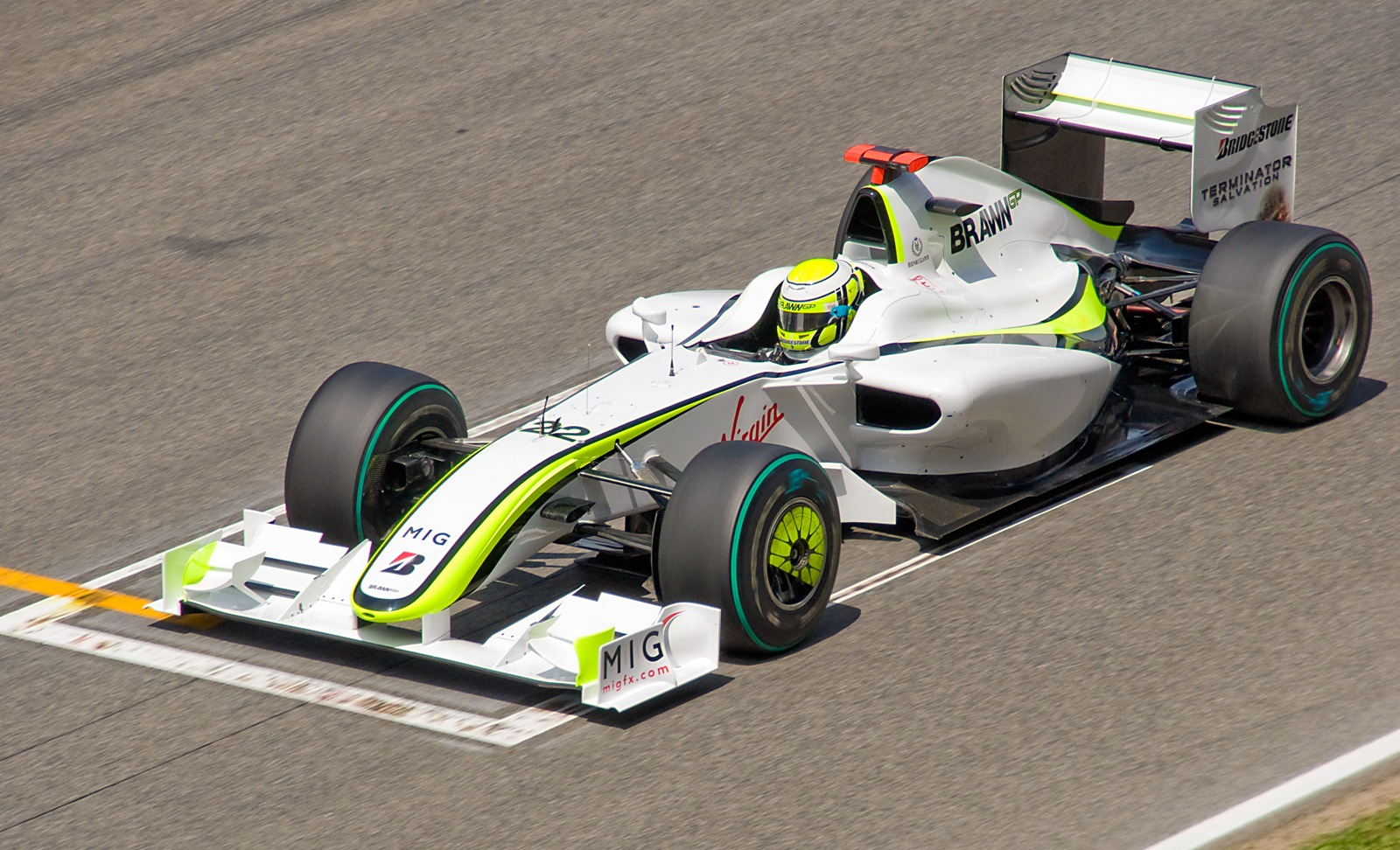
Der spätere Weltmeister Jenson Button im Brawn-Mercedes 2009

Seit der Formel-1-Weltmeisterschaft 2009 belieferte Mercedes-Benz nach dem Auslaufen des Exklusivvertrags mit McLaren auch weitere Teams mit den 2,4-Liter V8-Motoren. So wurde Force India und das im darauffolgenden Jahr zum Werksteam aufgebaute Team Brawn GP mit Mercedes-Motoren ausgestattet. Jenson Button gewann in dieser Saison drei Rennen mit ein und demselben Motor, was ein neuer Rekord für die Formel 1 war. Während McLaren-Mercedes zunächst im Mittelfeld fuhr, startete Brawn-Mercedes überlegen in die Saison. Obwohl die Konkurrenz zunehmend aufholte, gelang es dem Team den Konstrukteursweltmeistertitel zu gewinnen, der zweite für einen Mercedes-Motor nach 1998, und Jenson Button wurde Fahrerweltmeister. Beim Großen Preis von Ungarn in Budapest gewann Lewis Hamilton erstmals in der Geschichte der Formel 1 in einem Auto mit KERS. Das Werksteam setzte diese Technologie ein, während die Kundenteams ohne antraten. Im Nachhinein betrachtet wurde der Einfluss der Technologie auf die Performance überschätzt. Die großen Werksteams (McLaren, BMW, Renault, Ferrari) konzentrierten sich auf die Beherrschung der neuen Technologie und vernachlässigten darüber teilweise die Aerodynamik. Hier überzeugten die Privatteams von Brawn und Red Bull und prägten die Saison.
Seit der Einführung der 1,6-Liter V6-Turbo-Hybridmotoren zur Saison 2014 wurden zudem Lotus, Williams, Manor, Aston Martin und ab 2021 erneut McLaren bereits mit Motoren beliefert.

### Zweites Engagement als Werksteam in der Formel 1 (seit 2010)

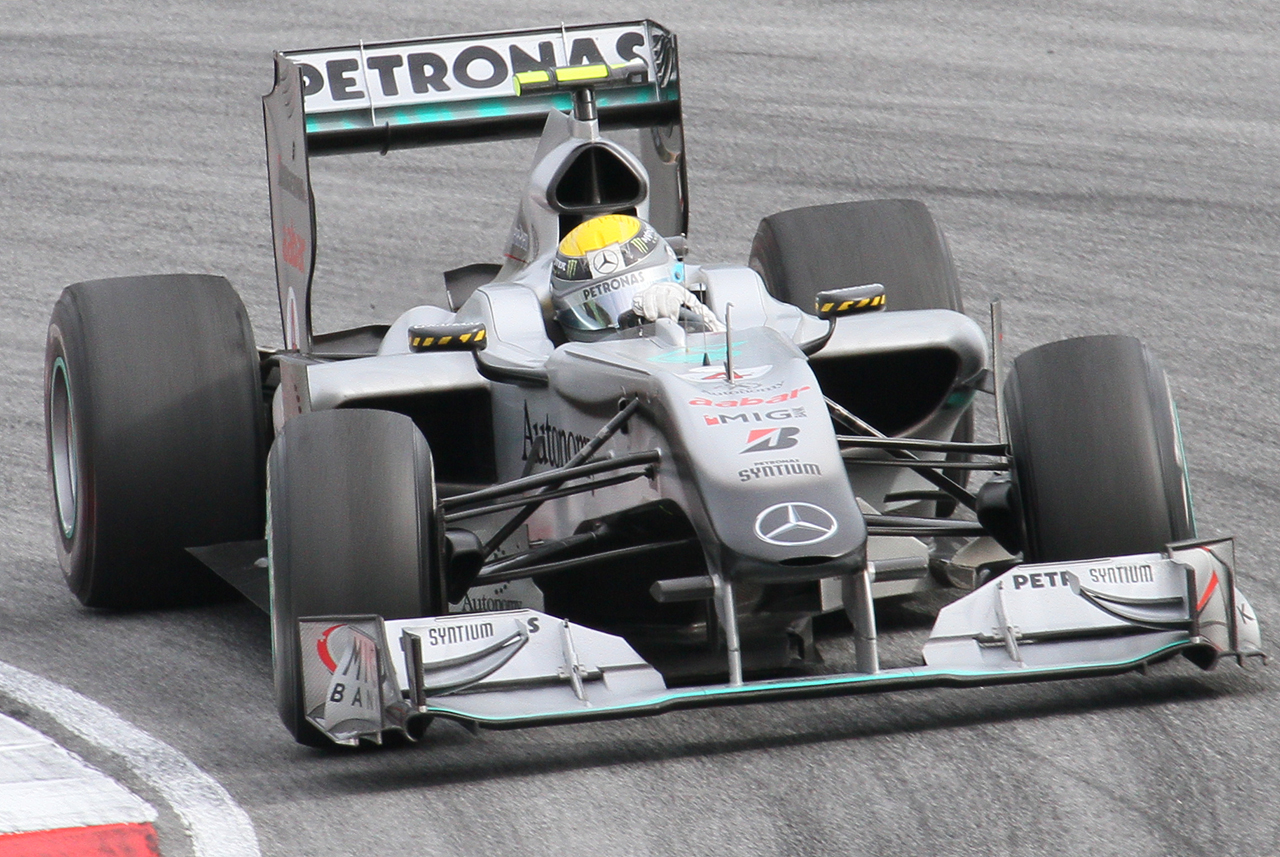
Mit dem Mercedes MGP W01 nahm 2010 erstmals wieder ein Werks-Mercedes-Silberpfeil an der Formel-1-WM teil

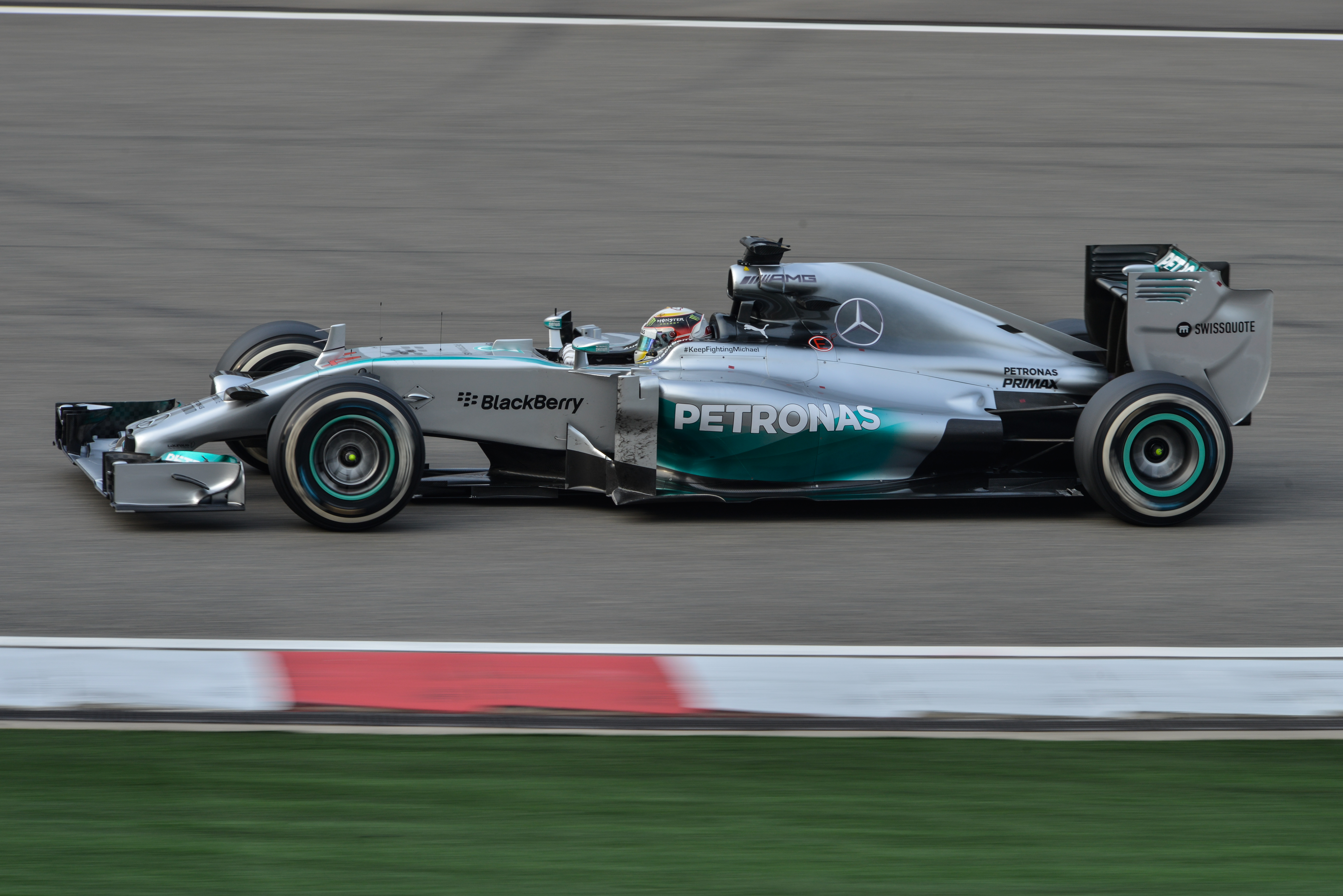
Hamilton im Weltmeister-Auto 2014: Mercedes F1 W05 Hybrid

Nach Ende der Saison 2009 übernahm Daimler 75,1 Prozent der Anteile von Brawn GP, dem damaligen Weltmeisterteam der Formel 1, um ab 2010 unter dem Namen Mercedes Grand Prix an der Weltmeisterschaft teilzunehmen. Die 40-Prozent-Anteile am McLaren-Team wurden im Laufe des Jahres 2010 an die britische McLaren Group zurückverkauft. Fahrer wurden Nico Rosberg und Michael Schumacher.
In den Anfangsjahren konnte das Team nicht an die Erfolge von Brawn GP aus der Vorsaison anknüpfen. Mercedes-Benz gewann in den ersten drei Saisons als Werksteam seit 1955 nur ein Rennen: mit Nico Rosberg den Großen Preis von China 2012. Es zeigte sich, dass das Team trotz des überraschenden WM-Gewinns 2009 noch viel personelle und strukturelle Aufbauarbeit benötigte. Ab 2011 wurde schließlich das neue Reglement ab 2014, das die Umstellung auf 1,6-Liter-Turbo-Hybridmotoren vorsah, als Chance erkannt. Die Entwicklung des neuen Rennmotors wurde in der Folge frühzeitig begonnen und soll noch vor dem ersten Einsatz auf der Rennstrecke geschätzte 100 Millionen £ an Entwicklungskosten verschlungen haben.
Anfang 2013 wurde Toto Wolff neuer Motorsportdirektor von Mercedes als Nachfolger des im Dezember ausgeschiedenen Norbert Haug. Er erwarb zudem 30 Prozent der Anteile an dem Rennstall. Vorsitzender des Aufsichtsrats wurde Niki Lauda, der außerdem zehn Prozent der Anteile hielt. Nachfolger von Michael Schumacher wurde Lewis Hamilton.
Nach der Aufbauarbeit in den ersten Jahren gelang es Mercedes in der Saison 2014 erstmals beide Weltmeistertitel zu gewinnen. 1954 und 1955 hatte Mercedes zwar mit Juan Manuel Fangio jeweils den Fahrertitel gewinnen, jedoch wurde die Konstrukteurs-WM erst ab Saison 1958 vergeben. Lewis Hamilton wurde 2014 zum zweiten Mal in seiner Karriere Fahrerweltmeister, Nico Rosberg kam auf den zweiten Platz. Im Jahr darauf konnte dieser Erfolg wiederholt werden. Auch 2016 beherrschte Mercedes. Diesmal setzte sich Rosberg gegen seinen Teamkollegen durch und gewann seinen ersten und einzigen Weltmeistertitel. Mit 765 WM-Punkten sicherte sich das Team souverän die Konstrukteursweltmeisterschaft und stellte damit einen neuen Rekord in der Formel-1-Weltmeisterschaft auf. Die ersten drei Jahre der neuen Hybrid-Ära in der Formel 1 waren von der Mercedes-Dominanz geprägt. Diese entstand dank des frühzeitig entwickelten und ausgereiften Motors, der gerade zu Beginn das stärkste, zuverlässigste und leichteste Aggregat im Feld war. Ab 2014 waren die Mercedes-Formel-1-Autos auch aerodynamisch konkurrenzfähig – nicht zuletzt durch die enge Vernetzung des Motorenwerks in Brixworth und dem Chassiswerk in Brackley. In diesen drei Saisons stellte das Team verschiedene Saisonrekorde auf.
Nach der Saison 2016 trat Rosberg zurück und wurde zur Saison 2017 durch Valtteri Bottas ersetzt. Auch nach der umfangreichen Regeländerung 2017, die unter anderem breitere Autos hervorbrachte, wurden in den Jahren 2017 und 2018 beide Titel erfolgreich verteidigt. Trotz härterer Gegenwehr der Konkurrenz, vor allem Sebastian Vettels im Ferrari, erlangte Hamilton zwei weitere Titel.
2019 gewann das Team die ersten acht Saisonrennen. Darunter waren fünf Doppelsiege in Folge, wodurch der Rekord von Ferrari aus der Saison 2002 eingestellt wurde. In der Folge gewann das Team eine weitere Doppelweltmeisterschaft mit Hamilton als Champion.
Die Stammpiloten von Mercedes in den 2010er Jahren waren Nico Rosberg, Michael Schumacher, Lewis Hamilton und Valtteri Bottas.
Ergebnisse in der Formel-1-Weltmeisterschaft (2010–2019)
| Saison | Fahrzeug                      | Rennen | Siege | Punkte | bestes Ergebnis Fahrerwertung | Rang Herstellerwertung |
| ------ | ----------------------------- | ------ | ----- | ------ | ----------------------------- | ---------------------- |
| 2010   | Mercedes MGP W01              | 19     | –     | 214    | 7. ( Nico Rosberg)            | 4. von 12              |
| 2011   | Mercedes MGP W02              | 19     | –     | 165    | 7. ( Nico Rosberg)            | 4. von 12              |
| 2012   | Mercedes F1 W03               | 20     | 1     | 142    | 9. ( Nico Rosberg)            | 5. von 12              |
| 2013   | Mercedes F1 W04               | 19     | 3     | 360    | 4. ( Lewis Hamilton)          | 2. von 11              |
| 2014   | Mercedes F1 W05 Hybrid        | 19     | 16    | 701    | 1. ( Lewis Hamilton)          | 1. von 11              |
| 2015   | Mercedes F1 W06 Hybrid        | 19     | 16    | 703    | 1. ( Lewis Hamilton)          | 1. von 10              |
| 2016   | Mercedes F1 W07 Hybrid        | 21     | 19    | 765    | 1. ( Nico Rosberg)            | 1. von 11              |
| 2017   | Mercedes-AMG F1 W08 EQ Power+ | 20     | 12    | 668    | 1. ( Lewis Hamilton)          | 1. von 10              |
| 2018   | Mercedes-AMG F1 W09 EQ Power+ | 21     | 11    | 655    | 1. ( Lewis Hamilton)          | 1. von 10              |
| 2019   | Mercedes-AMG F1 W10 EQ Power+ | 21     | 15    | 739    | 1. ( Lewis Hamilton)          | 1. von 10              |

2020 begann das neue Jahrzehnt direkt mit einer Rekordsaison für das Werksteam: Hamilton konnte seinen 7. Fahrertitel erringen und stellte damit den WM-Rekord von Michael Schumacher ein. Nach GP-Siegen ist er seit 2020 erfolgreichster Pilot der Formel-1-Geschichte. Das Team gewann zudem die siebte Konstrukteursmeisterschaft in Folge, was einen neuen Rekord bedeutete. 
Ende 2020 verkündete das Team den Einstieg eines dritten Anteilseigners. Neben der Daimler AG (zuvor 60 %) und Teamchef Toto Wolff (zuvor 40 %), hält zukünftig auch der vorherige Sponsorenpartner Ineos ein Drittel der Anteile.
2021 konnte erstmals seit sieben Jahren nur der Konstrukteurstitel verteidigt werden. Den Fahrertitel verlor Lewis Hamilton gegen Max Verstappen im umstrittenen Saisonfinale in Abu Dhabi.
Zur Saison 2022 wechselte mit George Russell erstmals seit der Wiedereinführung des Juniorenprogramms 2016 ein eigener Nachwuchsfahrer in das Stammcockpit. Die Dominanz des Werksteams in der Formel 1 endete jedoch vorerst mit der Einführung des Ground-Effect-Reglements. Das Team verlor die technische Vorreiterschaft an Ferrari und die insbesondere 2023 überlegenen Red Bulls mit Max Verstappen. Ab Mitte 2023 wurde auch der Mercedes-Motorenkunde McLaren zum ernsthaften Gegner. Bis Ende 2024 gelangen insgesamt nur fünf Grand-Prix-Siege, die meisten davon in 2024. 
Insgesamt ist Mercedes-Benz aktuell nach WM-Titeln, Grand-Prix-Siegen und Pole Positions jeweils nach Ferrari und McLaren der dritterfolgreichste Konstrukteur in der Geschichte der Formel 1, dem weltweit bedeutendsten Motorsportchampionat.
In der Saison 2025 tritt das Werksteam erstmals mit zwei eigenen Juniorenfahrern als Stammpiloten an: George Russell und Kimi Antonelli.

## Sportwagenrennen
Die ersten Einsätze von Sportwagen bei internationalen Rennen erfolgten bereits in den 1920er Jahren. Auf technischer Seite entwickelten sich Sportwagen und Grand-Prix-Renner im Automobilsport früher auseinander als die Rennveranstaltungen, bei denen sie eingesetzt wurden. So traten von Mercedes-Benz vielfach die großen Sportwagen der Modellreihe S bei Großen Preisen an und umgekehrt Grand-Prix Rennwagen z. B. bei der Targa Florio 1922. Gemischte Starterfelder waren die Regel und die Einsatzgebiete der Fahrzeuge waren nicht starr. So wurde der Benz-Tropfenwagen zunächst als Grand-Prix-Renner entwickelt und später, mit Kotflügeln und Scheinwerfern versehen, auch bei Sportwagenrennen eingesetzt.
Erst nach dem Zweiten Weltkrieg wurden die verschiedenen Disziplinen zunehmend getrennt ausgetragen und die Rennwagen weiter spezialisiert. Der Grand-Prix-Sport ging in Europa im Wesentlichen in der Formel 1 auf, mit Rennen bis maximal drei Stunden Renndauer und Prototypenautos mit frei stehenden Rädern. Die Sportwagenrennen bildeten das Gegenstück mit seriennäheren Sportwagen und in vielen Fällen in Form von Langstreckenrennen.
Da die Anfänge von Mercedes-Sportwagen im Rennsport nur schwerlich von der Historie des Grand-Prix-Sports zu trennen sind, sind diese in entsprechendem Kapitel enthalten. Dagegen fokussiert sich der Abschnitt zu den Sportwagenrennen von Mercedes-Benz in diesem Artikel auf die Einsätze in der Nachkriegszeit. Startschuss einer ganzen Reihe von Engagements über mehrere Jahrzehnte bildeten in den Jahren 1952 bis 1955 Einsätze bei bekannten Rennen wie der Carrera Panamericana, Targa Florio oder Mille Miglia und in Le Mans.

### Bedeutende Erfolge und Le Mans-Katastrophe (1952–1955)

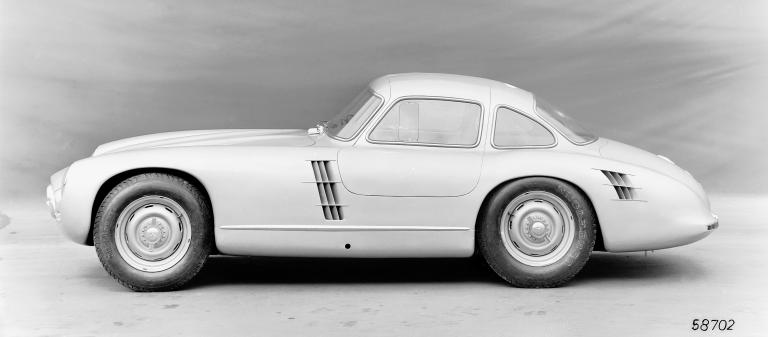
Der erste Prototyp des Mercedes-Benz 300 SL von 1952

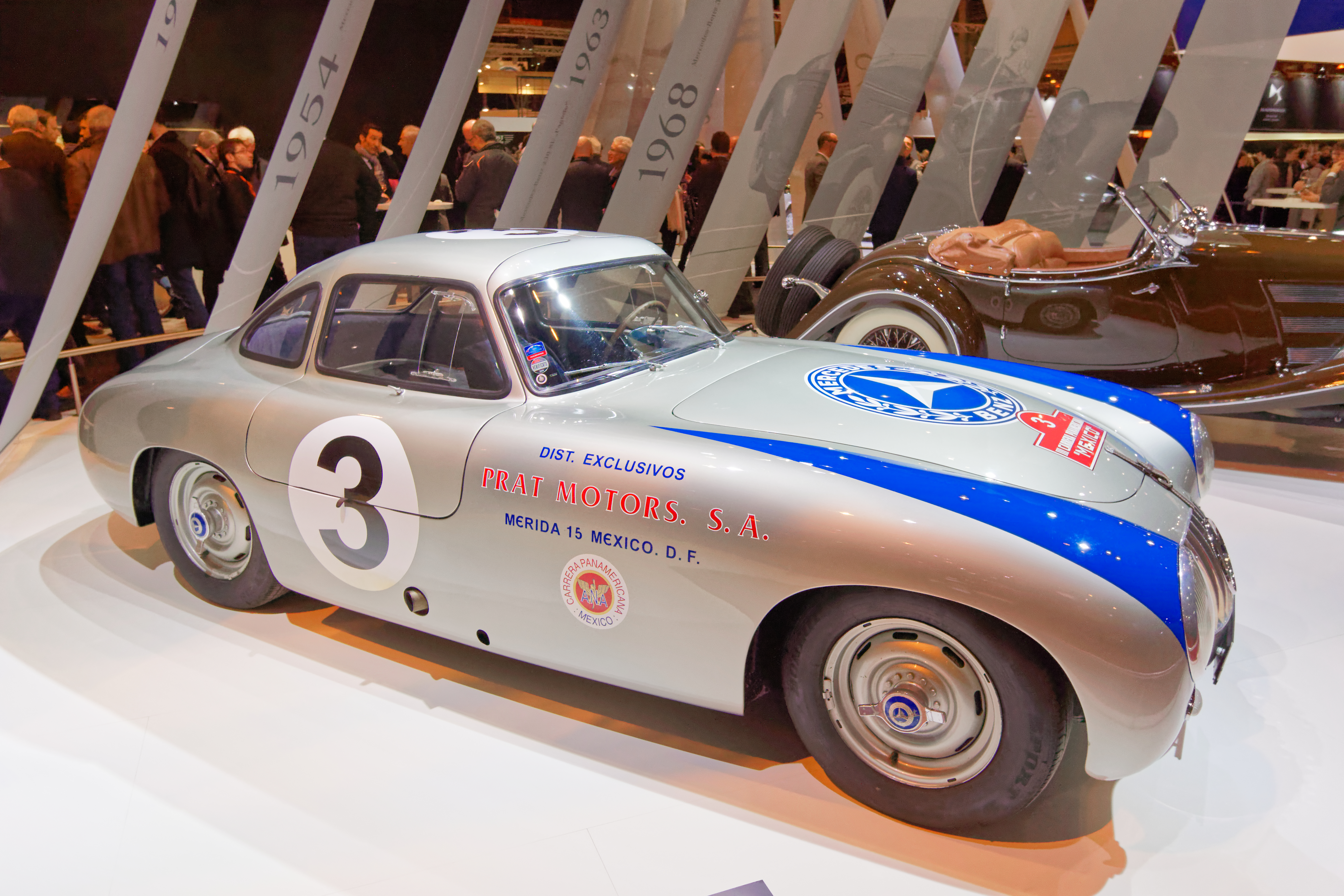
Siegerwagen der 24 Stunden von Le Mans 1952: Mercedes-Benz 300 SL (W 194)

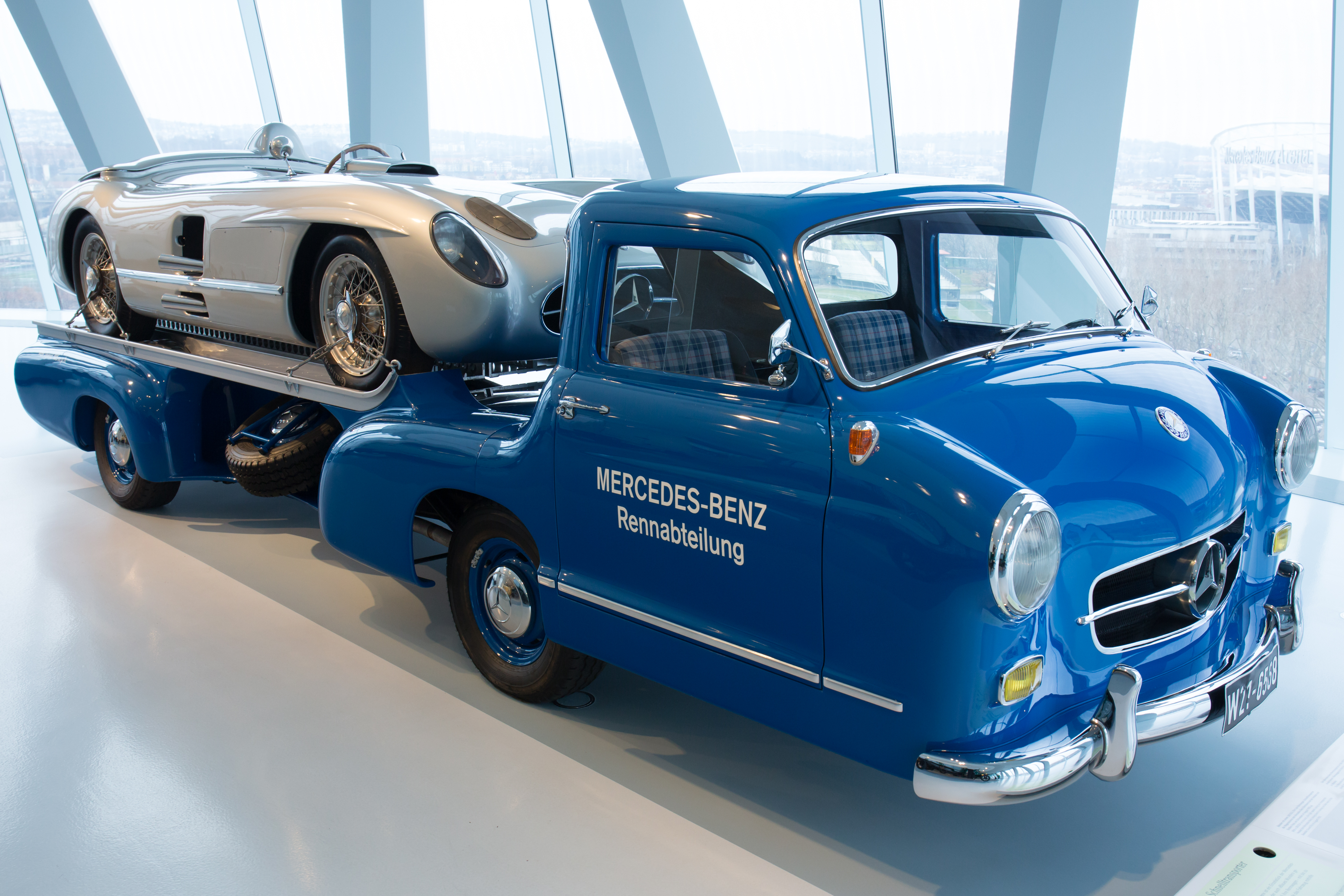
Der Mercedes-Renntransporter mit dem Weltmeisterschafts-Siegermodell des Jahres 1955, dem Mercedes-Benz 300 SLR

Im Jahr 1951 ließ der Daimler-Benz-Vorstandsvorsitzende Wilhelm Haspel den internationalen Motorsport aufmerksam beobachten. Nachdem Testrennen mit den 12 Jahre alten Vorkriegsmodellen in Südamerika deren Untauglichkeit für aktuelle Wettbewerbe ergeben hatten, fiel im Daimler-Benz-Vorstand die Entscheidung, 1952 zwar noch nicht wieder beim Grand Prix (nun als Formel 1 bezeichnet) anzutreten, aber zumindest an wichtigen Sportwagenrennen teilzunehmen und hierfür einen Rennsportwagen zu bauen, der den Namen „300 Sport Leicht“ erhielt. 1952 nahm der 300 SL an wichtigen Sportwagenrennen teil. Erstmals hatten die neuen SL bei der Mille Miglia 1952 Anfang Mai Geschwindigkeit und Zuverlässigkeit gezeigt und in diesem Langstreckenrennen den zweiten und vierten Platz erzielt.
Beim Großen Preis von Bern in Bremgarten gelang ein Dreifachsieg. Das 24-Stunden-Rennen von Le Mans 1952 beendete der Rennsportwagen unerwartet mit einem Doppelsieg. Die Sieger hießen Hermann Lang und Fritz Riess mit einem Gesamtdurchschnitt von 155,575 km/h, was einen neuen Rekord in der Geschichte der Le-Mans-Rennen bedeutete. Zweite wurden Theo Helfrich und Helmut Niedermayr. Beim Sportwagenrennen im Rahmenprogramm zum Großen Preis von Deutschland 1952 auf dem Nürburgring belegte Mercedes mit offenen 300 SL die Plätze eins bis vier. Am Jahresende siegte ein 300-SL-Coupé zudem bei der Carrera Panamericana in Mexiko, einem harten Rennen über öffentliche Straßen in Mexiko. Mit diesen Ergebnissen knüpfte Mercedes an die Erfolge im Rennsport vor dem Zweiten Weltkrieg an.
Auf Basis des sehr erfolgreichen W 196 wurde der Rennsportwagen Mercedes-Benz 300 SLR abgeleitet. Mit diesem Wagen konnte Mercedes mehrere internationale Rennen gewinnen, unter anderem am 1. Mai 1955 die Mille Miglia mit der bis dahin höchsten Durchschnittsgeschwindigkeit von 158 km/h. Gesteuert wurde der Wagen von Stirling Moss und Denis Jenkinson als Beifahrer. Zweiter wurde Juan Manuel Fangio. Mercedes-Benz gewann in der Saison 1955 neben der Mille Miglia noch die beiden Veranstaltungen der RAC Tourist Trophy 1955 auf dem Dundrod Circuit in Nordirland sowie die prestigeträchtigere Targa Florio 1955. Ergebnis war der Gewinn der Sportwagen-Weltmeisterschaft 1955.
Mercedes-Benz beherrschte die Sportwagenrennen zwischen 1952 und 1955, bevor sich der Konzern mit allen Teams aus dem Motorsport zurückzog. Der verheerende Unfall in Le Mans 1955 war hierfür nicht ursächlich, tatsächlich war der Ausstieg bereits vorher geplant, jedoch bestärkte er die Rückzugspläne. Bei dem Unfall kollidierte der 300 SLR von Pierre Levegh unverschuldet mit dem Austin Healey von Lance Macklin und die Wrackteile töteten über 80 Zuschauer an der Strecke.

### Einsätze des 300 SEL „Rote Sau“ von AMG (1968–1972)

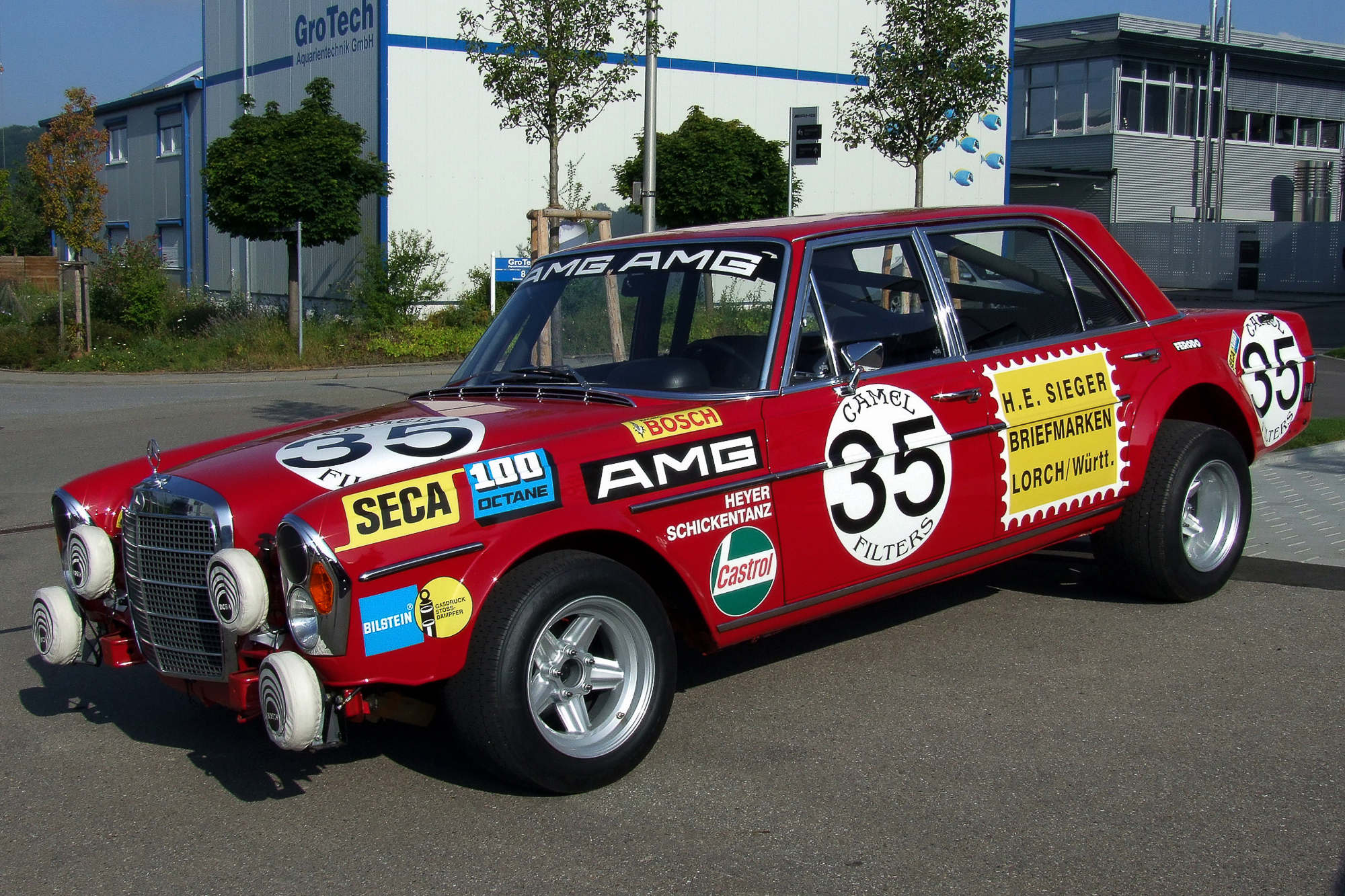
Werksnachbau des 300 SEL 6.8 – Spitzname „Rote Sau“

Das 1967 in Affalterbach gegründete Tuningunternehmen AMG begann seine Aktivitäten mit der Aufrüstung und dem Einsatz des Mercedes-Benz 300 SEL 6.3, dem Topmpdell der S-Klasse W 109. Der 6.3 war werksseitig nicht für den Rennsport vorgesehen. AMG wählte das Fahrzeug wegen des Motors, der für die Einsätze auf 6,8 Liter Hubraum aufgebohrt wurde, als Basis. Das hohe Gewicht führte bei Renneinsätzen anfangs zu Brems- und Reifenproblemen.
Der erste Test beim 6-Stunden-Rennen in der portugiesischen Kolonie Macao endete trotzdem mit einem Sieg. Daraufhin nahm AMG im Juli 1969 am 24-Stunden-Rennen von Spa-Francorchamps mit drei Fahrzeugen teil. Die Trainingszeiten waren ermutigend, doch die schmalen Reifen hielten auf dem rauen Streckenbelag bei unerwartet hohen Temperaturen nicht, sodass die Autos zurückgezogen wurden.
Es folgten Weiterentwicklungen und intensive Testfahrten mit dem 300 SEL 6.8 auf Strecken der Tourenwagen-Europameisterschaft 1970, die gute Erfolgsaussichten verhießen, bevor die Rennklasse, in der 1970 gestartet werden sollte, abgeschafft wurde. In der Saison 1971 waren mehrere von Privatiers eingesetzte 6,8-Liter-Tourenwagen erfolgreich bei Rundstrecken- und Flugplatzrennen im Einsatz.
Von AMG wurde 1971 schließlich doch noch ein Versuch bei dem 24-Stunden-Rennen von Spa-Francorchamps unternommen. Hierfür wurde ein verunfallter W 109 als Basis herangezogen, der Motor mit Daimler-Benz-Teilen selbst aufgebaut und mit einem ZF-Fünfganggetriebe kombiniert. Beim 24-Stunden-Rennen von Spa-Francorchamps 1971 fuhr der rot lackierte 300 SEL 6.8 von AMG mit Hans Heyer und Clemens Schickentanz zum Klassensieg und auf Rang zwei im Gesamtklassement.
In der Motorsporthistorie von Mercedes-Benz spielt diese Episode weniger aus sportlicher Sicht eine Rolle. Vielmehr war es der Vorbote einer späteren Zusammenarbeit mit dem ursprünglich unabhängigen Tuner AMG. Nachdem Daimler einer Optimierung der aus ihrer Sicht bereits ausgereiften Serienfahrzeuge anfangs kritisch gegenüberstand, wurde die Zusammenarbeit in den 1980er Jahren aufgrund des wachsenden Tuningsegments und der Erfolge von AMG auf der Rennstrecke intensiver. 2000 ging das Unternehmen schließlich in der damaligen DaimlerChrysler AG auf und bildet heute eine erfolgreiche Submarke und Motorsportabteilung.

### Rückkehr mit Sauber-Mercedes ab 1985

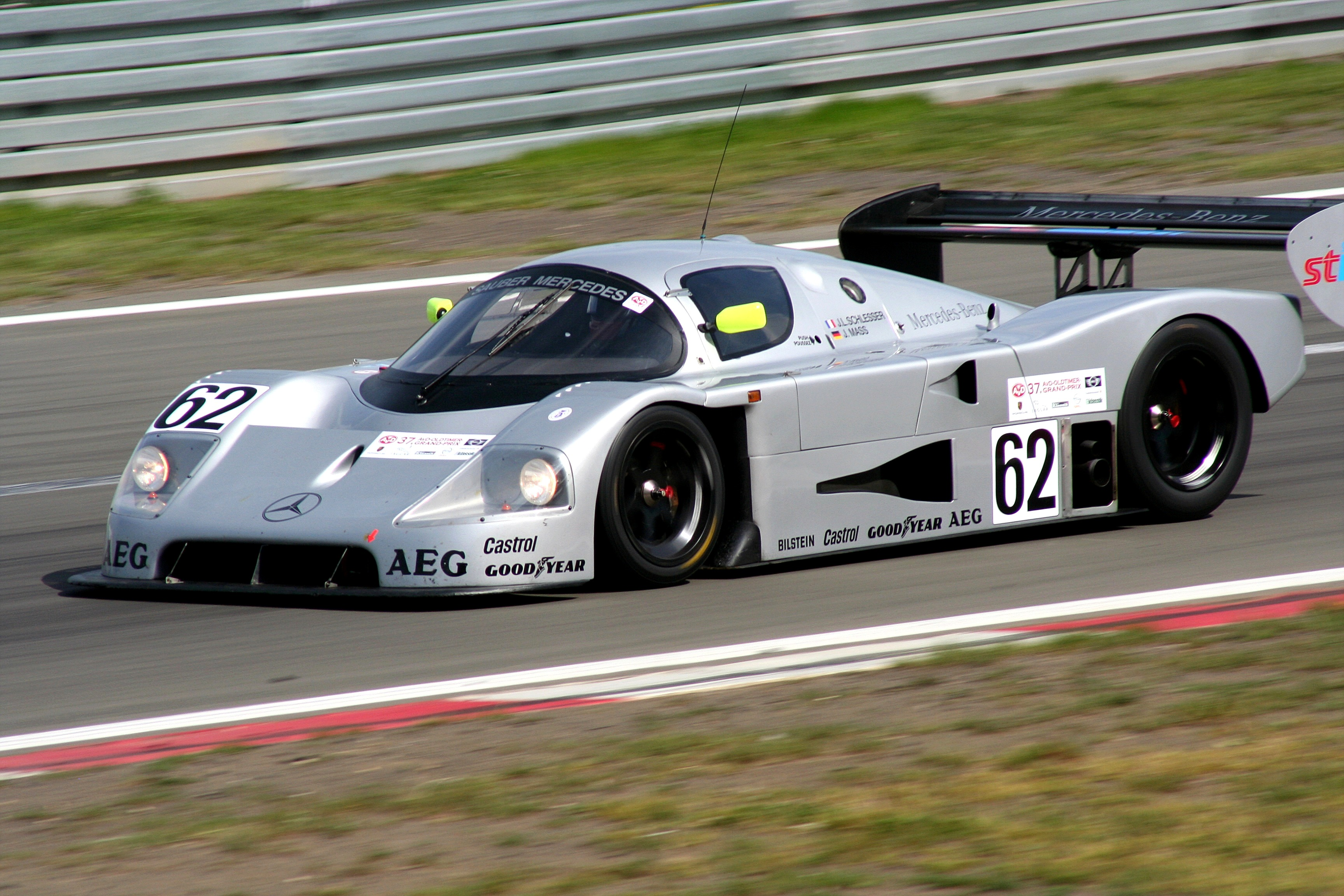
Siegerfahrzeug der 24 Stunden von Le Mans 1989: Sauber-Mercedes C9

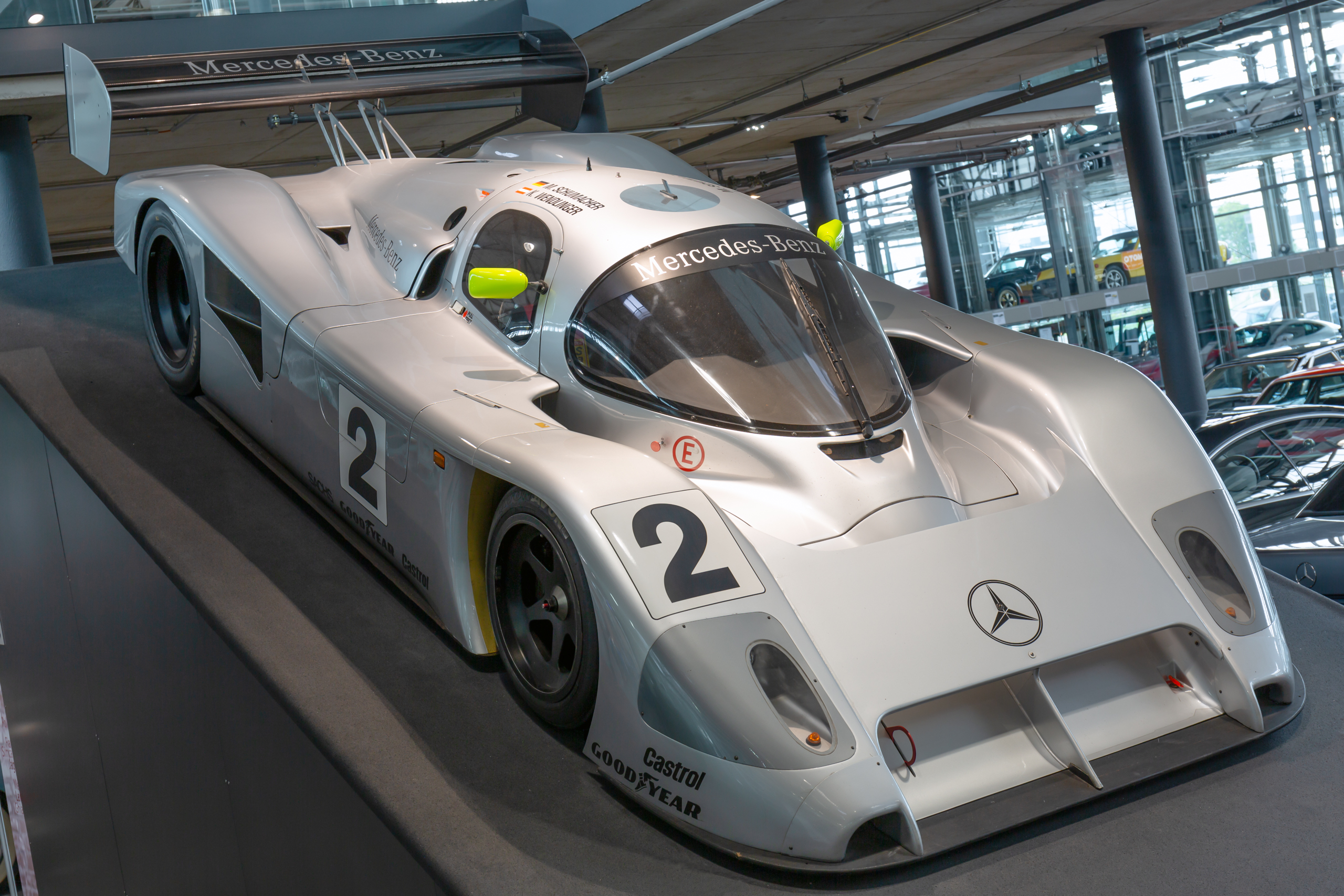
Mercedes-Benz C291, Siegerwagen von Michael Schumacher und Karl Wendlinger beim letzten Rennsieg in der Sportwagen-WM 1991

30 Jahre nach den letzten großen Erfolgen bei Sportwagenrennen in der Saison 1955 kehrte Mercedes-Benz 1985 zunächst als Motorenlieferant an der Seite von Sauber Motorsport in den internationalen Motorsport zurück. In den folgenden Jahren nahmen Mercedes-motorisierte Rennwagen und später auch eigens konstruierte Chassis an der Sportwagen-Weltmeisterschaft und Rennen, wie den 24 Stunden von Le Mans, teil.
Der Erfolg auf der Rennstrecke stellte sich jedoch nicht von Beginn an ein. Erster Sportwagen der schweizerisch-deutschen Partnerschaft war der Sauber C8, der auf dem Vorgänger C7 beruhte, der noch von einem BMW-Motor angetrieben wurde. Infolge der Integration des neuen Motors gab es verschiedene Probleme. Das Chassis war für den 700 PS starken Mercedes-Motor nicht steif genug. Der Wagen hatte bei Höchstgeschwindigkeit auf trockener Strecke zu wenig Abtrieb, was sich auf nasser Fahrbahn wegen der geringeren Geschwindigkeiten nicht bemerkbar machte, sodass einer der wenigen Erfolge durch Henri Pescarolo und Mike Thackwell beim 1000-km-Rennen auf dem Nürburgring 1986 möglich war. Sein Debüt sollte der C8 eigentlich schon 1985 beim 24-Stunden-Rennen von Le Mans geben. Die Teilnahme wurde nach einem Trainingsunfall von John Nielsen, der den C8 erheblich beschädigte, jedoch abgesagt. 1986 bestritt das Sauber-Team die Gruppe-C-Meisterschaft mit dem C8 und erreichte am Ende des Jahres den fünften Rang in der Gesamtwertung.
1987 wurde der ungleich erfolgreichere Nachfolger Sauber C9 vorgestellt. Sauber-Mercedes gewann damit 1989 die 24 Stunden von Le Mans. Die beiden weiteren eingesetzten Wagen erzielten zudem den zweiten und fünften Platz. Mit dem Team von Peter Sauber gewann Mercedes 1989 mit dem C9 und 1990 mit dem Nachfolger Mercedes-Benz C11 die Teamwertung in der Sportwagen-Weltmeisterschaft, die seit 1985 die Herstellerwertung ersetzte. Der C11 war der erste Sportwagen seit dem 300 SLR aus der Saison 1955, der wieder offiziell den Namen Mercedes-Benz trug. Jean-Louis Schlesser gewann in diesen beiden Jahren auf Sauber-Mercedes zudem die Fahrerwertung, 1990 gemeinsam mit Mauro Baldi. 1988 gewann das Team zudem den deutschen Gruppe-C-Rennserie-Super-Cup mit dem C9. Für die Saison 1991 wurde der C11 nochmal weiterentwickelt: Ergebnis war der Mercedes-Benz C291. Der Wagen konnte nicht mehr an die Erfolge der Vorsaison anknüpfen, es gelang lediglich ein Saisonsieg beim Saisonfinale in Japan.
Ursprünglich sollte mit dem bereits in der Planung befindlichen Mercedes-Benz C292 auch noch an der Saison 1992 teilgenommen werden. Nachdem jedoch im Sportwagensport alle wichtigen Rennen gewonnen wurden und die Sportwagen-WM ohne das Rennen in Le Mans an Attraktivität verlor, widmeten sich Sauber und Mercedes ab 1993 mit einem gemeinsamen Projekt in der Formel 1 neuen Aufgaben. So startete man 1992 nicht mehr in der Sportwagen-WM. Diese war gleichzeitig auch die letzte Saison dieser Meisterschaft. Es dauerte bis 1997, als Mercedes wieder mit Sportwagen zu internationalen Rennen antrat.
Mercedes-Benz Motorsport brachte mit einem eigenen Juniorenprogramm in diesen Jahren auch große Talente hervor, z. B. den späteren Formel-1-Weltmeister Michael Schumacher sowie die späteren Formel-1-Fahrer Heinz-Harald Frentzen und Karl Wendlinger.
Siege von Mercedes-Benz in der Sportwagen-Weltmeisterschaft
| Saison | Rennen                                                             | Fahrzeug              | Fahrer 1        | Fahrer 2             |
| ------ | ------------------------------------------------------------------ | --------------------- | --------------- | -------------------- |
| 1955   | Mille Miglia                                                       | Mercedes-Benz 300 SLR | Stirling Moss   | Denis Jenkinson      |
| 1955   | RAC Tourist Trophy (Dundrod Circuit)                               | Mercedes-Benz 300 SLR | Stirling Moss   | John Fitch           |
| 1955   | Targa Florio                                                       | Mercedes-Benz 300 SLR | Stirling Moss   | Peter Collins        |
| 1990   | 480-km-Rennen von Suzuka (Suzuka International Racing Course)      | Mercedes-Benz C9      | Mauro Baldi     | Jean-Louis Schlesser |
| 1990   | 480-km-Rennen von Monza (Autodromo Nazionale di Monza)             | Mercedes-Benz C11     | Mauro Baldi     | Jean-Louis Schlesser |
| 1990   | 480-km-Rennen von Spa-Francorchamps (Circuit de Spa-Francorchamps) | Mercedes-Benz C11     | Jochen Mass     | Karl Wendlinger      |
| 1990   | 480-km-Rennen von Dijon (Circuit de Dijon-Prenois)                 | Mercedes-Benz C11     | Mauro Baldi     | Jean-Louis Schlesser |
| 1990   | 480-km-Rennen auf dem Nürburgring (Nürburgring)                    | Mercedes-Benz C11     | Mauro Baldi     | Jean-Louis Schlesser |
| 1990   | 480-km-Rennen von Donington (Donington Park)                       | Mercedes-Benz C11     | Mauro Baldi     | Jean-Louis Schlesser |
| 1990   | 480-km-Rennen von Montreal (Circuit Gilles-Villeneuve)             | Mercedes-Benz C11     | Mauro Baldi     | Jean-Louis Schlesser |
| 1990   | 480-km-Rennen von Mexiko (Autódromo Hermanos Rodríguez)            | Mercedes-Benz C11     | Jochen Mass     | Michael Schumacher   |
| 1991   | 430-km-Rennen von Autopolis (Autopolis)                            | Mercedes-Benz C291    | Karl Wendlinger | Michael Schumacher   |

### Licht und Schatten zwischen 1997 und 2000

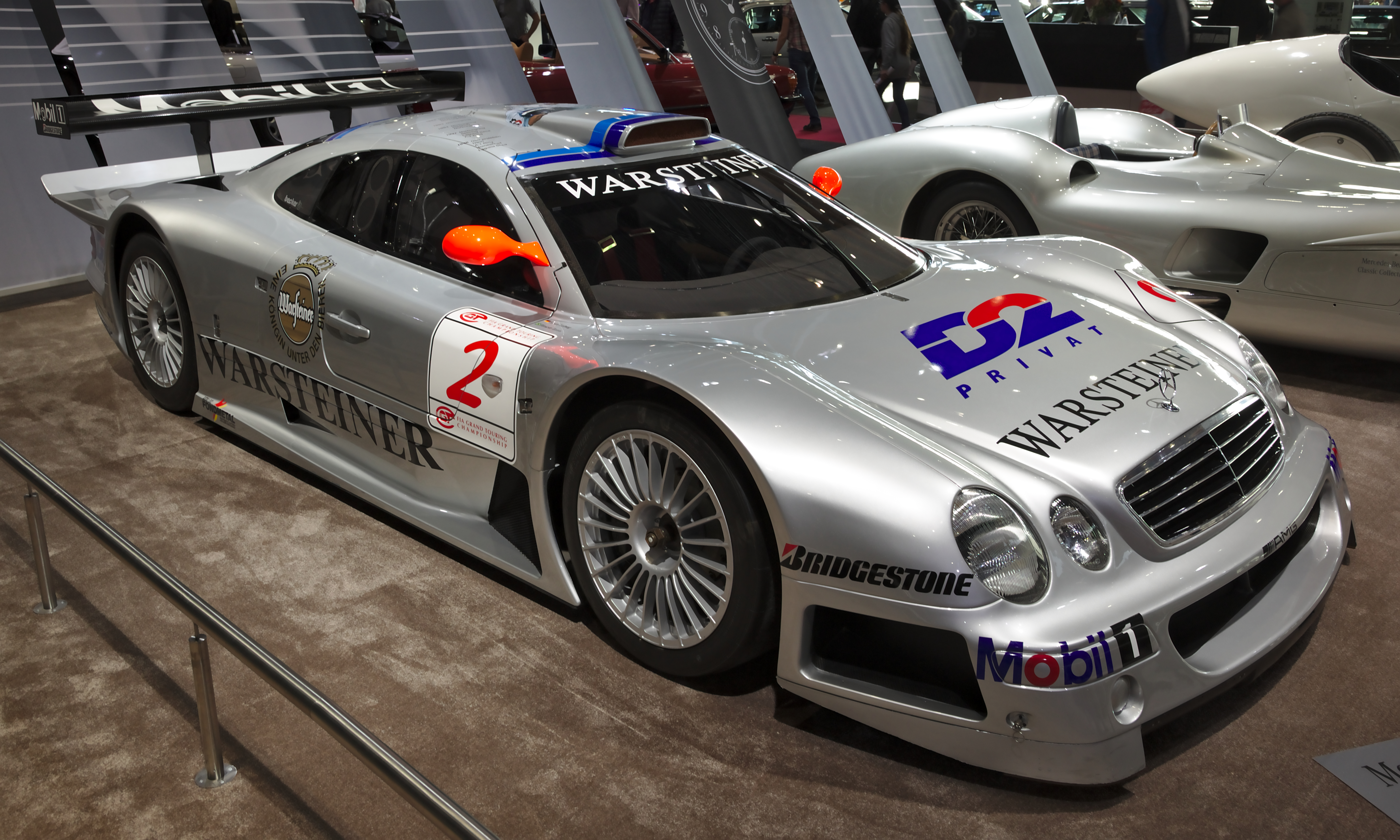
Mercedes-Benz CLK GTR (Baujahr 1997)

Mitte der 1990er Jahre engagierte sich Mercedes-Benz hauptsächlich in der Formel 1 und der DTM. Ende 1996 zogen sich jedoch Opel und Alfa Romeo aus Kostengründen aus der DTM bzw. ITC zurück und die Tourenwagenserie wurde eingestellt. Als zukünftiges Betätigungsfeld der Rennmannschaft bot sich die 1997 gestartete FIA-GT-Meisterschaft an, in der neben privat eingesetzten Supersportwagen, wie zum Beispiel Ferrari F40 und McLaren F1, mit dem Porsche 911 GT1 auch ein eigens konstruierter Wagen startete. Für eine Teilnahme in der GT1-Klasse war eine Mindeststückzahl von 25 gebauten bzw. straßenzugelassenen Exemplaren erforderlich. Um Mercedes die Teilnahme schon 1997 zu ermöglichen, erteilte die FIA jedoch eine Ausnahmegenehmigung, die das „Nachreichen“ erlaubte. Die AMG-Ingenieure konnten so einen Rennwagen konstruieren, ohne allzu viel Rücksicht auf vorhandene Modelle oder Straßentauglichkeit nehmen zu müssen. Außer seinem Namen und äußeren Merkmalen hat der CLK GTR kaum etwas mit der Mercedes-Benz CLK-Klasse (W 208) gemeinsam.
Der neue Rennwagen wurde in der ersten Hälfte der Saison 1997 erstmals eingesetzt und gewann am Ende die FIA-GT-Meisterschaft. 1998 siegte er in nahezu allen Rennen. In Le Mans startete die weiterentwickelten Version CLK LM mit V8-Motor von der Poleposition, fiel jedoch früh mit Motorschaden aus. Am Ende der Saison 1998 zogen sich die noch verbliebenen Gegner aus der GT1-Kategorie zurück. Somit wurde die FIA-GT-Meisterschaft ab 1999 nur in den seriennäheren Kategorien GT2 und GT3 ausgetragen. Die vom Reglement geforderten 25 Exemplare des Serienwagens wurden erst von November 1998 bis Sommer 1999 gebaut und ausgeliefert, also nicht vor der ersten Teilnahme in der Rennserie, sondern erst nach dem „Aus“ der GT-1 Kategorie.
1999 startete Mercedes-Benz mit dem CLR, einer Weiterentwicklung des CLK LM, noch einmal bei den 24 Stunden von Le Mans. Bereits beim Qualifikationstraining am Donnerstag vor dem Rennen hob Mark Webber in der Indianapolis-Kurve ab und überschlug sich mehrfach. Am darauffolgenden trainingsfreien Freitag wurde das Auto mit einer Ausnahmegenehmigung des Betreibers auf einem anderen Chassis neu aufgebaut. Vier Stunden nach dem Rennstart kam es bei einem anderen CLR mit Peter Dumbreck erneut zu einem Abtriebsverlust, so dass das Auto in derselben Kurve abhob und abseits im Gebüsch landete. Beide Fahrer wurden nur leicht verletzt. Mercedes-Benz-Motorsportchef Norbert Haug nahm daraufhin das verbliebene Auto aus dem Rennen und Mercedes-Benz startete seitdem nicht mehr in Le Mans.
Gesamtsiege beim 24-Stunden-Rennen von Le Mans
Bei dem Erfolg 1952 trat Mercedes-Benz als Werksteam mit eigens konstruiertem Chassis an. Der Sieg 1989 zählt offiziell hingegen in der Statistik von Sauber, da Mercedes nur als Motorenpartner auftrat. Beide Erfolge fielen als Doppelsiege aus, die Zweitplatzierten sind mit aufgeführt. In den Saisons 1990 und 1991 war das Rennen in Le Mans kein Teil der Sportwagen-Weltmeisterschaft mehr. Bei den Engagements Ende der 1990er Jahre konnten die Erfolge in Le Mans nicht mehr wiederholt werden. Somit bleibt der Sieg 1952 bis dato der einzige von Mercedes als Konstrukteur.
| Saison | Team                 | Hersteller    | Fahrzeug             | Fahrer                                    | Runden | 2. Platz                                         |
| ------ | -------------------- | ------------- | -------------------- | ----------------------------------------- | ------ | ------------------------------------------------ |
| 1952   | Daimler-Benz A.G.    | Mercedes-Benz | Mercedes-Benz 300 SL | Hermann Lang Fritz Riess                  | 277    | Theo Helfrich Helmut Niedermayr                  |
| 1989   | Team Sauber Mercedes | Sauber        | Sauber-Mercedes C9   | Jochen Mass Manuel Reuter Stanley Dickens | 389    | Mauro Baldi Kenny Acheson Gianfranco Brancatelli |

### GT3-Kundensport seit 2010

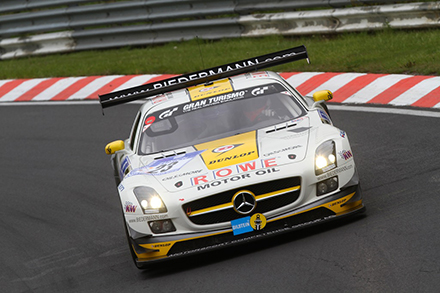
2013 gewann erstmals ein Mercedes das 24-Stunden-Rennen auf dem Nürburgring

Auf Basis des 2010 präsentierten Mercedes-Benz SLS AMG baute Mercedes-Benz ab der Saison 2011 wieder ein werksunterstütztes GT3-Programm analog zu anderen Sportwagenherstellern wie Porsche oder Ferrari auf. Der SLS AMG GT3 wurde ab Anfang 2011 als rennfertiges Kundensportfahrzeug angeboten. Er wurde für Sprint- und Langstreckenrennen nach dem FIA-Reglement für seriennahe GT3-Fahrzeuge entwickelt und ist entsprechend dem Reglement in Leichtbautechnik, mit einem Rennfahrwerk, renntauglicher Bremsanlage und Aerodynamik aufgebaut.
Das Kundensportprogramm verlief sehr erfolgreich. In vielen nationalen und internationalen Rennserien wurden Renn- und Gesamtsiege erzielt. Hierunter sind zum Beispiel der Team-Titel in der FIA-GT3-Europameisterschaft von Heico Motorsport in den Saisons 2011 und 2012 sowie der Fahrer- und Teamtitel in der FIA-GT1-Weltmeisterschaft des Teams All-Inkl.com Münnich Motorsport.
Zudem gewann Mercedes mit dem SLS AMG GT3 erstmals das 24-Stunden-Rennen auf dem Nürburgring. 2013 siegte das Team Black Falcon mit den Fahrern Bernd Schneider, Jeroen Bleekemolen, Sean Edwards und Nicki Thiim. Im gleichen Jahr gelang auch beim 24-Stunden-Rennen von Spa-Francorchamps der Gesamtsieg mit den Fahrern Bernd Schneider, Maximilian Buhk und Maximilian Götz.
2015 wurde der SLS AMG GT3 vom Nachfolger Mercedes-AMG GT abgelöst und das werksunterstützte GT3-Kundensportprogramm fortgeführt. 2016 folgte als einer der ersten Erfolge der erneute Gesamtsieg bei dem 24-Stunden-Rennen auf dem Nürburgring – und zwar als Vierfachsieg für Mercedes-AMG.
Gesamtsiege beim 24-Stunden-Rennen auf dem Nürburgring
Nachdem das Rennen in der Anfangszeit als reines Breitensportevent mit privat eingesetzten Rennwagen begonnen hatte, rückte es im 21. Jahrhundert auch zunehmend in das Blickfeld der Hersteller mit werksunterstützten Kundenteams. Mercedes kann bisher zwei Gesamtsiege bei dem seit 1970 ausgetragenen 24-Stunden-Rennen auf dem Nürburgring vorweisen, beide eingefahren mit dem Rennteam Black Falcon. Weitere insgesamt 12 Podestplätze seit dem GT3-Debüt von Mercedes im Jahr 2011 zeigen den Erfolg und die Konstanz des GT3-Programms am Nürburgring.
| Saison | Team         | Hersteller    | Fahrzeug                  | Fahrer                                                       | Runden |
| ------ | ------------ | ------------- | ------------------------- | ------------------------------------------------------------ | ------ |
| 2013   | Black Falcon | Mercedes-Benz | Mercedes-Benz SLS AMG GT3 | Bernd Schneider Jeroen Bleekemolen Sean Edwards Nicki Thiim  | 88     |
| 2016   | Black Falcon | Mercedes-Benz | Mercedes-AMG GT3          | Bernd Schneider Maro Engel Adam Christodoulou Manuel Metzger | 134    |

1. ↑  9 Stunden Unterbrechung wegen Regen und Nebel.
2. ↑  3,5 Stunden Unterbrechung wegen Hagel.

Gesamtsiege beim 24-Stunden-Rennen von Spa-Francorchamps
Das seit 1924 ausgetragene 24-Stunden-Rennen von Spa-Francorchamps konnte insgesamt viermal mit Mercedes-Rennfahrzeugen gewonnen werden. Zwei Siege davon stammen aus der Frühzeit des Rennens, der erste Erfolg 1931 von einem privat eingesetzten Mercedes-Benz SSK. Solche Einsätze von Privatiers waren damals im Motorsport nicht unüblich. Zwei Gesamtsiege entstammen dem GT3-Programm von Mercedes-Benz seit 2011.
| Saison | Team                 | Hersteller    | Fahrzeug                  | Fahrer                                            | Distanz     |
| ------ | -------------------- | ------------- | ------------------------- | ------------------------------------------------- | ----------- |
| 1931   | Dimitri Djordjadze   | Mercedes-Benz | Mercedes-Benz SSK         | Goffredo Zehender Dimitri Djordjadze              | 2543,750 km |
| 1964   | Daimler-Benz AG      | Mercedes-Benz | Mercedes-Benz 300SE       | Robert Crevits Gustave Gosselin                   | 3962,100 km |
| 2013   | HTP Motorsport       | Mercedes-Benz | Mercedes-Benz SLS AMG GT3 | Maximilian Buhk Bernd Schneider Maximilian Götz   | 3950,256 km |
| 2022   | AMG Team AKKodis ASP | Mercedes-Benz | Mercedes-AMG GT3 Evo      | Raffaele Marciello Daniel Juncadella Jules Gounon | 3754,14 km  |

1. ↑  Einsatz als Privatier.
2. ↑  42 Minuten Rennunterbrechung wegen Unfall, nur 23:18 Stunden Fahrzeit.

## Tourenwagen

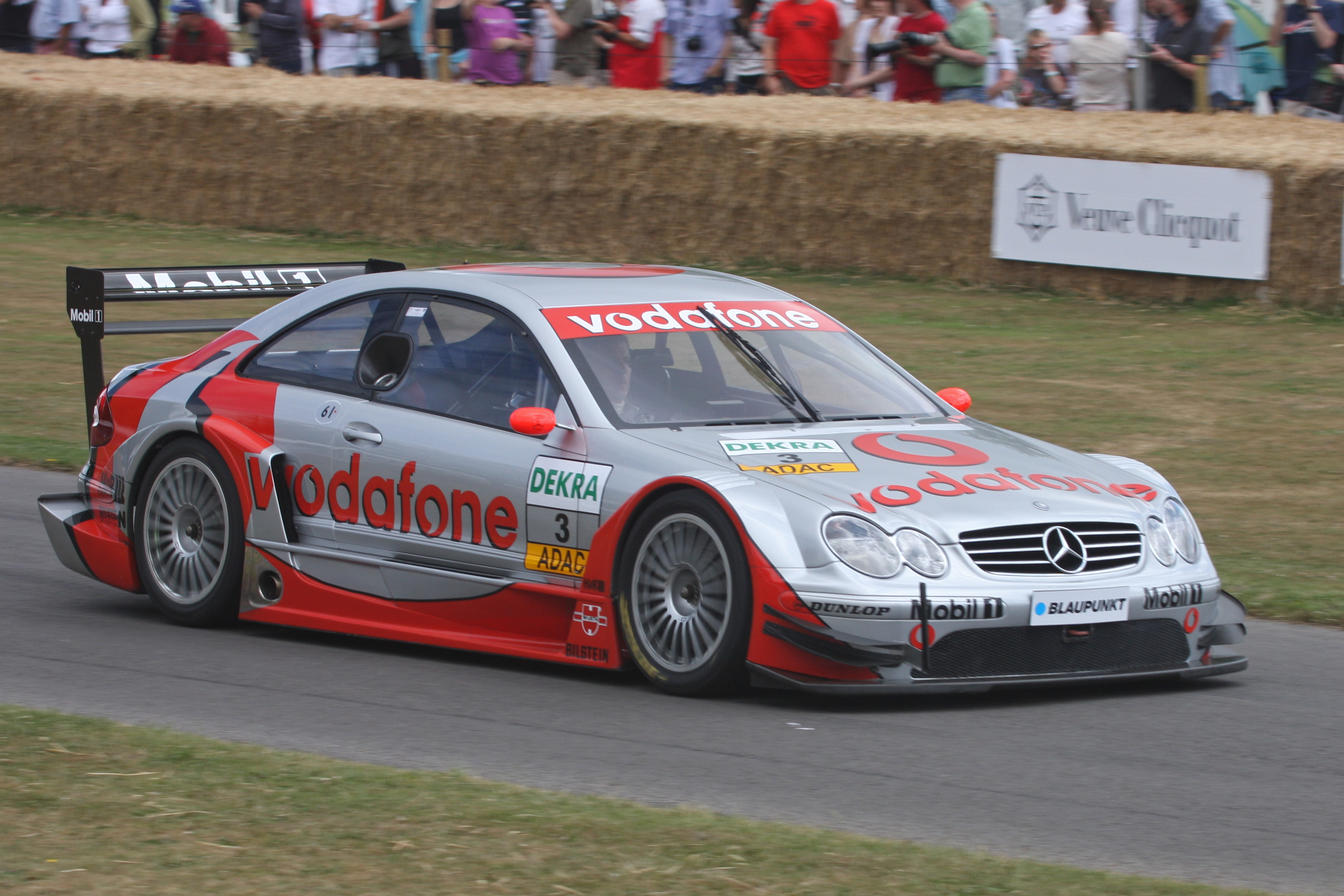
Ein Mercedes CLK DTM aus der Saison 2003

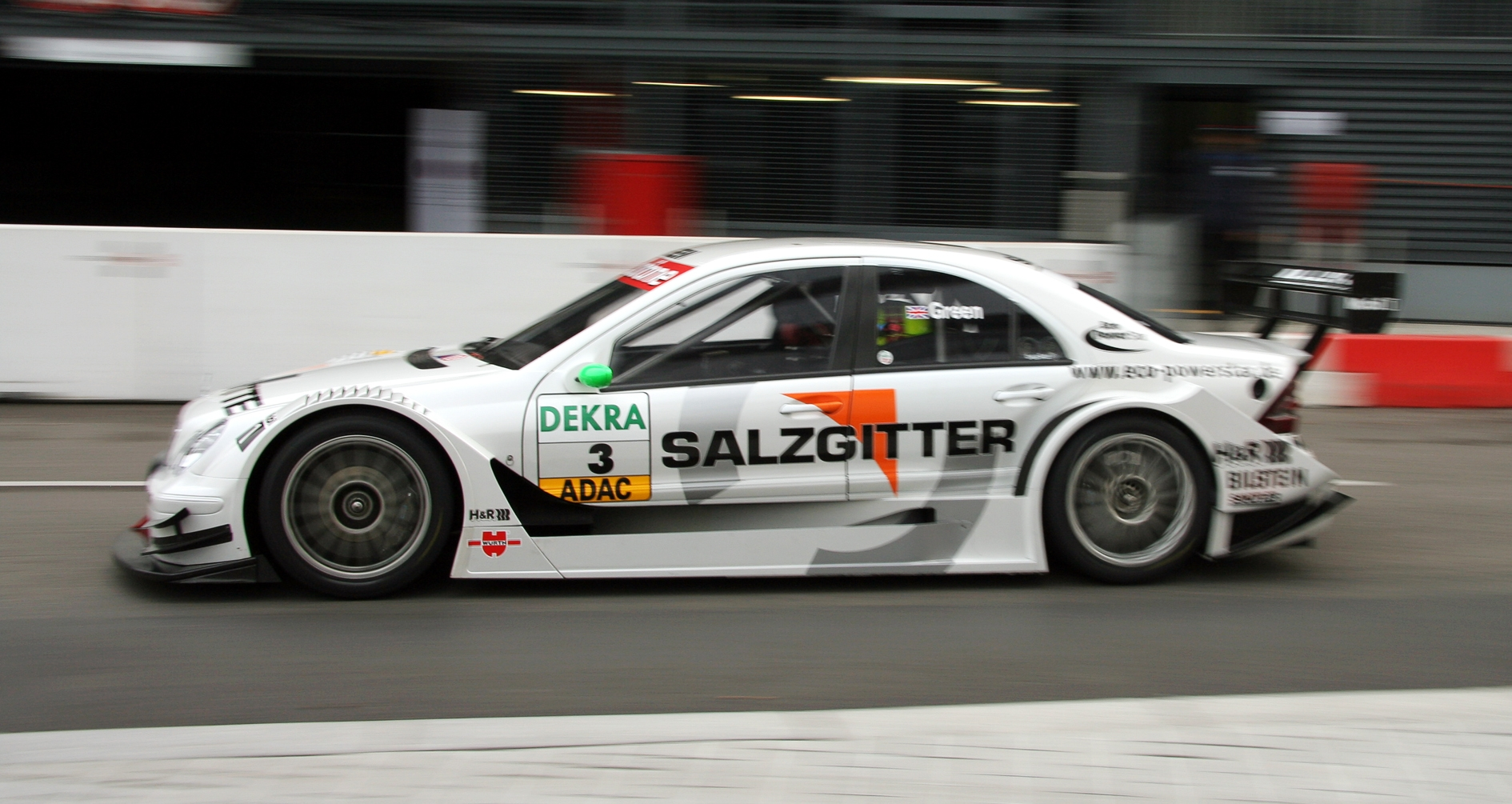
Jamie Green in einer AMG Mercedes C-Klasse Jahrgang 2006

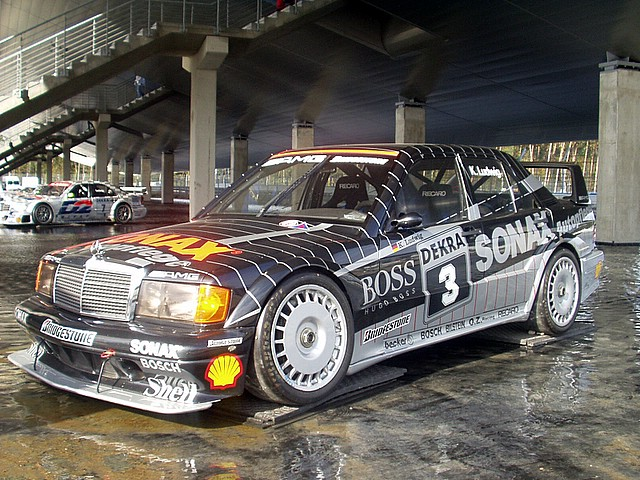
Mit dem AMG-Mercedes 190E wurde Klaus Ludwig 1992 DTM-Champion

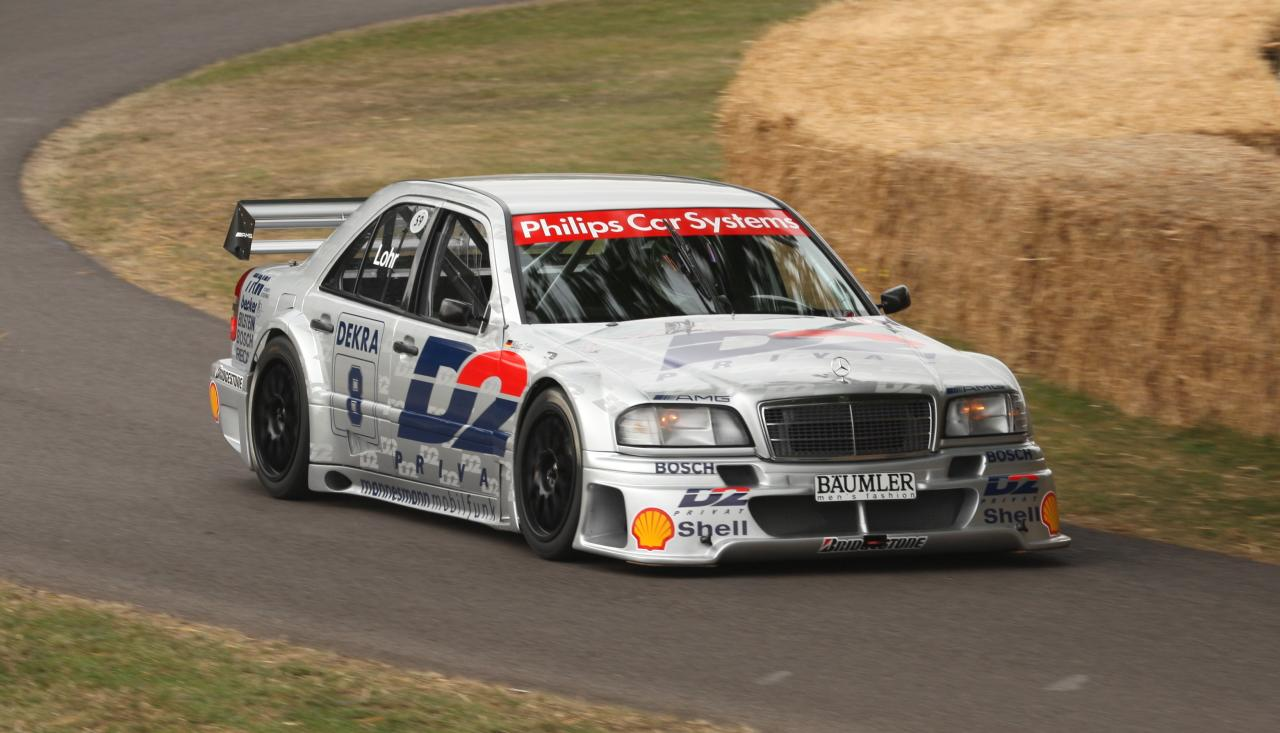
Erfolgreicher Nachfolger des 190er: AMG-Mercedes C-Klasse als Meisterfahrzeug in der DTM und ITC

Der Tourenwagensport spielte in der Motorsportstrategie von Mercedes-Benz seit den 1980er Jahren eine große Rolle. Nachdem man sich mit dem Mercedes-Benz 190 gegen einen Einstieg in der Rallye-Weltmeisterschaft entschieden hatte, wurde ab 1984 ein Einsatz in der Deutschen Tourenwagen-Meisterschaft erwogen, in der zur Anfangszeit noch Produktions-Tourenwagen eingesetzt wurden.
1986 stieg Mercedes-Benz nach vereinzelten Einsätzen von Mercedes 280CE und 380SLC durch Privatteams in den Saisons 1984 und 1985 werksseitig in die DTM ein. Infolge immer komplexerer Autos und steigender Kosten wurde die DTM und der internationale Ableger ITC Ende 1996 eingestellt. Die Tourenwagen entwickelten sich Mitte der 1990er Jahre über die Klasse-1- und Klasse-2-Reglements zunehmend zu motorsportlichen Prototypen, die Serienfahrzeugen nur noch äußerlich nachempfunden waren.
Zur Saison 2000 wurde die DTM nach drei Jahren Pause in Form des Deutschen Tourenwagen Masters neu gegründet und neu aufgestellt. Nun wurden trotz der Bezeichnung als Tourenwagen von vornherein Prototypen mit einer den Serienfahrzeugen ähnelnden Hülle eingesetzt.
Mit 14 Herstellertiteln und 12 Fahrertiteln ist Mercedes-Benz der erfolgreichste Hersteller in der Geschichte der DTM. Auch in den DTM-Statistiken zu den meisten Rennsiegen, Poles oder Schnellsten Rennrunden führt die Marke vor den langjährigen Hauptkonkurrenten Audi und BMW.

### Erfolge in der DTM und ITC
In den Anfangsjahren des DTM-Engagements ab 1986 stellten sich zwar erste Erfolge in Form von Rennsiegen ein, jedoch konnte der DTM-Fahrertitel erstmals in den Jahren 1992 und 1994 durch Klaus Ludwig gewonnen werden. Diese Titel von Ludwig sowie die Fahrertitel von Bernd Schneider in der DTM und ITC aus dem Jahr 1995 sind die Höhepunkte der ersten Jahre von Mercedes-Benz im Tourenwagensport. In der Saison 1995 konnten mit der AMG-Mercedes C-Klasse DTM in der DTM und ITC kombiniert insgesamt 16 von 24 Rennen gewonnen werden.
Die ITC war ein internationaler Ableger der DTM, der 1995 erstmals als eigene Serie ausgetragen wurde, obwohl schon vorher Rennen im Rahmen der DTM im europäischen Ausland stattfanden. Die Rennen fanden nach gleichem Reglement und in einem gemischten Kalender mit der DTM statt. Im ersten Jahr 1995 gab es getrennte Wertungen, zur Saison 1996 wurde schließlich die gesamte Saison als ITC ausgetragen. Von den 13 Events (mit je zwei Rennen) fanden sechs in Deutschland statt. Die ITC-Saison 1996 gilt als die technisch höchstentwickelte Tourenwagen-Meisterschaft, die es je gab.
Ergebnisse in der DTM (1986–1996)
| Saison | Fahrzeug                                                       | Rennen | Siege | bestes Ergebnis Fahrerwertung | Markenwertung |
| ------ | -------------------------------------------------------------- | ------ | ----- | ----------------------------- | ------------- |
| 1986   | Mercedes-Benz 190E 2.3-16                                      | 9      | 2     | 2. ( Volker Weidler)          | –             |
| 1987   | Mercedes-Benz 190E 2.3-16                                      | 10     | –     | 9. ( Jörg van Ommen)          | –             |
| 1988   | Mercedes-Benz 190E 2.3-16                                      | 22     | 6     | 2. ( Roland Asch)             | –             |
| 1989   | Mercedes-Benz 190E 2.3-16 Mercedes-Benz 190E 2.5-16 Evo        | 22     | 8     | 4. ( Kurt Thiim)              | –             |
| 1990   | Mercedes-Benz 190E 2.5-16 Evo Mercedes-Benz 190E 2.5-16 Evo II | 22     | 5     | 3. ( Kurt Thiim)              | –             |
| 1991   | Mercedes-Benz 190E 2.5-16 Evo II                               | 24     | 6     | 2. ( Klaus Ludwig)            | –             |
| 1992   | Mercedes-Benz 190E 2.5-16 Evo II                               | 24     | 16    | 1. ( Klaus Ludwig)            | 1. von 4      |
| 1993   | Mercedes-Benz 190E 2.5-16 Evo II AMG-Mercedes 190E Klasse 1    | 22     | 8     | 2. ( Roland Asch)             | 2. von 6      |
| 1994   | AMG-Mercedes C-Klasse DTM                                      | 24     | 11    | 1. ( Klaus Ludwig)            | –             |
| 1995   | AMG-Mercedes C-Klasse DTM                                      | 24     | 16    | 1. ( Bernd Schneider)         | 1. von 3      |
| 1996   | AMG-Mercedes C-Klasse DTM                                      | 26     | 7     | 2. ( Bernd Schneider)         | –             |

### Engagement in der „neuen“ DTM

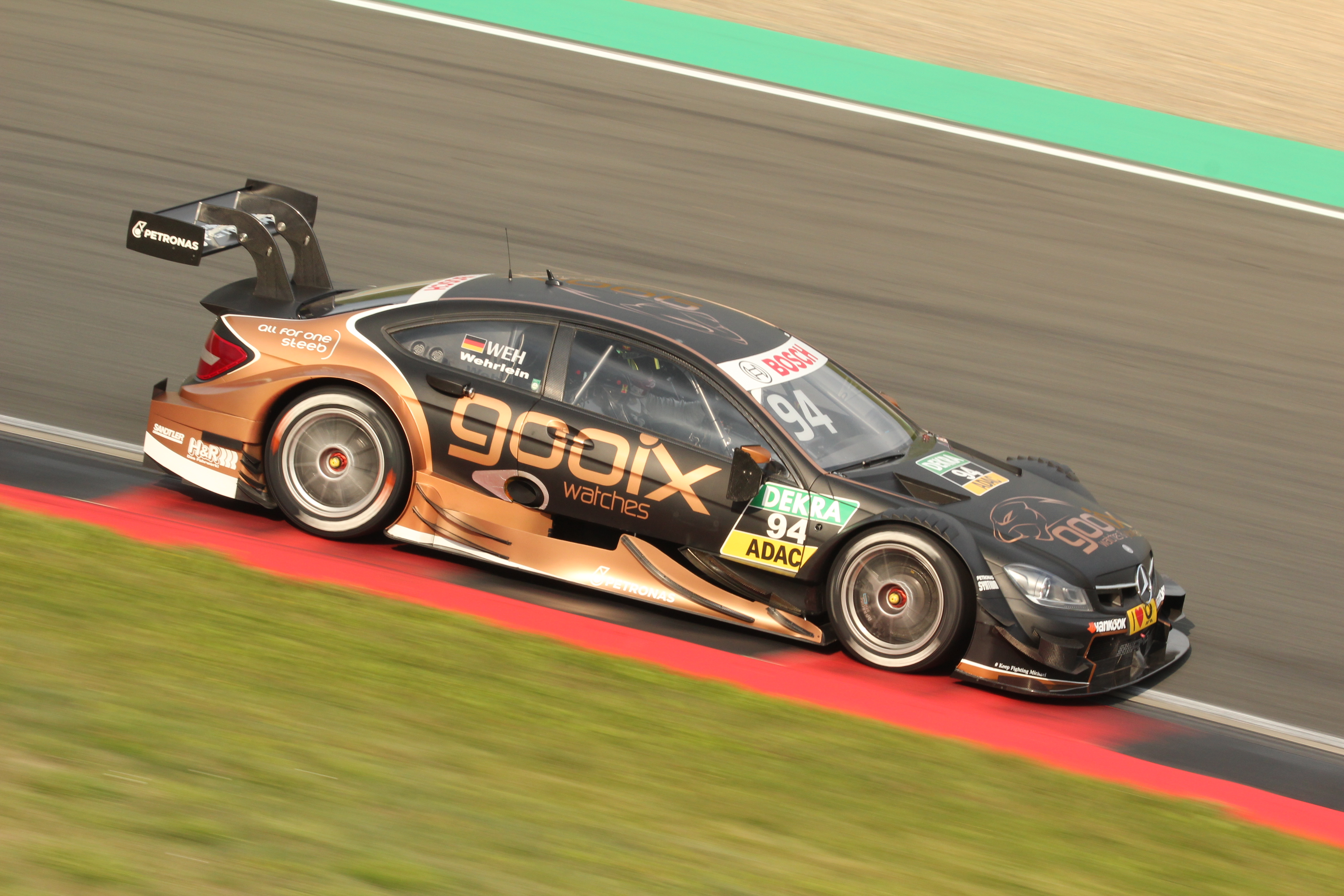
Mercedes-AMG C63 vom DTM-Champion 2015: Pascal Wehrlein

Mercedes-Benz war seit Neugründung der DTM im Jahr 2000 neben Opel und Audi wieder werksseitig in der Serie etabliert und gewann in den ersten beiden Saisons mit Bernd Schneider im CLK DTM den Titel. Mit weiteren Titeln 2003 und 2006 wurde Schneider in dieser Phase zum erfolgreichsten DTM-Piloten. In den folgenden Jahren errangen Gary Paffett (2005, 2018), Paul di Resta (2010) und Pascal Wehrlein (2015) weitere Titel in der C-Klasse und dem ab der Saison 2012 eingesetzten C-Coupe.
Im Gegensatz zu der Markenvielfalt in den 1980er und 1990er Jahren, waren in der „neuen“ DTM ab 2000 in der Regel maximal drei Hersteller engagiert. So wurde die DTM zwischen 2006 und 2011 nur zwischen Audi und Mercedes ausgetragen, bevor 2012 BMW eingestiegen ist. In diesen Jahren wurde wie in der Premierensaison des neuen Masters keine Markenmeisterschaft, sondern nur die Fahrer- und Teammeisterschaft vergeben.
Ergebnisse in der DTM (2000–2018)
| Saison | Fahrzeug                 | Rennen | Siege | bestes Ergebnis Fahrerwertung | Markenwertung |
| ------ | ------------------------ | ------ | ----- | ----------------------------- | ------------- |
| 2000   | AMG-Mercedes CLK DTM     | 16     | 8     | 1. ( Bernd Schneider)         | –             |
| 2001   | AMG-Mercedes CLK DTM     | 20     | 15    | 1. ( Bernd Schneider)         | 1. von 3      |
| 2002   | AMG-Mercedes CLK DTM     | 20     | 8     | 2. ( Bernd Schneider)         | 1. von 3      |
| 2003   | AMG-Mercedes CLK DTM     | 10     | 9     | 1. ( Bernd Schneider)         | 1. von 3      |
| 2004   | AMG-Mercedes C-Klasse    | 11     | 6     | 2. ( Gary Paffett)            | 2. von 3      |
| 2005   | AMG-Mercedes C-Klasse    | 11     | 8     | 1. ( Gary Paffett)            | 1. von 3      |
| 2006   | AMG-Mercedes C-Klasse    | 10     | 6     | 1. ( Bernd Schneider)         | –             |
| 2007   | AMG-Mercedes C-Klasse    | 10     | 7     | 2. ( Bruno Spengler)          | –             |
| 2008   | AMG-Mercedes C-Klasse    | 11     | 5     | 2. ( Paul di Resta)           | –             |
| 2009   | AMG-Mercedes C-Klasse    | 10     | 6     | 2. ( Gary Paffett)            | –             |
| 2010   | AMG-Mercedes C-Klasse    | 11     | 9     | 1. ( Paul di Resta)           | –             |
| 2011   | AMG-Mercedes C-Klasse    | 10     | 3     | 3. ( Bruno Spengler)          | –             |
| 2012   | DTM AMG Mercedes C-Coupé | 10     | 3     | 2. ( Gary Paffett)            | 3. von 3      |
| 2013   | DTM AMG Mercedes C-Coupé | 10     | 2     | 4. ( Christian Vietoris)      | 3. von 3      |
| 2014   | DTM AMG Mercedes C-Coupé | 10     | 3     | 4. ( Christian Vietoris)      | 3. von 3      |
| 2015   | Mercedes-AMG C63 DTM     | 18     | 3     | 1. ( Pascal Wehrlein)         | 3. von 3      |
| 2016   | Mercedes-AMG C63 DTM     | 18     | 4     | 4. ( Robert Wickens)          | 3. von 3      |
| 2017   | Mercedes-AMG C63 DTM     | 18     | 6     | 6. ( Lucas Auer)              | 2. von 3      |
| 2018   | Mercedes-AMG C63 DTM     | 20     | 9     | 1. ( Gary Paffett)            | 1. von 3      |

### Einsätze von Privatteams unter GT3-Reglement

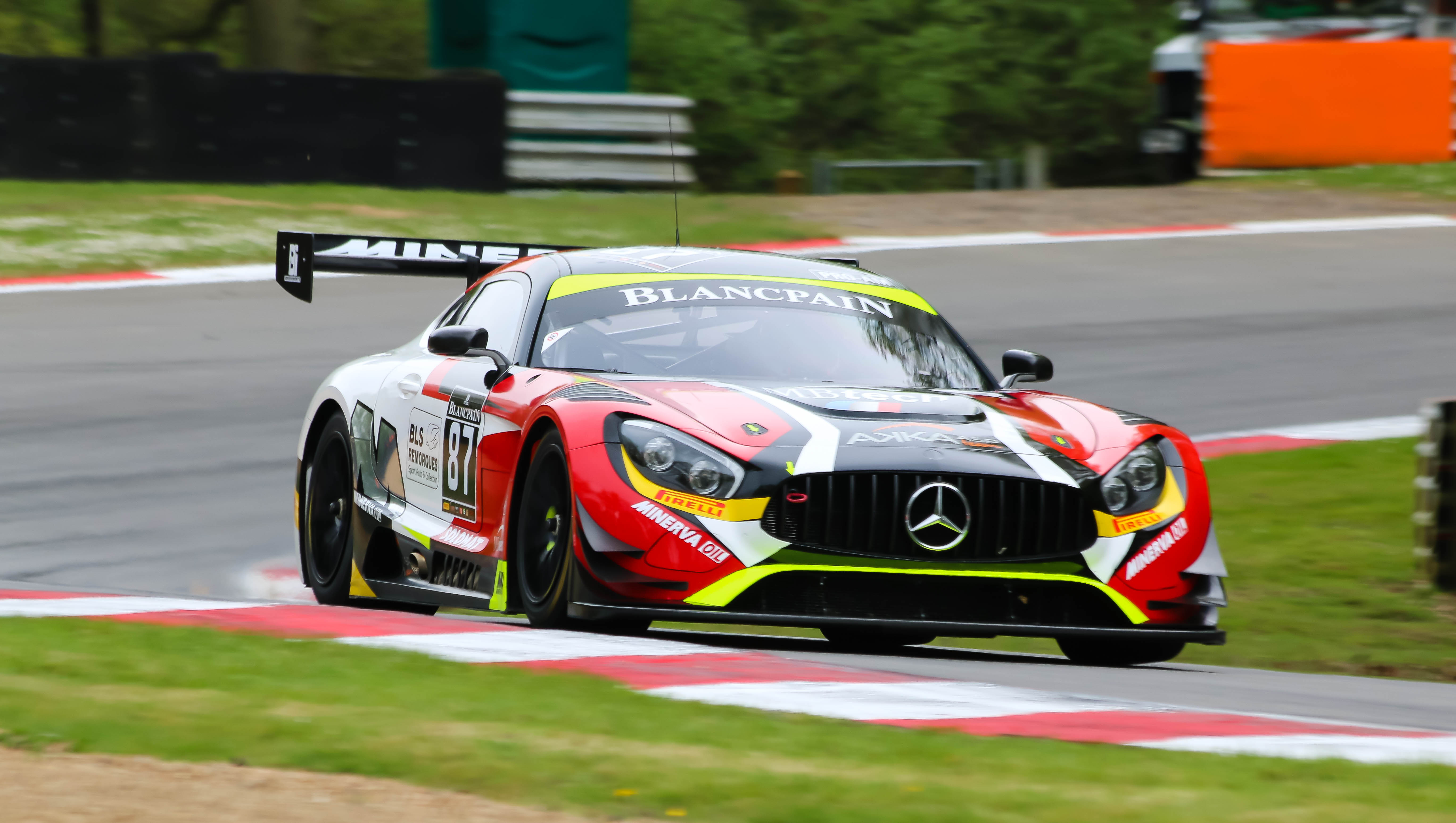
Ab 2021 wurden in der DTM nach GT3-Reglement gefahren: Mercedes-AMG GT3

Mercedes stieg zum Ende der Saison 2018 auch zugunsten der Engagements in der Formel 1 und Formel E nach 19 Jahren in der neuen DTM aus dieser aus. Nach dem Ausstieg von Mercedes wurden noch zwei Saisons mit den Prototypen von Audi, BMW und Aston Martin ausgetragen, bevor die Rennserie durch die angekündigten Ausstiege von Audi und Aston Martin komplett neu aufgestellt werden musste. Von nun an traten in der DTM nicht weiter die Werkshersteller direkt an, sondern werksunterstützte Privatteams. Aus Kostengründen wird die Rennserie mit Sportwagen nach dem internationalen GT3-Reglement anstatt der Prototypen mit Silhouetten der Serienfahrzeuge nach speziellem DTM-Reglement ausgetragen. Es handelt sich also formal weiter um eine Tourenwagenserie, auch wenn per Reglement Sportwagen eingesetzt werden.
In der Premierensaison fuhr Maximilian Götz im privat eingesetzten Mercedes-AMG GT3 den Fahrertitel ein. In der Markenwertung wurde Mercedes-Benz zudem überlegen Meister, setzte mit insgesamt sieben AMG GT3 jedoch auch die meisten Fahrzeuge ein.
Ergebnisse in der DTM (2021)
| Saison | Fahrzeug         | Rennen | Siege | bestes Ergebnis Fahrerwertung | Markenwertung |
| ------ | ---------------- | ------ | ----- | ----------------------------- | ------------- |
| 2021   | Mercedes-AMG GT3 | 16     | 5     | 1. ( Maximilian Götz)         | 1. von 5      |
| 2022   | Mercedes-AMG GT3 | 16     | 3     | 2. ( Lucas Auer)              | 2. von 6      |
| 2023   | Mercedes-AMG GT3 | 16     | 2     | 6. ( Luca Stolz)              | 3. von 6      |
| 2024   | Mercedes-AMG GT3 | 16     | 1     | 3. ( Maro Engel)              | 1. von 7      |

### Einsätze bei den V8-Supercars in Australien

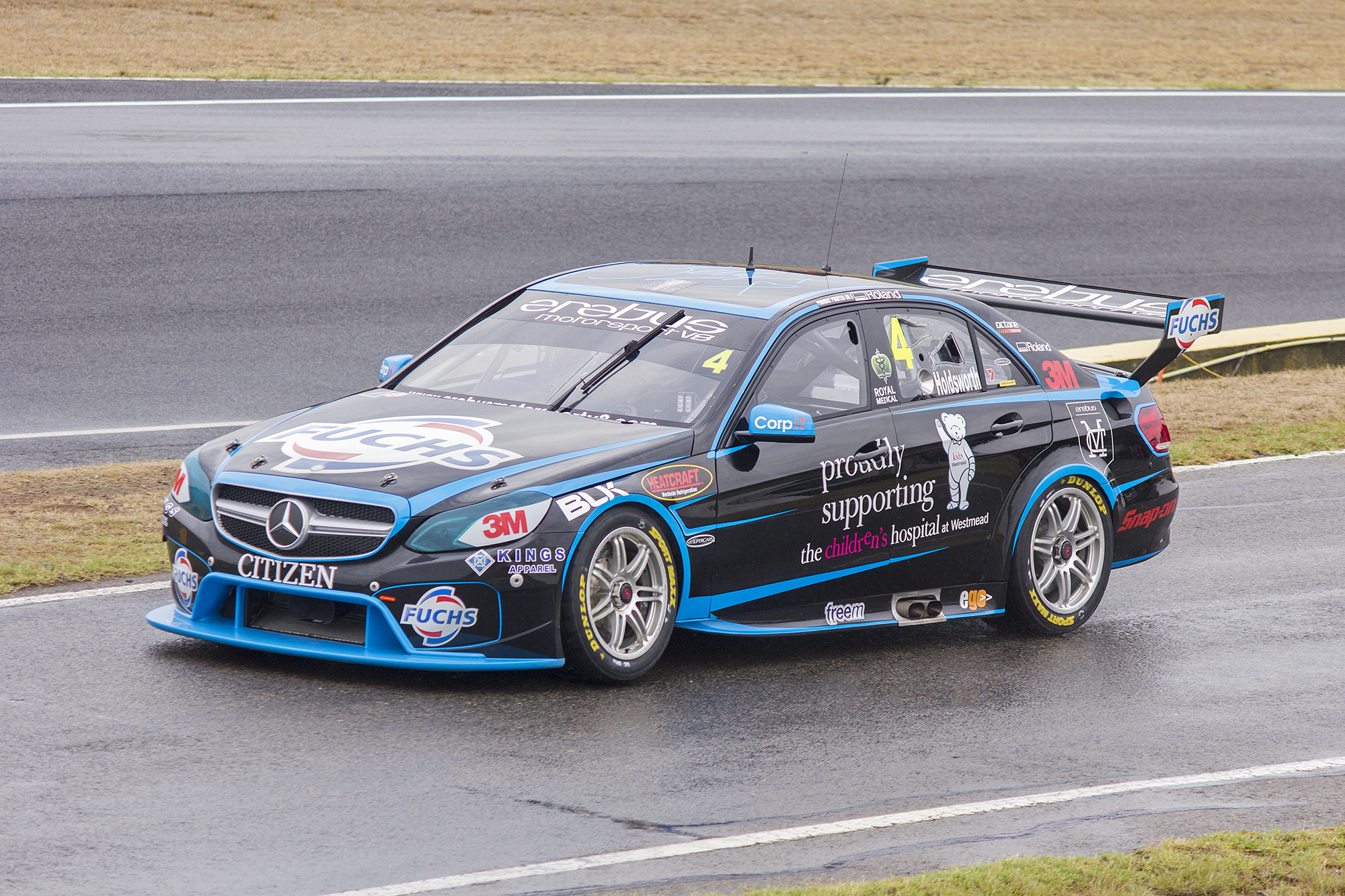
In der V8-Supercars-Serie eingesetzte E-Klasse (W 212)

Zwar spielt die DTM in der Rennsporthistorie von Mercedes-Tourenwagen die dominierende Rolle, jedoch wurden z. B. auch in der australischen V8-Supercars-Serie in Kooperation mit dem Erebus Team Rennwagen auf Basis der E-Klasse W 212 eingesetzt. Die Rennserie gilt als populärste Tourenwagenserie der Südhalbkugel. Die eingesetzten Fahrzeuge sind ähnlich den DTM-Modellen reine Silhouettenfahrzeuge mit rein optischen Ähnlichkeiten zu den Serienmodellen. Der 5,0-Liter-V8 Motor wurde von Mercedes-Benz bereitgestellt.
Zwischen 2013 und 2015 wurde der Rennwagen auf Basis der E-Klasse-Limousine drei Saisons lang eingesetzt, das Team konnte dabei jedoch lediglich zwei Rennen gewinnen. Zum Ende der Saison 2015 wurde die Zusammenarbeit zwischen Mercedes-Benz und dem Team in der V8 Supercars-Serie beendet, das fortan Holden einsetzte. Im Sportwagenbereich und GT3-Sport arbeiteten beide hingegen in verschiedenen Serien weiter zusammen.

## Rallyesport

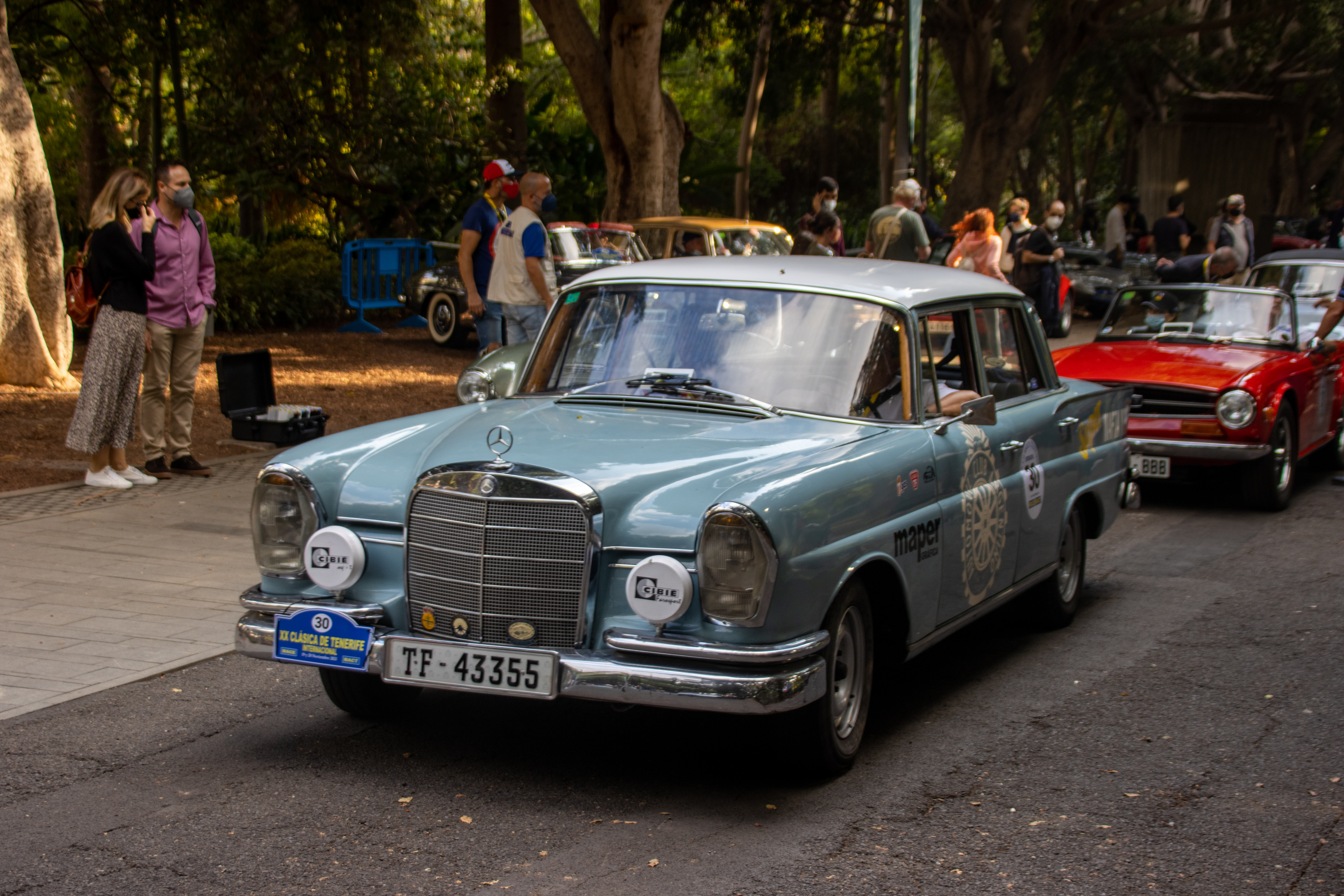
Mit drei Mercedes-Benz 220SE gelang 1960 ein Dreifacherfolg bei der Rallye Monte Carlo

Der Rallyesport spielte für Mercedes-Benz vor allem nach dem Le Mans-Disaster 1955, in dessen (zumindest zeitlicher) Folge man sich mit allen Teams aus dem internationalen Motorsport zurückgezogen hatte, eine wesentliche Rolle bei der Wieder-Annäherung an den internationalen Motorsport.
Schon 1952 trat Mercedes mit den Rennfahrern Rudolf Caracciola, Karl Kling und Hermann Lang bei der Rallye Monte Carlo an, erzielte aber mit Platz 18 von Caracciola und dem Mannschaftspreis für die drei Mercedes-Benz 220 nicht das erhoffte werbewirksame Ergebnis. Um eine erneute Blamage als Werksmannschaft zu vermeiden, meldete 1960 der Motorsportclub Stuttgart (MCS, Vorstandsvorsitzender von 1953 bis 1975 und anschließend Ehrenvorsitzender war der Ingenieur und Rennfahrer Rolf Moll) die drei Werkswagen vom Typ Mercedes-Benz 220 SE (W 111) zur Rallye Monte Carlo und erzielte einen Dreifacherfolg. Walter Schock mit Beifahrer Rolf Moll gewann die Rallye, gefolgt von Eugen Böhringer mit Hermann Socher sowie Eberhard Mahle mit Roland Ott. Äußerlich unterschieden sich die Wagen wenig von den Serienfahrzeugen. In der Kühlermitte saß ein Zusatzscheinwerfer, darunter ein Zusatzölkühler. Im Innern gab es einen Überrollkäfig aus Stahl und zwei Schalensitze. Danach nahm Mercedes bis 1964 noch vier weitere Male an der Rallye Monte Carlo mit jeweils drei Fahrzeugen teil; bestes Ergebnis war Platz zwei von Eugen Böhringer 1962.

### Vereinzelte Erfolge in der Rallye-WM und bei Langstreckenrallyes (1977–1980)

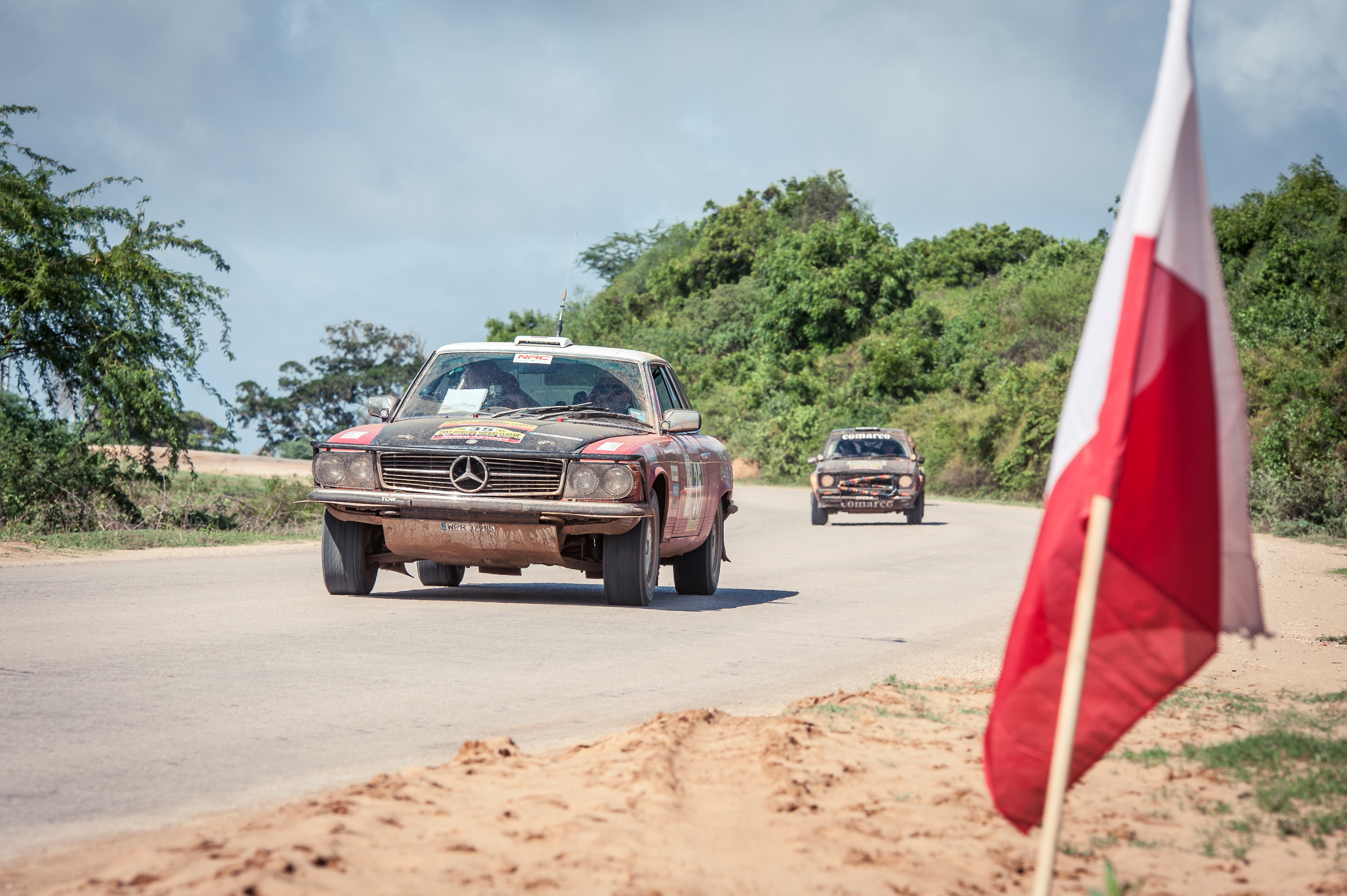
Mercedes-Benz SLC bei der Rallye Safari in Kenia

An diese Engagements anknüpfend nahmen ab 1977 bei internationalen Rallyeveranstaltungen zunächst Mercedes 280 E (W 123) und später Mercedes SLC gemäß damaligem Reglement seriennah und werksunterstützt teil. Die Wagen wurden nur mit zusätzlichen Fernscheinwerfern, Scheinwerfergittern, höher gelegter Karosserie, Sicherheitstechnik, zusätzlichen Benzinpumpen usw. aufgerüstet. Den Anfang machte der Einsatz eines Mercedes 280 E bei der Langstreckenrallye London–Sydney 1977. Nach langer Pause im Motorsport war die Rallye mit dem ersten, zweiten, sechsten und achten Platz ein erster großer Erfolg im wiedererwachten Sportengagement. Das Team trat unter der Leitung von Erich Waxenberger an.
Für die 1978 und 1979 anstehenden Aktivitäten, die erstmals die Teilnahme an Rallyes im Rahmen der Weltmeisterschaft vorsahen, kamen grundsätzlich der 280 E und der 450 SLC 5.0 in Frage. Beide Fahrzeuge wurden von unterschiedlichen Teams werksunterstützt eingesetzt.

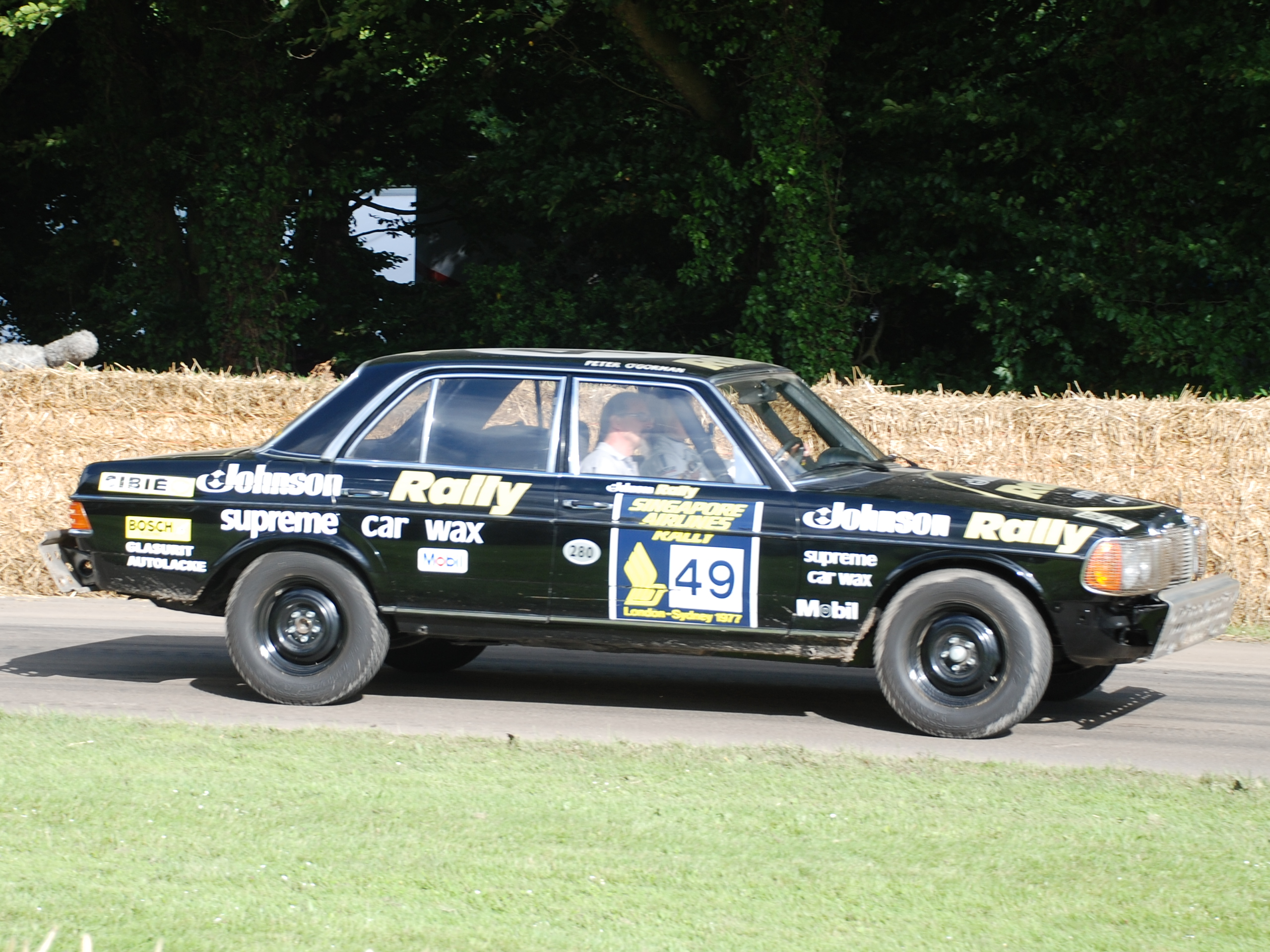
Als Coupe und Limousine bei Rallye-WM-Läufen eingesetzt: Mercedes-Benz 280 E (W 123)

Höhepunkt der Saison 1978 wurde die Teilnahme an der „Vuelta a la Americana Sud“, einer Langstreckenrallye außerhalb der WM-Läufe über fast 30.000 Kilometer Gesamtdistanz durch zehn Länder Südamerikas. Die ersten fünf Plätze gingen an Mercedes-Benz, davon auf Platz eins, zwei und vier die 450 SLC 5.0, auf drei und fünf die 280 E.
1979 endete die Teilnahme an der Rallye Safari in Kenia vom 12. bis 16. April für Mercedes mit einem zweiten und einem sechsten Platz für die 450 SLC 5.0 sowie einem vierten für den 280 E. Somit errang Mercedes die erste Podiumsplatzierung bei einem WM-Lauf.
Die Bandama-Rallye durch die Savannen der Elfenbeinküste im Dezember 1979 über 5600 Kilometer endete für die Mercedes-Benz-Crew mit einem Vierfachsieg. Hannu Mikkola vor Björn Waldegård, Andrew Cowan und Vic Preston jr. Dieser Sieg war der erste Erfolg von Mercedes bei einem Wertungslauf der Rallye-Weltmeisterschaft. Der Erfolg war umso erstaunlicher, da in der gesamten vorhergehenden Saison nur der zweite Platz der Safari-Rallye als Podestplatz erreicht wurde. In der Herstellerwertung war Mercedes-Benz zum Saisonende Achter.
1980 wurden bei der Rallye Portugal vom 4. bis 9. März der vierte und der fünfte Rang erreicht. Die Safari Rallye in Kenia vom 3. bis 7. April 1980 endete mit einem dritten, sechsten und zehnten Platz für Mercedes-Benz. Vom 24. bis 30. Mai reichte es bei der Akropolis-Rallye nur zu einem hinteren Platz. Versagende Bremsen, die Lenkung verbiegende Steine, gebrochene Kraftstoffleitungen und verlorene Tankdeckel hatten die Mercedes-Werksfahrer zurückgeworfen.
Bei der Rallye Codasur in Argentinien vom 19. bis 25. Juli kam nur ein Team ins Ziel und erreichte den zweiten Platz. Die neuerliche Teilnahme an der Bandama-Rallye im Dezember zum Saisonabschluss brachte zudem einen Doppelsieg: Björn Waldegård vor Jorge Recalde auf Mercedes-Benz SLC. Die Hälfte der gestarteten SLC hatten das Ziel ohne Blessuren erreicht, obwohl bei dieser insgesamt 5.336 Kilometer langen Rallye nur rund 792 Kilometer asphaltierte Straße aufwiesen.
Die Rallye-Saison 1980 wurde schließlich zur erfolgreichsten von Mercedes-Benz. In der Herstellerwertung stand zu Saisonende ein vierter Platz. Insgesamt gelangen fünf Podestplätze bei den sechs teilgenommenen Rallyes. Mit Abschluss der Saison 1980 zog sich Mercedes-Benz zunächst wieder aus dem Rallyesport und internationalen Motorsport zurück.
Ergebnisse in der Rallye-Weltmeisterschaft
Mercedes-Benz trat zwischen 1978 und 1980 zu insgesamt neun Rallyes im Rahmen der offiziellen Weltmeisterschaft an und konnte zwei gewinnen. Im Rahmen dieser WM-Läufe wurde der W 123 als Limousine (280 E) und Coupe (280 CE) eingesetzt, sowie der SLC in zwei verschiedenen Ausbaustufen. Der 1980 eingesetzte SLC 500 war nur eine geringfügig weiterentwickelte Version des 450 SLC 5.0.
| Saison | Fahrzeug                                                             | Rallyes | Siege | Punkte | Fahrer                                                                                                 | WM-Rang Hersteller |
| ------ | -------------------------------------------------------------------- | ------- | ----- | ------ | --- | ------------------ |
| 1978   | Mercedes-Benz 280 E                                                  | 1       | –     | 12     | Sobiesław Zasada Joginder Singh Andrew Cowan Tony Fowkes                                               | 16. von 21         |
| 1979   | Mercedes-Benz 450 SLC 5.0 Mercedes-Benz 280 E                        | 2       | 1     | 35     | Hannu Mikkola Andrew Cowan Björn Waldegård Joginder Singh Vic Preston jr. Sobiesław Zasada             | 8. von 20          |
| 1980   | Mercedes-Benz 450 SLC 5.0 Mercedes-Benz 500 SLC Mercedes-Benz 280 CE | 6       | 1     | 79     | Björn Waldegård Erik Carlsson Vic Preston jr. Andrew Cowan Hannu Mikkola Bror Danielsson Jorge Recalde | 4. von 16          |

1. 1 2 3  Der WM-Kalender umfasste 1978: 11 Läufe, 1979: 12 Läufe und 1980: 10 Läufe.

### Überlegungen zur erneuten Teilnahme an der Rallye-WM (1982)
Durch die Erfolge des SLC im Rallyesport, war in den frühen 1980er Jahren ursprünglich geplant, mit dem 1982 neu erschienenen Mercedes-Benz W201 („190er“) an der Rallye-Weltmeisterschaft teilzunehmen. Für diesen Werkseinsatz wurde im Vorfeld bereits der Rallye-Weltmeister Walter Röhrl verpflichtet. Wegen der erfolgreichen Etablierung von Allradantrieb und Turbolader des Rivalen Audi (Audi Quattro) im Wettbewerb wurde der Plan jedoch aufgegeben und der Vertrag mit Röhrl aufgekündigt. Mit dem heckgetriebenen W 201 waren die Erfolgschancen im Rallyesport gering. Im Rückblick war die Entscheidung sinnvoll – seit 1983 wurde die Herstellerwertung nur noch von Autos mit Allradantrieb gewonnen.
Mercedes wollte die neue Mittelklasselimousine jedoch weiter bewerben und gegenüber den Konkurrenten von Audi und BMW sportlich positionieren. Man entschied sich für Geschwindigkeits-Rekordfahrten: Hierzu wurde der Mercedes 190 mit einem 16-Ventil-Motor von Cosworth ausgestattet und trat vom 13. bis 21. August 1983 auf dem Hochgeschwindigkeitskurs von Nardò zu einem Dauerlauf an. Der Wagen brach dabei drei FIA-Weltrekorde, nachdem er fast ohne Unterbrechung (bis auf einen 20-sekündigen Boxenstopp alle 2,5 Stunden) insgesamt 201 Stunden, 39 Minuten und 43 Sekunden über 50.000 km mit einer Durchschnittsgeschwindigkeit von 247 km/h gefahren war. Dieser Erfolg gab den Ausschlag für die serienmäßige Herstellung des Modells 190E 2.3–16, der später auch im Tourenwagensport eingesetzt wurde.
Bis dato gab es seitens Mercedes keine weiteren werksseitigen oder werksunterstützten Engagements im Rallyesport. Damit bleibt der Rallyesport als letzte große Kategorie im Automobilsport, bei der Mercedes-Benz zwar vereinzelte Siege, jedoch keine Gesamtwertungen oder Meisterschaften gewinnen konnte.

### Gesamtsieg bei der Rallye Paris–Dakar (1983)

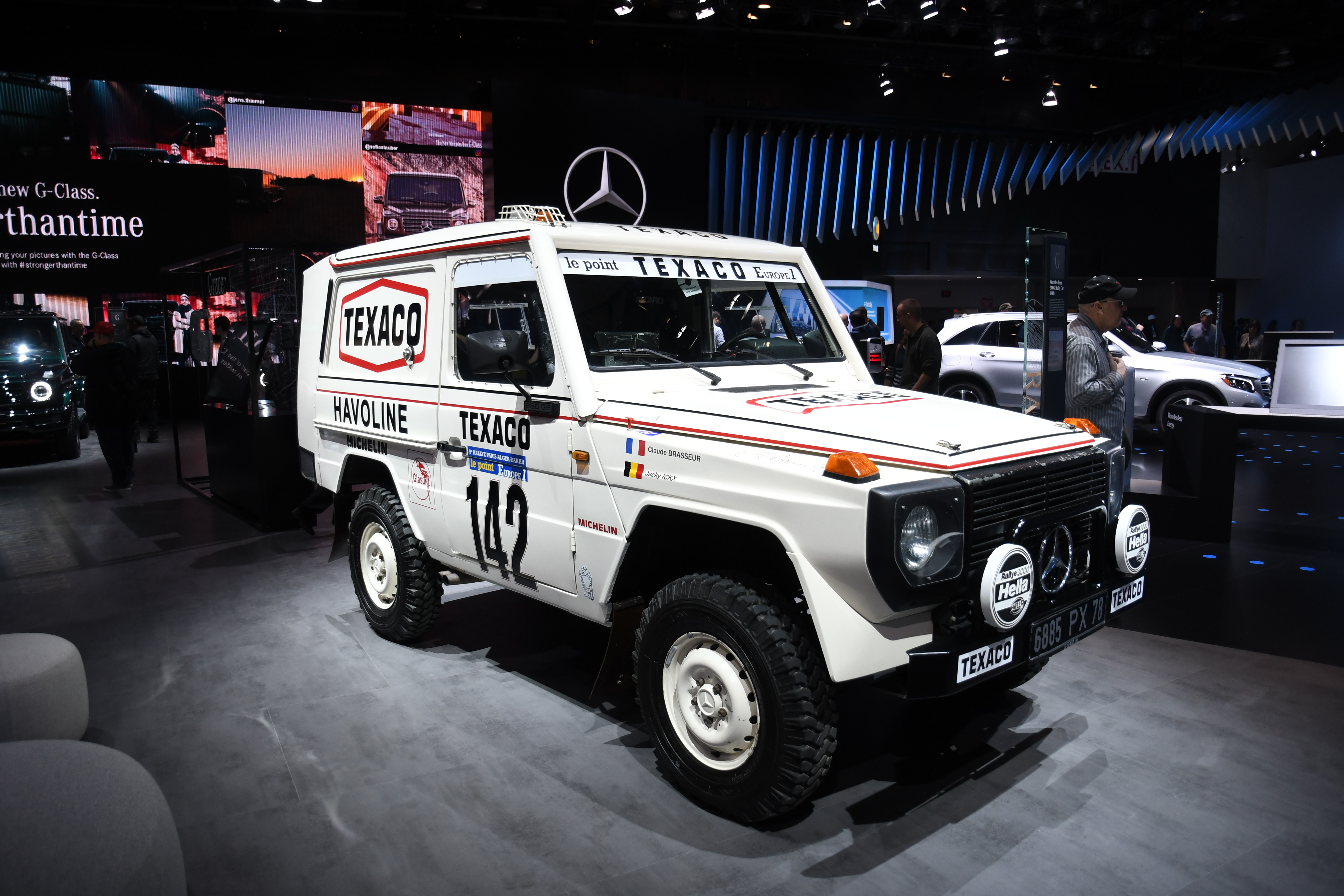
Siegerfahrzeug der Rallye Paris-Dakar 1983: Mercedes-Benz G 280

Im Jahr 1983 nahm Mercedes-Benz mit mehreren Mercedes 280 GE an der fünften Ausgabe der Langstrecken- und Wüstenralye Paris–Dakar teil. Der Wagen mit der Startnummer 142 wurde von dem Formel-1- und Sportwagenfahrer Jacky Ickx und seinem Co-Piloten Claude Brasseur von Paris aus über die 14 Etappen der rund 10.000 Kilometer langen Strecke als Gesamtsieger zum Ziel in Senegals Hauptstadt Dakar gesteuert, nachdem es im Vorjahr nur zum fünften Gesamtrang genügte. Die weiteren gestarteten Mercedes G belegten die Gesamtränge 5, 6 und 8 der PKW-Wertung.
Zwischen 1982 und 1986 gewannen zudem fünf Mal in Folge Mercedes-Benz Unimog die Truckwertung der Rallye.

## Formel-E-Weltmeisterschaft

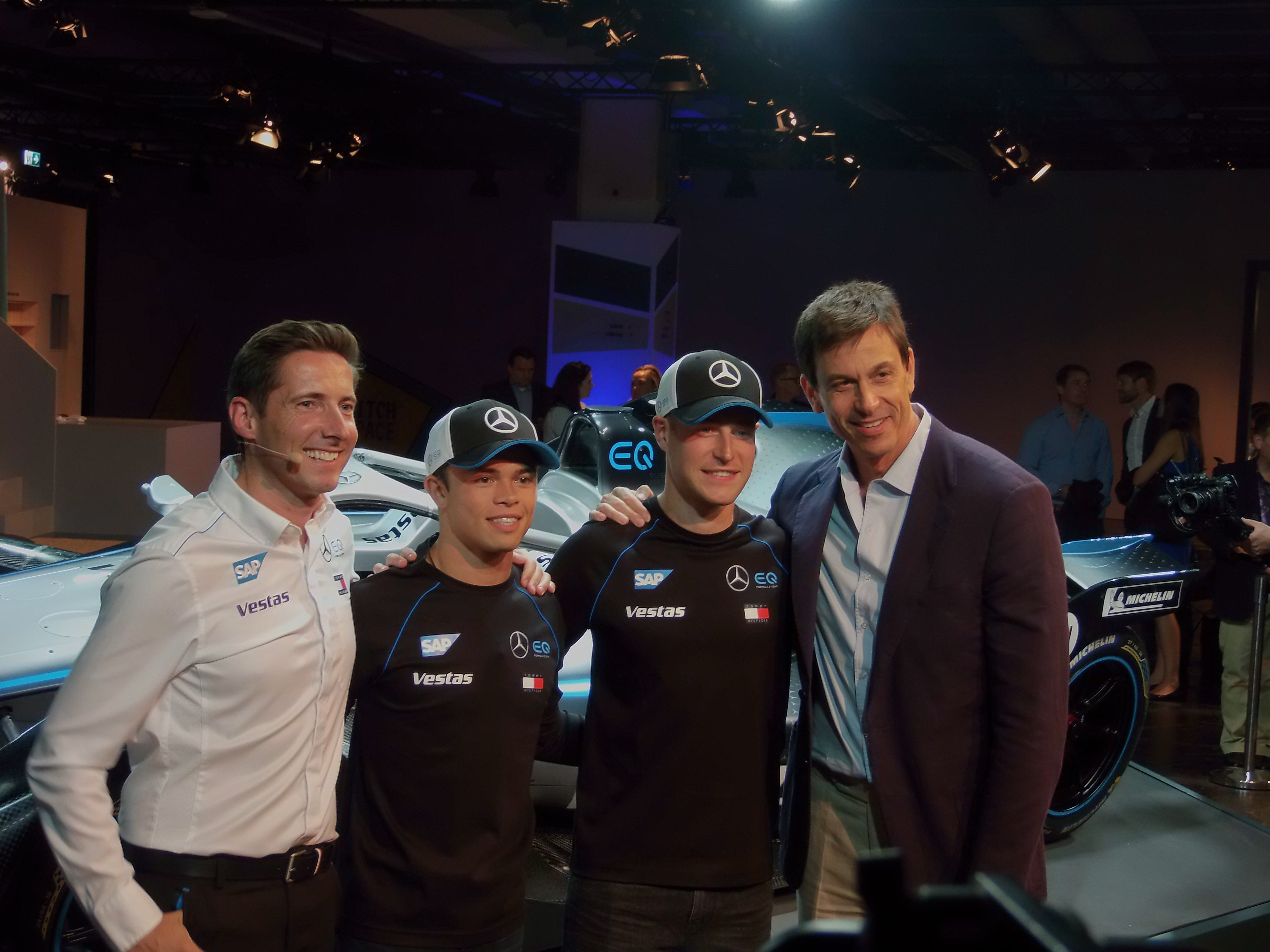
Teamchef Ian James, die Fahrer Nyck de Vries und Stoffel Vandoorne sowie Mercedes-Motorsportchef Toto Wolff bei der Teampräsentation 2019

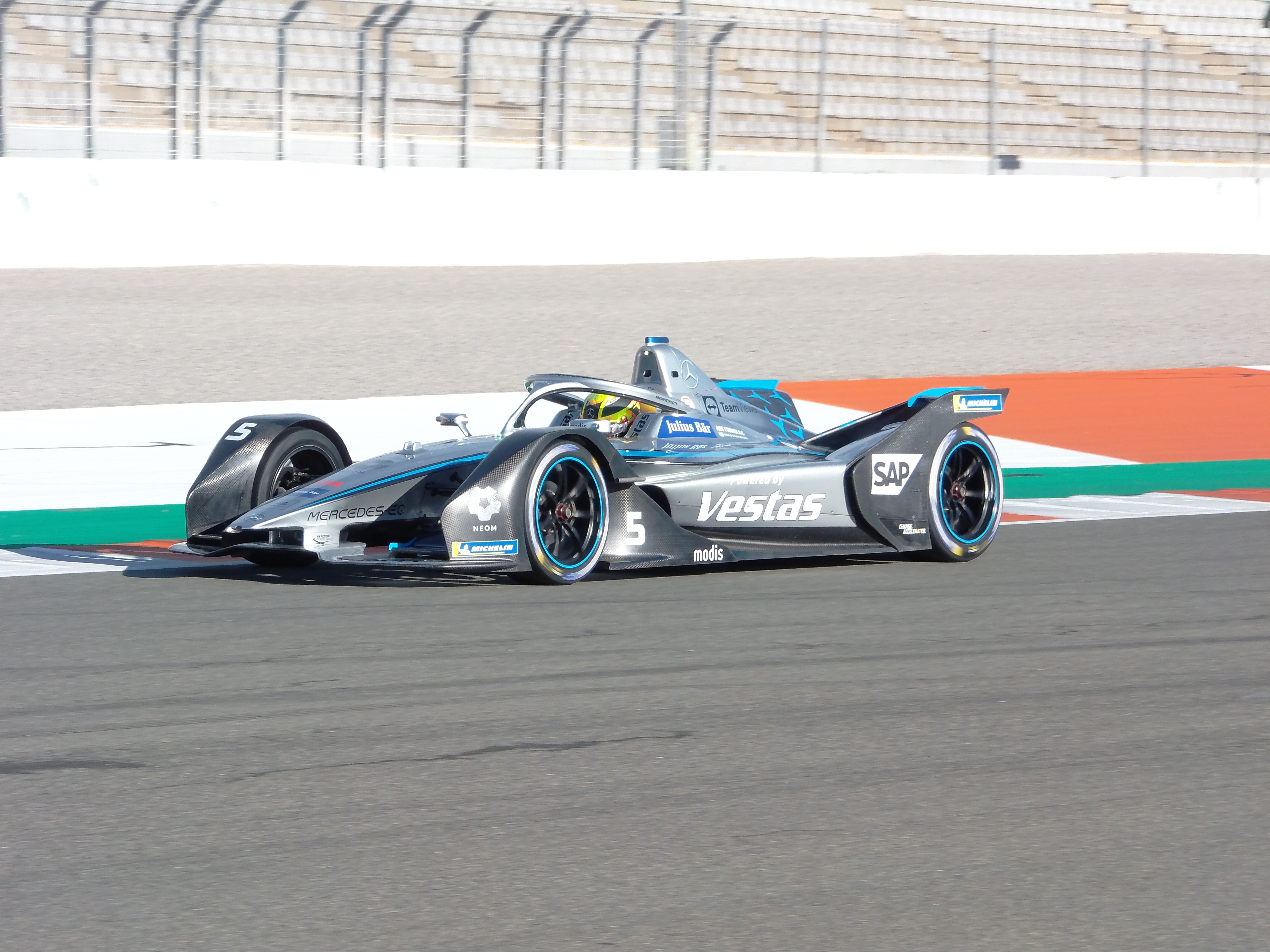
Einsatzfahrzeug in den Formel-E-Saisons 2020/21 und 2021/22: EQ Silver Arrow 02

Im Juni 2017 gab Mercedes-Benz bekannt, ab der Saison 2019/20 in die FIA-Formel-E-Meisterschaft einzusteigen und dafür das werksseitige Engagement in der DTM mit dem Ende der Saison 2018 zu beenden.
Zur Saison 2018/19 wurde das private Team HWA Racelab werksseitig unterstützt, um erste Erfahrungen zu sammeln und den Werkseinsatz vorzubereiten. Hierfür trat HWA eine Saison als eigenständiges Team mit Kunden-Motoren von Venturi an.
Zur Saison 2019/20 stieg der Hersteller schließlich mit einem Werksteam in die Rennserie ein. Der Antrieb für die Rennwagen wurde in Brixworth bei Mercedes AMG HPP entwickelt und produziert. Dieses Motorenwerk zeichnet auch für die Entwicklung der Mercedes-Motoren für die Formel-1-Weltmeisterschaft verantwortlich.
Der Rennwagen der Saison 2019/20 trug die Bezeichnung Mercedes-Benz EQ Silver Arrow 01. Mit einem Doppelsieg im letzten Saisonrennen verbesserte sich das Team auf den dritten Platz der Teamwertung. Dies war nach mehreren Podiumsplätzen in der Debütsaison der erste Rennsieg von Mercedes in der FIA-Formel-E-Meisterschaft. Stoffel Vandoorne wurde in der Fahrerwertung mit 87 Punkten Vizemeister.
In der Saison 2020/21 der nun offiziell als FIA-Weltmeisterschaft ausgetragenen FIA-Formel-E-Weltmeisterschaft ging Mercedes erneut mit der Fahrerpaarung Nyck de Vries und Stoffel Vandoorne an den Start. Das Einsatzfahrzeug trug in der zweiten Saison als Werksteam die Bezeichnung Mercedes-EQ Silver Arrow 02. De Vries gewann die Rennen in Diriyya und Valencia, Vandoorne den Rom E-Prix. Mit 183 Punkten gewann Mercedes im zweiten Jahr des Engagements als Werksteam die Teamweltmeisterschaft, de Vries wurde Fahrerweltmeister.
Mercedes gab im August 2021 bekannt, nach der Saison 2021/22 und somit drei Jahren in der Rennserie werksseitig wieder aus der Formel E auszusteigen.
Somit stand bereits vor Beginn der Saison 2022/23 fest, dass es die vorerst letzte des Herstellers in der Formel E sein würde. Trotzdem konnten beide Titel erfolgreich verteidigt werden, diesmal mit Stoffel Vandoorne als Fahrer-Weltmeister. Nyck de Vries erlebte als amtierender Weltmeister eine durchwachsene Saison, obwohl er mit dem Saisonauftakt in Diriyya und einem Sieg in Berlin insgesamt ein Rennen mehr als sein Teamkollege gewinnen konnte. Vandoorne fuhr neben dem Sieg in Monaco jedoch 14 weitere Mal in die Punkte und konnte so insgesamt 213 Punkte sammeln. Das Team wurde mit den drei Laufsiegen und 319 Punkten Weltmeister vor dem ebenfalls mit Mercedes-Antriebsstrang startenden Venturi-Kundenteam.
Ergebnisse in der Formel-E-Weltmeisterschaft
| Saison  | Fahrzeug                         | Rennen | Siege | Punkte | Fahrer                          | bestes Ergebnis Fahrerwertung | Rang Teamwertung |
| ------- | -------------------------------- | ------ | ----- | ------ | ------------------------------- | ----------------------------- | ---------------- |
| 2019/20 | Mercedes-Benz EQ Silver Arrow 01 | 11     | 1     | 147    | Stoffel Vandoorne Nyck de Vries | 2. ( Stoffel Vandoorne)       | 3. von 12        |
| 2020/21 | Mercedes-Benz EQ Silver Arrow 02 | 15     | 3     | 181    | Stoffel Vandoorne Nyck de Vries | 1. ( Nyck de Vries)           | 1. von 12        |
| 2021/22 | Mercedes-Benz EQ Silver Arrow 02 | 16     | 3     | 319    | Stoffel Vandoorne Nyck de Vries | 1. ( Stoffel Vandoorne)       | 1. von 11        |

## US-Racing

### Erfolge in Amerika zu Beginn des 20. Jahrhunderts

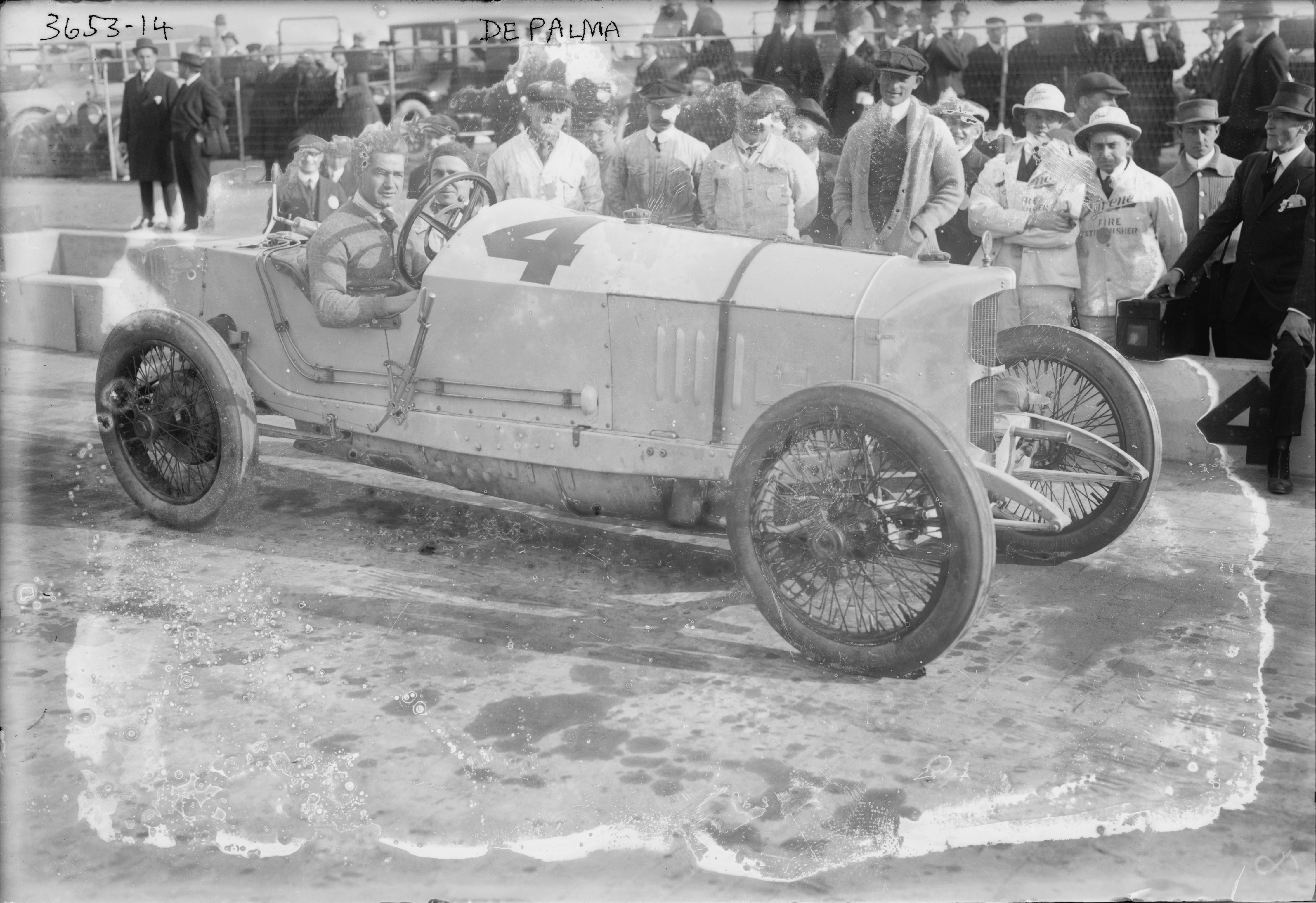
De Palma mit dem Siegerwagen des Indianapolis 500 1915: Mercedes 4,5 Liter

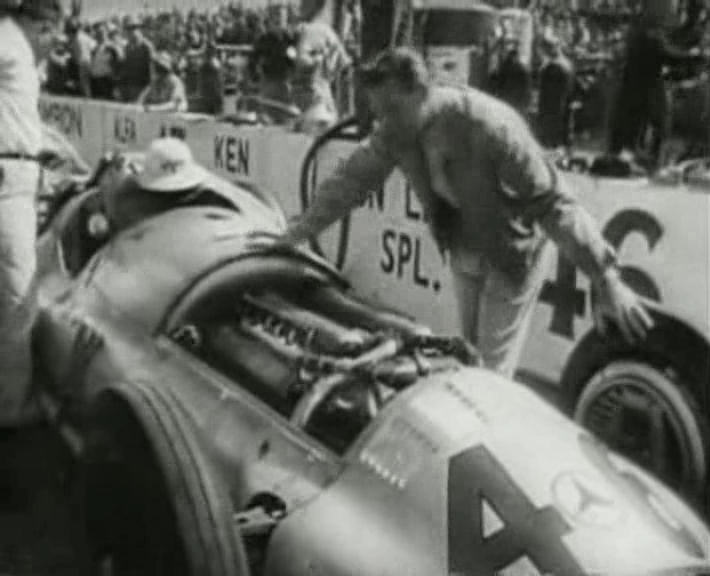
Mercedes W 154 bei den 500 Meilen von Indianapolis 1947

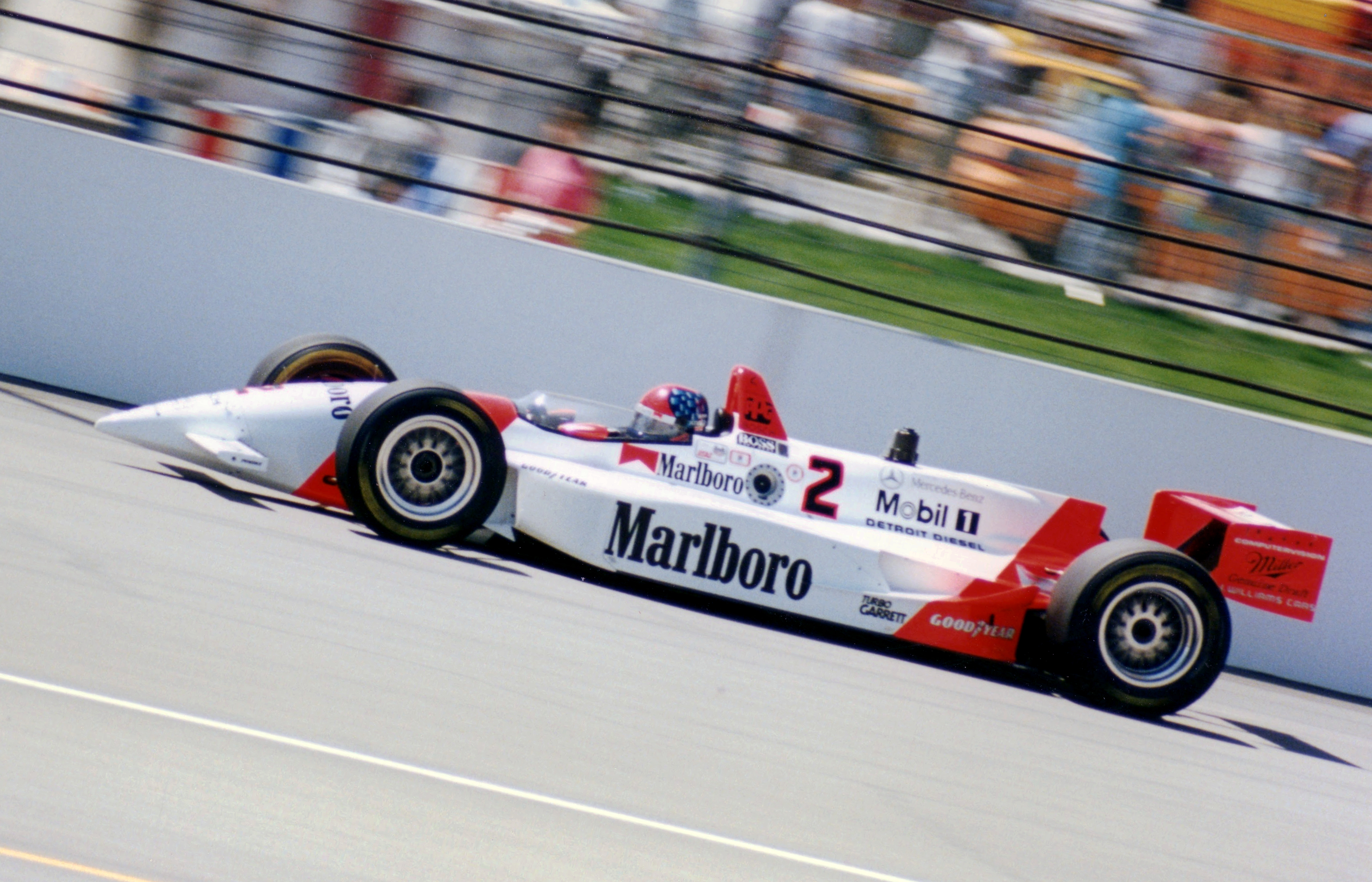
Emerson Fittipaldi war Teamkollege von Al Unser jr. bei Penske-Mercedes 1994

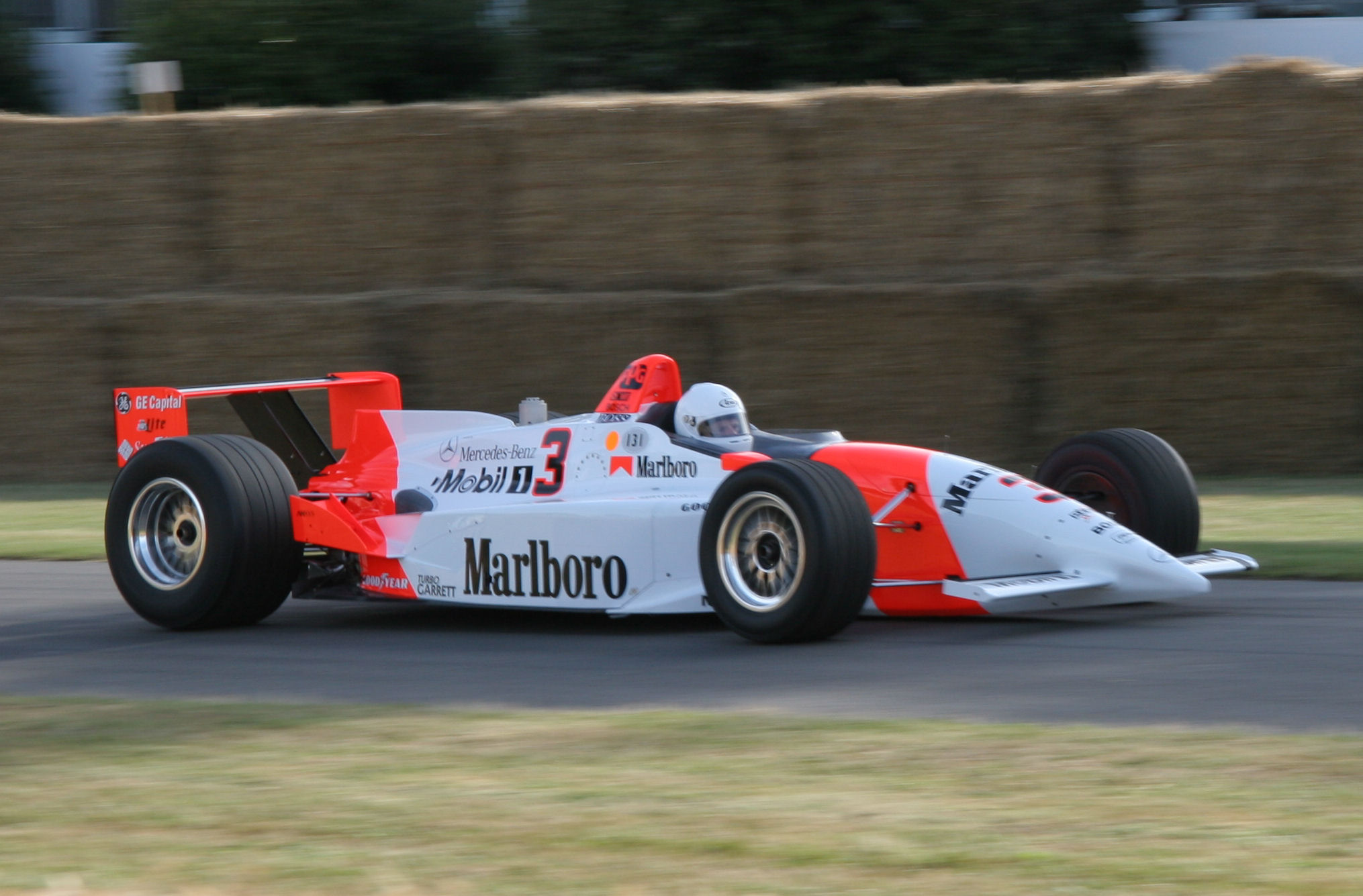
Penske-Mercedes PC-26 aus der Champ-Car-Saison 1997

Die ersten Einsätze von Mercedes-Rennwagen im US-Rennsport reichen in die Zeit der Anfänge des Motorsports zurück. Die Mercedes-Autos waren vor dem Ersten Weltkrieg beliebte Einsatzfahrzeuge verschiedener Teams und Privatiers. Auch bei dem ab der Saison 1911 ausgetragenen 500-Meilen-Rennen von Indianapolis waren Mercedes-Rennwagen regelmäßig am Start. Größter Erfolg war der Gesamtsieg des Italo-Amerikaners Ralph DePalma im Jahr 1915 mit einem privat eingesetzten Mercedes. De Palma stand bereits 1912 kurz vor dem Gesamtsieg, als sein Mercedes wenige Runden vor dem Ziel ausrollte. Kurioserweise wurde das Auto noch ins Ziel geschoben, um Preisgelder zu erlangen und belegte so den elften Platz. Da Engagements und Erfolge von europäischen Autoherstellern in US-amerikanischen Rennserien rar sind, gewann Mercedes als einer von wenigen europäischen Konstrukteuren das Indy 500. De Palma und einige weitere Piloten waren mit den Rennwagen der deutschen Hersteller Daimler und Benz zu dieser Zeit auch außerhalb des Indy 500 in Nordamerika erfolgreich – so z. B. mit Gesamtsiegen von Mercedes beim Vanderbilt Cup 1912 und 1914 sowie einem Doppelsieg von Benz-Rennwagen bei dem American Grand Prize 1910, den Vorläufern des Großen Preis der USA.

### Kundenautos beim Indy 500 nach dem Zweiten Weltkrieg
Zwischen 1947 und 1957 setzten Privatiers vereinzelt einen, in den Nachkriegswirren in der Tschechoslowakei erworbenen, Mercedes-Benz W 154 mit der Chassisnummer 9 beim 500-Meilen-Rennen von Indianapolis ein. Der Vorkriegs-Silberpfeil aus dem Jahr 1938 wurde 1947 und 1948 von Teamchef Don Lee im Brickyard eingesetzt. Das kleine Privatteam war mit dem aufwändigen Betrieb des W 154 und seinem V12-Motor letztlich technisch wie personell überfordert. Das Auto fiel folgerichtig in beiden Rennen technisch bedingt aus. Das Chassis wurde 1949 nochmals von Joel Thorne eingesetzt, konnte sich jedoch nicht qualifizieren. Das Rennen 1949 schaute sich Mercedes-Rennleiter Alfred Neubauer vor Ort an, um ein mögliches zukünftiges Werks-Engagement von Mercedes in Indianapolis zu prüfen. Dazu sollte es jedoch trotz der umfangreichen Motorsportoffensive der Marke Anfang der 1950er-Jahre nicht kommen.
1957 tauchte das Chassis des W 154 erneut beim Indianapolis 500 auf. Angetrieben wurde das Auto mittlerweile jedoch von einem Jaguar Reihensechszylinder. Das Indianapolis 500 war von 1950 bis 1960 offizieller Teil der Formel-1-Weltmeisterschaft, sodass es sich formal um den einzigen Einsatz eines Mercedes-Kundenautos in der Formel 1 handelte. Das Fahrzeug wurde jedoch durchgängig privat eingesetzt und ist damit unabhängig vom Mercedes-Werkseinsatz zu betrachten und taucht nicht in der Statistik des Konstrukteurs Mercedes auf.

### Rückkehr zum Indy 500 mit Penske
In den 1990er Jahren suchte Mercedes im Rahmen des wiederentdeckten Interesses am Motorsport neben den europäischen Engagements bei den Sportwagen und in der Formel 1 auch in den USA nach einer Betätigungsmöglichkeit. Hierfür fand Mercedes mit dem US-Team Penske einen Partner. Mercedes trat als Motorenlieferant auf, wofür 1994 unter strenger Geheimhaltung Ilmor einen Motor eigens für die 500 Meilen von Indianapolis entwickelte. Für dieses Rennen gab es ein eigenes Reglement, das sich in Details von dem der restlichen Saison unterschied. Der Motor hatte mehr als 735 kW (1.000 PS) und damit etwa 150 kW mehr als die Konkurrenz. Am Ende der Geraden erreichten die Fahrer bis zu 410 km/h. Die übrigen Teams erreichten um 380 km/h. Der Motor erhielt den Spitznamen „das Biest“. Es gelang Al Unser jr. für Penske-Mercedes das Indy 500 zu gewinnen und die Serie als Gesamtsieger zu beenden. Bei zwölf von 16 Rennen konnte Penske-Mercedes gewinnen. Unser’s Teamkollegen Emerson Fittipaldi und Paul Tracy belegten die Plätze zwei und drei in der Gesamtwertung.
In der Motorenwertung belegte Mercedes offiziell trotzdem den vierten Rang, da nur das Triebwerk, das beim Indy 500 eingesetzt wurde, als Mercedes-Benz galt. Die restlichen Rennen liefen offiziell mit Ilmor-Triebwerken. Ab 1995 wurden einheitlich Rennmotoren von Mercedes-Benz eingesetzt.

### Ende des US-Engagements
Während es Ende der 1990er Jahre mit McLaren-Mercedes in der Formel 1 langsam aufwärts ging, ließen die Erfolge in Amerika nach. Der IndyCar-Titel von Al Unser jr. aus der Saison 1994 konnte nicht wiederholt werden und die Ergebnisse wurden nach und nach schlechter. 1999 gelang in der Champ-Car-Serie nur noch ein Saisonsieg. Hinzu kamen die tödlichen Unfälle von Greg Moore im von Forsythe eingesetzten Reynard-Mercedes in Fontana und Gonzalo Rodríguez auf Penske-Mercedes in Laguna Seca. Zudem litt die Popularität des US-Formelsports (vor allem außerhalb des Indy 500) zunehmend unter der Aufspaltung in die CART-Serie (Champ-Cars), in der Penske-Mercedes antrat, und der Indy Racing League, die ab 1996 auch das Indy 500 beheimatete. In der Folge beendete Mercedes-Benz nach der sieglosen Saison 2000 das Engagement als Motorenlieferant in Amerika nach insgesamt sieben Saisons.
Ergebnisse in der Champ-Car-Serie als Motorenhersteller
Das Team Penske wurde bis 1999 mit Motoren beliefert. Die Angaben zu Fahrzeug und Fahrern beziehen sich auf dieses werksunterstützte Einsatzteam. Darüber hinaus setzten ab 1995 weitere Teams mit verschiedenen Chassis (Lola, Reynard) Mercedes-Motoren ein. Diese fließen in die Saison-Statistiken als Motorenhersteller ein und sind daher in der Tabelle genannt.
Zwischen 1994 und 2000 traten Mercedes-betriebene Autos in der Champ-Car-Serie so zu insgesamt 125 Rennen an und konnten 19 davon gewinnen.
| Saison | Fahrzeug               | Rennen | Siege | Punkte | Fahrer                                     | Rang Motorenhersteller | weitere belieferte Teams                                                     |
| ------ | ---------------------- | ------ | ----- | ------ | ------------------------------------------ | ---------------------- | ---------------------------------------------------------------------------- |
| 1994   | Penske-Mercedes PC-23  | 16     | 1     | 22     | Emerson Fittipaldi Al Unser jr. Paul Tracy | 4. von 5               | –                                                                            |
| 1995   | Penske-Mercedes PC-24  | 17     | 6     | 267    | Emerson Fittipaldi Al Unser jr.            | 2. von 4               | Hall Racing Rahal-Hogan Racing Bettenhausen Racing Galles Racing             |
| 1996   | Penske-Mercedes PC-25  | 16     | –     | 218    | Al Unser jr. Paul Tracy Jan Magnussen      | 3. von 4               | Forsythe Racing Hogan Racing Bettenhausen Racing Team Rahal Galles Racing    |
| 1997   | Penske-Mercedes PC-26  | 17     | 9     | 316    | Al Unser jr. Paul Tracy                    | 1. von 4               | Forsythe Racing Hogan Racing Bettenhausen Racing PacWest Racing              |
| 1998   | Penske-Mercedes PC-27  | 19     | 2     | 226    | Al Unser jr. André Ribeiro                 | 3. von 4               | Forsythe Racing Hogan Racing Bettenhausen Racing PacWest Racing Project CART |
| 1999   | Penske-Mercedes PC-27B | 20     | 1     | 193    | Al Unser jr. Tarso Marques Alex Barron     | 3. von 4               | Forsythe Racing Hogan Racing Bettenhausen Racing PacWest Racing              |
| 2000   | –                      | 20     | –     | 66     | –                                          | 4. von 4               | Bettenhausen Racing PacWest Racing Mo Nunn Racing Arciero Racing             |

Gesamtsiege bei den 500 Meilen von Indianapolis

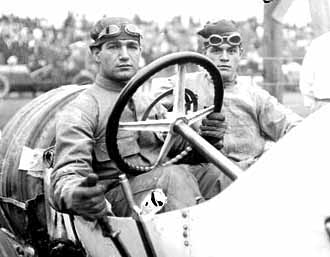
Gesamtsieger in Indianapolis 1915 auf Mercedes: Ralph DePalma

Der Erfolg des privat eingesetzten Mercedes 4,5-Liter von 1915 ist bis heute der einzige des Herstellers Mercedes-Benz bzw. seiner Vorgängerunternehmen (hier: DMG) im Brickyard. Der Einsatz erfolgte durch den US-amerikanischen Privatier E.C. Patterson. 1994 wurde das Chassis vom Einsatzteam Penske konstruiert und lediglich der Motor wurde von Mercedes-Benz für das Rennen entwickelt.
| Saison | Fahrzeug              | Hersteller | Team           | Motor          | Fahrer          | Zeit (h)    |
| ------ | --------------------- | ---------- | -------------- | -------------- | --------------- | ----------- |
| 1915   | Mercedes 4,5 Liter    | Mercedes   | E.C. Patterson | Mercedes (DMG) | / Ralph DePalma | 5:33:55.510 |
| 1994   | Penske-Mercedes PC-23 | Penske     | Team Penske    | Mercedes-Benz  | Al Unser jr.    | 3:06:29.006 |

## Truck Racing

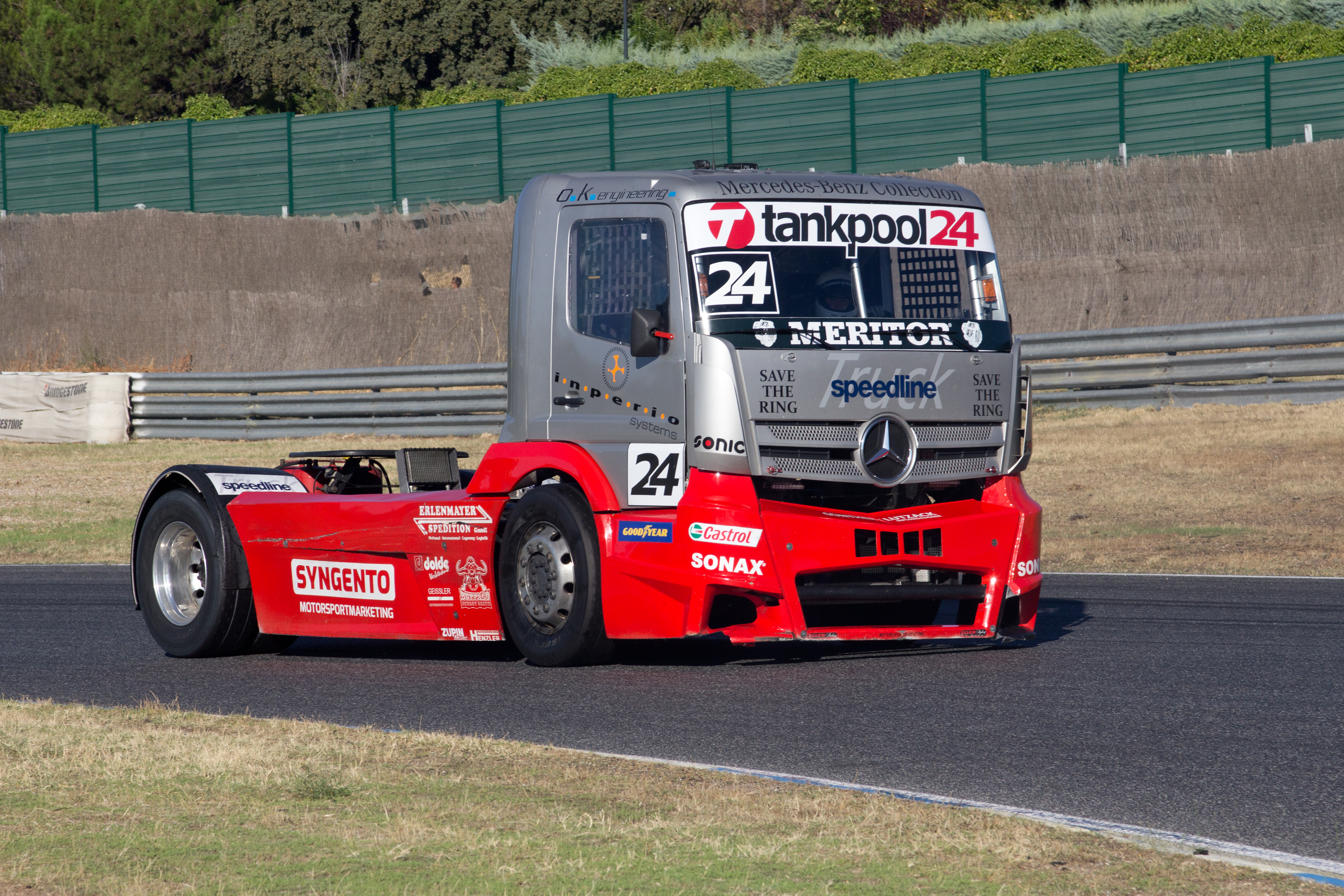
Mercedes-Renntruck beim spanischen Truck-Grand-Prix 2013

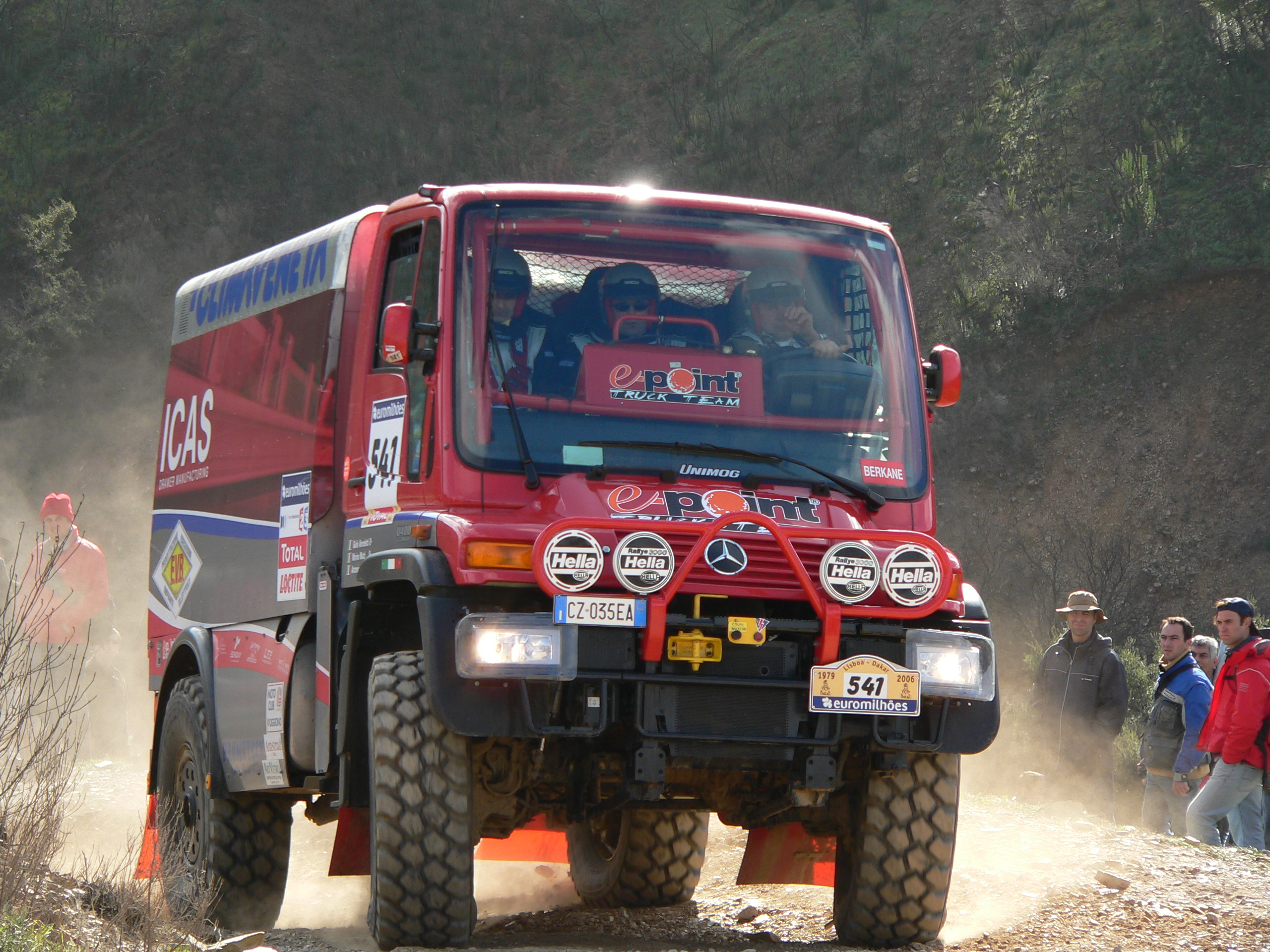
Unimog U400L bei der Rallye Dakar 2006

Mercedes-Benz setzte bis 2001 werksseitig Renntrucks im Truck-Racing bzw. in Lkw-Rennen ein und holte in der Truck-Racing-Europameisterschaft bzw. dem FIA European Truck Racing Cup von 1989 bis 1998 insgesamt 13 Fahrertitel. Erfolgreichster Fahrer war Steve Parrish, der den Titel fünf Mal gewann, davon drei Mal auf einem Mercedes-Benz 1450-S. Seit 2006 wurden Renntrucks von Mercedes nur noch vereinzelt in der Europameisterschaft eingesetzt. In der Saison 2006 und 2017 erreichten Jochen Hahn und Norbert Kiss dritte Plätze im Gesamtklassement.
In der brasilianischen Truck-Racing-Meisterschaft gewann im seit 1995 bestehenden Reglement Wellington Cirinno vier Mal den Titel. In dieser Meisterschaft werden werksunterstützte Fahrzeuge aus brasilianischer Produktion eingesetzt.
Neben diesen Renneinsätzen wurden bei der Langstrecken- und Wüstenrallye Paris–Dakar unregelmäßig Mercedes-Benz Unimog eingesetzt. Zwischen 1982 und 1986 konnte die Rallye in der Truckwertung fünfmal in Folge gewonnen werden.

## Safety-Car-Lieferant in der Formel 1

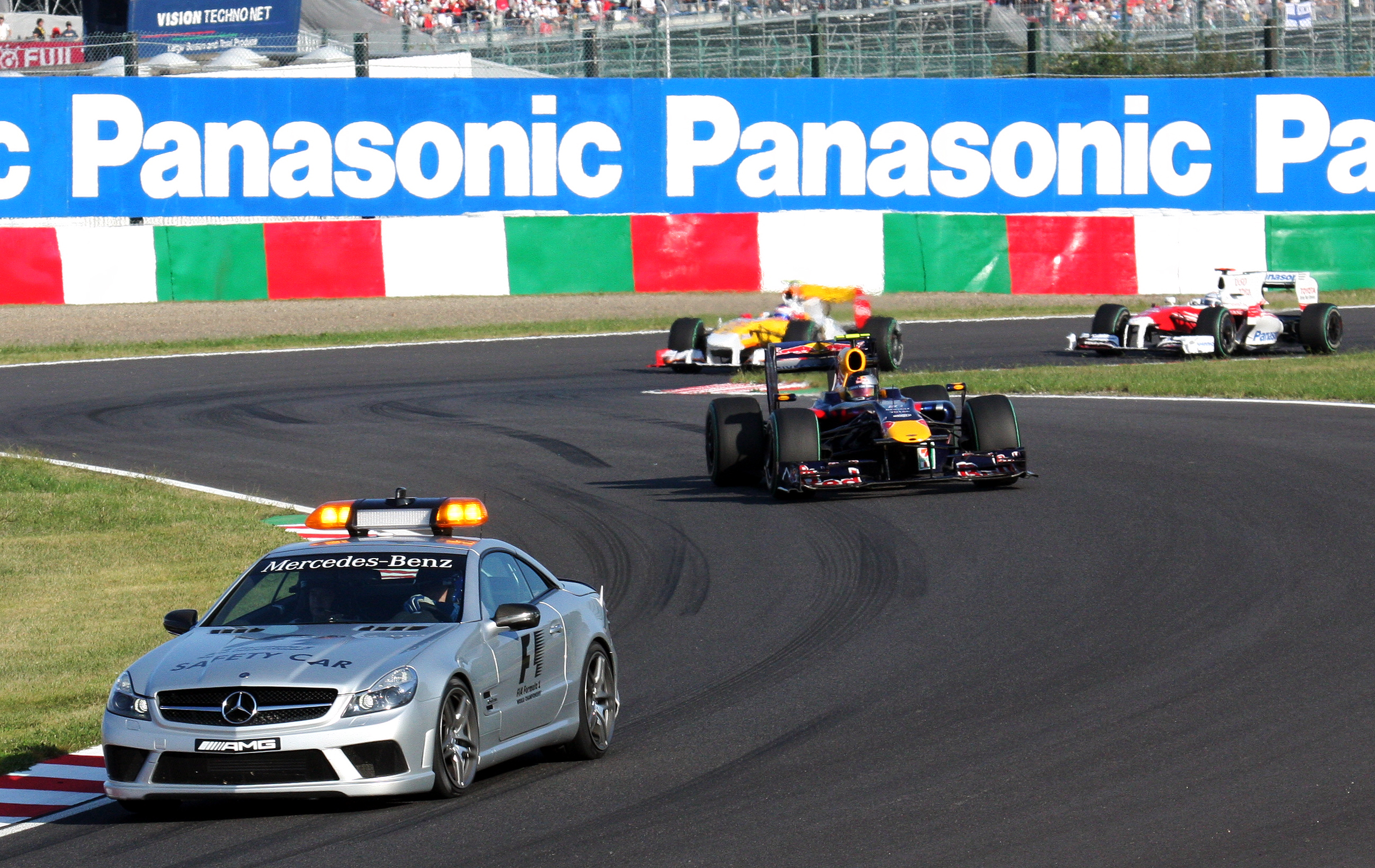
Das Safety-Car im Einsatz beim Großen Preis von Japan 2009

Seit 1996 stellt Mercedes-Benz das Safety-Car und das Medical-Car der Formel 1, meist für den Zweck modifizierte aktuelle Modelle des Werkstuners Mercedes-AMG. Seit 2021 stellt auch Aston Martin ein Safety Car in der Formel 1. Die Fahrzeuge der beiden Hersteller werden an den Grand-Prix-Wochenenden abwechselnd eingesetzt.
Verändert wird an den Fahrzeugen im Vergleich zur Straßenversion unter anderem:
- größere Bremsanlage,
- speziell abgestimmtes Fahrwerk,
- Motortuning,
- Signallichtanlage auf dem Dach sowie Blitzlichter in den Scheinwerfern und Schlussleuchten,
- zwei voneinander unabhängige Funkanlagen / Digital und Analog.

Seit 2000 ist der Stammpilot des Safety-Cars Bernd Mayländer.